# Rapallo
Rapallo (Rapallo in ligure, pronunciato [raˈpalˑu]) è un comune italiano di 29 506 abitanti della città metropolitana di Genova in Liguria.
La località è celebre per essere stata la sede di due importanti trattati di pace dopo la prima guerra mondiale, uno tra il Regno d'Italia e il Regno dei serbi, croati e sloveni nel 1920, e l'altro tra la Repubblica di Weimar e la RSFS Russa nel 1922.

## Geografia fisica

### Territorio

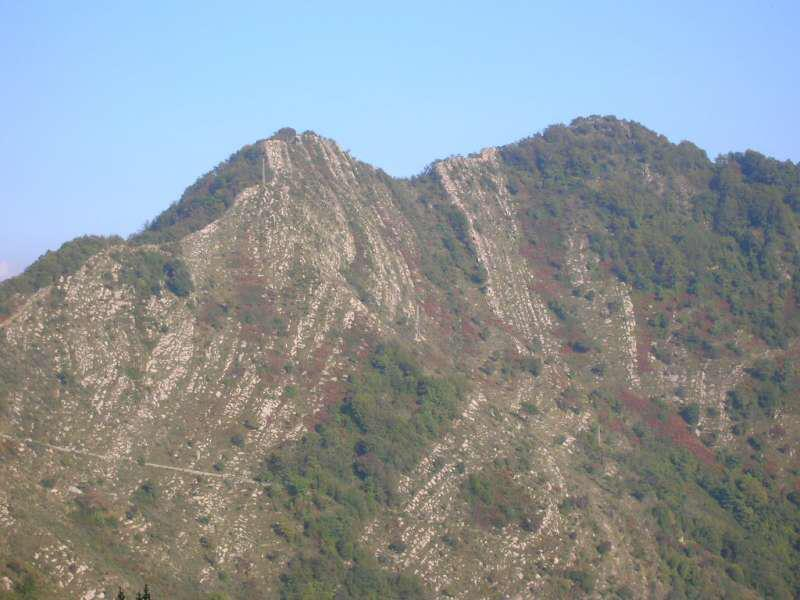
Il Manico del Lume (801 m), la più alta vetta del territorio rapallese.

Il territorio di Rapallo si trova nella parte occidentale del golfo del Tigullio, incastonato nel golfo che prende il suo nome (denominato storicamente "golfo del Grifo"), tra la piana dei due principali torrenti Boate - chiamato storicamente anche Bogo - e San Francesco, quest'ultimo sito nella parte orientale della città. Il territorio comunale è attraversato inoltre da numerosi corsi d'acqua e rii minori (tra i principali il San Pietro, il Santa Maria, il Sellano, il Cereghetta, il Carcara) dove, nel corso dei secoli, si sono sviluppati nuclei abitativi corrispondenti alle odierne frazioni e località rapallesi.
Raggiungibili da appositi sentieri, vi sono tra le principali vette del territorio il Manico del Lume (801 m, il punto più elevato di Rapallo e dell'area geografica del Tigullio occidentale-Golfo Paradiso), il monte Pegge (774 m, dove si trova il rifugio Margherita), il monte Lasagna (728 m), il monte Bello (713 m), il monte Rosa (692 m), il monte Orsena o Caravaggio (615 m, sede dell'omonimo santuario mariano), il monte Ampola (580 m) e il monte delle Pozze (528 m). A 612 m sul livello del mare si trova, presso il monte Letho, il santuario di Nostra Signora di Montallegro.
Altre montagne e zone collinari del circondario rapallese, dai confini orientali a quelli occidentali del territorio comunale, sono: il monte Zuccarello (617 m e quindi verso la Costa di Lamborno, a sud-ovest), il monte Castello (665 m), il monte Perini (689 m), il monte Crocetta (638 m), la Punta di Grondone (710 m) il monte Fascia (712 m), il monte Borgo (732 m), il monte Esoli (442 m), il monte di Ruta (417 m al confine con l'omonima località camogliese), la Sella di Ramezzana (351 m).
Il "crinale 1", che ha origine dal monte Pegge (già monte Lasagna), verso sud, divide la valle del torrente San Francesco (zona ad est della città) dalla valle del torrente Boate di San Pietro; fanno parte del crinale il monte Carmo (628 m), il passo di San Quirico o piana dei Merli (539 m), la punta di Serrato (560 m), il passo delle Collette (500 m) e il monte delle Pozze o Poggio (528 m). Il "crinale 2" ha invece origine dal monte Orsena o di Caravaggio, verso sud-est, e divide la valle del torrente Foggia (frazione di Sant'Andrea di Foggia) e del torrente San Pietro dalla valle del torrente Boate di Santa Maria; fanno parte del crinale la Costa di Benna (600–620 m), il passo della Croce (420 m) e la relativa Croce di Spotà (414 m) sul monte Orsena.

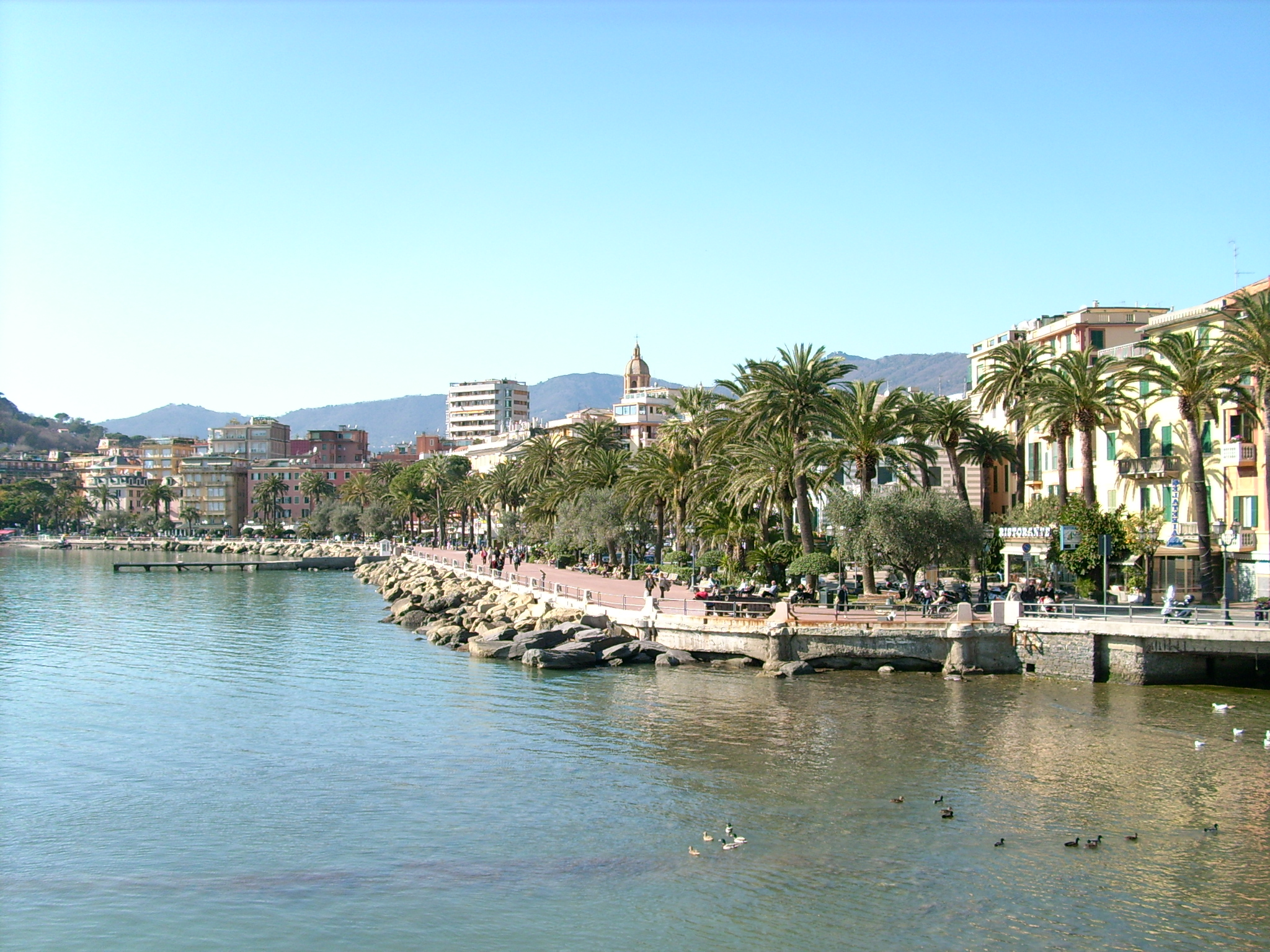
Il lungomare Vittorio Veneto

Il territorio è costellato inoltre da numerosi passi e valichi, lungo i due principali crinali, che permettono il passaggio montano nei confinanti comuni dell'entroterra. I principali passi sono: del Fondeghin (450 m), di Besain (620 m, che permette di raggiungere Chiavari), di Bosco Panalo (625 m), di Canevale (620 m), di Coreglia (per Coreglia Ligure a 635 m), della Crocetta (599 m per Dezerega e Coreglia Ligure), di Lasagna, di Pian di Masone (675 m), di Giasea (715 m), della Serra (641 m), del Gallo (485 m), delle piane di Caravaggio o di monte Ampola (498 m), di Pegoe Vegie (475 m), della Via Romana di Ruta (a 281 m presso la chiesa millenaria di Ruta).
L'estensione della città si sviluppa soprattutto nel suo immediato entroterra, dominato da zone prevalentemente pianeggianti e collinari, dovuto al grande e in alcuni casi disordinato sviluppo urbanistico che interessò la cittadina nell'immediato secondo dopoguerra, creando una vera e propria espansione periferica omogenea verso quelle zone in passato distanti dal centro storico. La rapida evoluzione di tale fenomeno, comune e, solo per certi versi, paragonabile ad altre cittadine della riviera ligure e italiane, prese il conosciuto e non certo estimativo nome di rapallizzazione.
La morfologia del territorio costiero, in alcune zone frastagliato, non permette lo sviluppo di spiagge sabbiose, più tipiche della zona orientale del Tigullio, quindi per l'attività stagionale estiva si è dovuto ricorrere alla realizzazione di stabilimenti balneari privati attrezzati su pontili in legno. Sono tuttavia presenti piccole spiagge libere nella zona del Lido (tra la foce del torrente Boate e il lungomare Vittorio Veneto), presso il cinquecentesco castello sul mare, nel quartiere storico di Avenaggi (detto storicamente Ê Nagge) e nella baia di Prelo a San Michele di Pagana.

### Clima
Il clima è mite, data la posizione geografica tra il mar Ligure e l'Appennino ligure.

## Origini del nome
Ad oggi non esiste ancora una versione certa e documentata sull'origine o il significato del toponimo Rapallo.
Tra le versioni più note si ipotizza la derivazione dal termine Rapalu o, più correttamente, Ra palù traducibile in palude e questa derivazione si avvicinerebbe al concetto geologico primitivo della palude che, effettivamente, si trovava alla foce del torrente Boate e dove si sviluppò il primo insediamento del borgo. Secondo le affermazioni dello storico ligure Gaetano Poggi il toponimo deriverebbe invece da Rapa-lo con riferimento alle coltivazioni delle rape, che avrebbe avuto grande sviluppo nella località levantina.
Ancora un'altra versione, sostenuta dalla glottologa Giulia Petracco Sicardi, protenderebbe verso il termine gotico Rappa, passato nei dialetti italiani col significato di piega, ruga, o fenditura e che riprenderebbe la morfologia effettiva del territorio rapallese.

## Storia

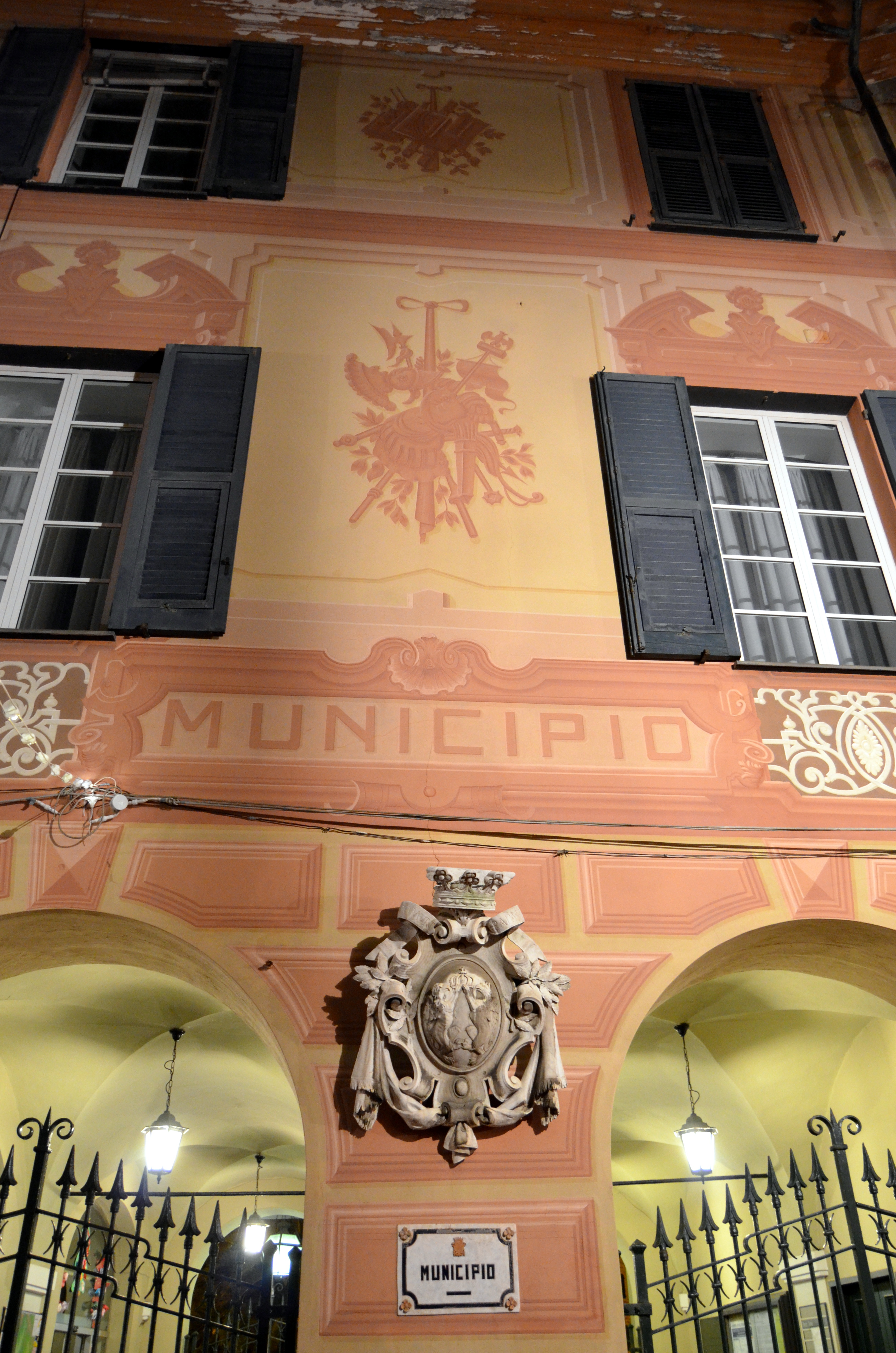
Il palazzo del Comune

### Dalle origini alla costituzione in libero comune
Il primo nucleo abitativo sembrerebbe risalire al 700 a.C. a seguito del ritrovamento, nel 1911, di un'antica tomba nell'attuale quartiere di Sant'Anna durante uno scavo d'estrazione dell'argilla per rifornire le vicine fornaci. Negli scavi furono riportati alla luce diversi oggetti sacri, tra i quali un'urna cineraria in terracotta con croce gammata, contenente una cuspide di lancia in ferro, vasi e un braccialetto d'oro a forma di serpe. Dai primi studi effettuati sui rinvenimenti fu possibile stabilire l'origine etrusca, se non greca, dei reperti. Nonostante l'eccezionale scoperta, il materiale andò successivamente perduto (lasciando pertanto incertezza sulle prime origini del borgo) non potendolo quindi confrontare con i ritrovamenti preistorici, scoperti negli anni sessanta dello stesso secolo, della necropoli della vicina Chiavari.
Nel 643 re Rotari, sovrano dei Longobardi, dopo aver conquistato le terre della Liguria creò tra Zoagli e Rapallo un distaccamento militare (o postazione difensiva) contro i rivali Bizantini; a questo episodio storico viene fatto risalire il toponimo Marina di Bardi, località del comune di Zoagli. Fu in dominio degli arcivescovi di Milano, fuggiti in Liguria a causa dell'invasione longobarda: la pieve ambrosiana di Santo Stefano nel centro storico rapallese è considerata tra le pievi più antiche della Liguria assieme ai luoghi di culto ambrosiani, dello stesso periodo, presenti ad Uscio, Pieve Ligure e Recco nel Golfo Paradiso.
Nel 774 con la deposizione del sovrano Desiderio, a seguito delle sconfitte contro i Franchi a Susa e Pavia, terminò sostanzialmente il regno longobardo. Carlo Magno, già re dei Franchi, assunse il titolo di "re dei Franchi e dei Longobardi" (Rex Francorum et Langobardorum) e, nell'800, quello di "imperatore augusto".
A seguito del mutato quadro politico, all'interno della Provincia Maritima Italorum (una suddivisione amministrativa risalente al dominio bizantino, corrispondente pressappoco all'attuale Liguria), viene costituita dai Franchi, la contea di Genova che, tra i suoi territori, fu annesso anche il villaggio di Rapallo.
Nel 964 appare per la prima volta il nome del borgo rapallese in un atto notarile nel quale viene citata la vendita di un terreno. Un documento del 1070 attesta, invece, un attacco via mare dei Pisani per vendetta politica contro la storica rivale Genova, evento che si verificò anche nel 1076 e ancora nel 1079.
In due diversi atti del 16 e 18 febbraio 1171 vengono citati per la prima volta i consoli di Rapallo (Ugo di Amandolesi, Rolando di Corrado e Giovanni di Pescino) facendo presupporre agli storici l'ormai costituzione di Rapallo in libero comune (Commvni Rapalli, termine ripreso anche nello stemma comunale), sotto la protezione di Genova alla quale i Rapallesi donarono due galee per contrastare la potenza della flotta navale pisana. Da alcune mappe geografiche e fonti storiche dell'alto medioevo si apprende la formazione geopolitica dell'originario territorio comunale: molto più esteso dell'attuale e costituito, oltre il borgo di Rapallo, pure dalle località di Santa Margherita Ligure e Portofino.

### La podesteria e il successivo capitaneato

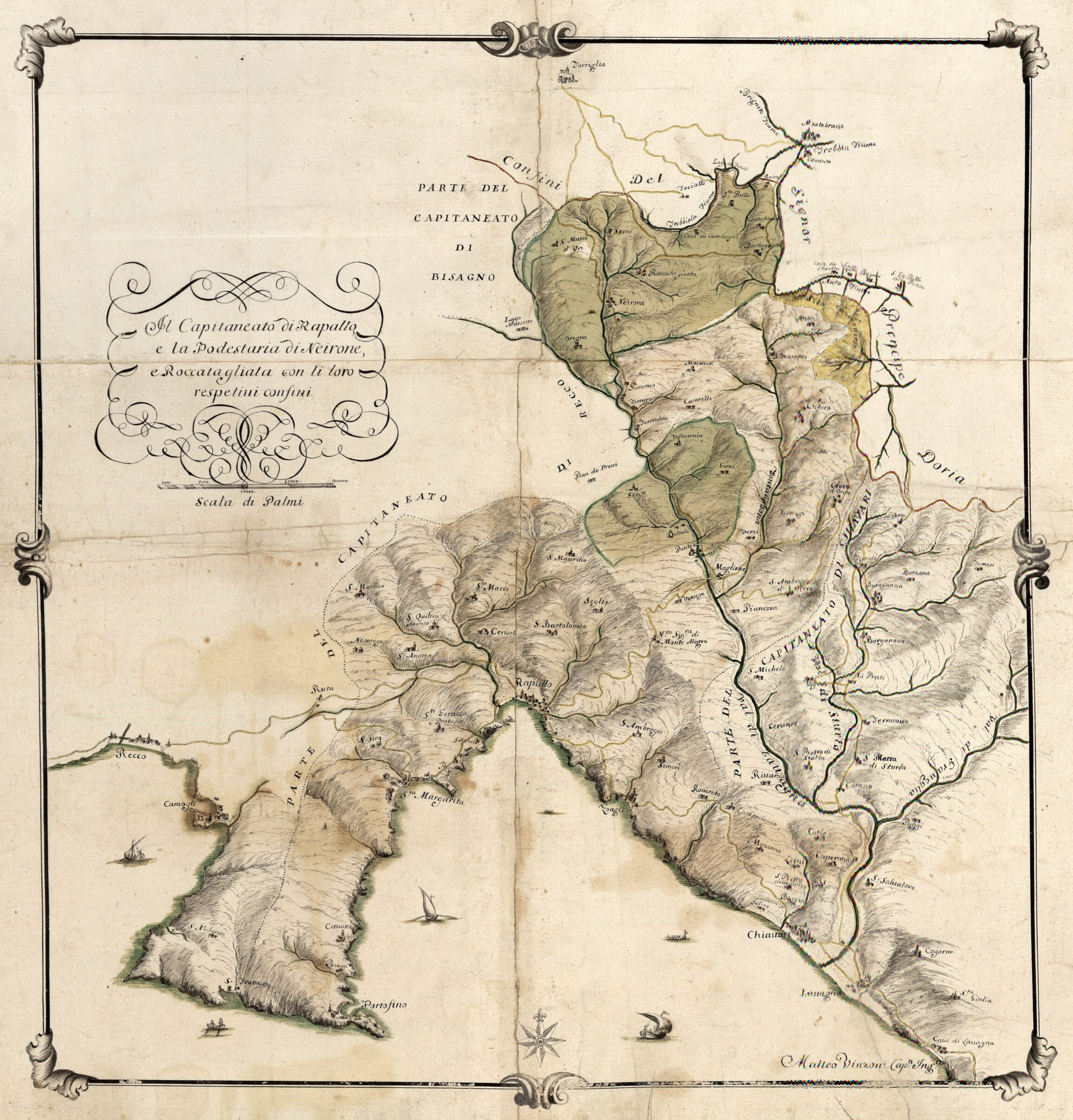
Mappa del Vinzoni (1725) indicante i confini giurisdizionali del Capitaneato di Rapallo, istituito nel 1608.

Nel 1203, con la divisione dei domini della Repubblica di Genova in podesterie, venne istituita la podesteria di Rapallo comprendente i principali borghi di Portofino, Santa Margherita Ligure, Cicagna e Lavagna; l'inserimento di quest'ultima nel territorio giurisdizionale rapallese creò, però, un contrasto con la famiglia Fieschi, conti lavagnesi, tanto che prima del 1222 il Tigullio fu ulteriormente diviso nelle due podesterie di Rapallo-Cicagna e Chiavari-Lavagna.
È attestato al 17 marzo 1229 l'atto di giuramento degli abitanti di Rapallo, nel palazzo De Fornari di Genova, di fedeltà assoluta e completa dedizione verso la repubblica genovese; quest'ultima, riconoscente, nel futuro assicurerà al borgo la totale protezione difensiva.
Il 6 agosto del 1284 anche le galee rapallesi, con cinquanta uomini di Rapallo (e 50 unità dall'odierna Santa Margherita), si uniscono alla vittoriosa flotta navale genovese contro la marina di Pisa nella battaglia della Meloria nel mar Tirreno nonostante, nello stesso anno, il verificarsi di un devastante saccheggio e assedio di ben settantadue navi della Repubblica di Venezia capitanate da Alberto Morosini, nipote del doge di Venezia Giovanni Dandolo e podestà di Pisa. Subì un nuovo attacco navale nel 1320 da Castruccio Castracani, signore di Lucca, ma prontamente sedato dai soldati di Firenze, questi ultimi alleati dei Genovesi.
Nel 1450 le cronache storiche riferiscono della presenza della lebbra nel borgo che portò alla morte migliaia di vittime: è in questa fase storica che fu realizzato un ricovero provvisorio per gli ammalati fuori dal nucleo storico, nell'odierna località di Bana (lungo la storica strada carrozzabile per Camogli): il lazzaretto.
Il 5 settembre del 1494 la città venne raggiunta dalla flotta navale aragonese che sbarcò con 4.000 soldati per sollevare la popolazione rapallese contro una Genova dedita alla signoria sforzesca. Tre giorni dopo (8 settembre) in città giunsero circa 2.500 soldati svizzeri al soldo del re di Francia Carlo VIII che diedero vita ad uno scontro armato contro gli Aragonesi presso il ponte sulle saline: tra le violenze generali e i saccheggi, si assistette all'uccisione di cinquanta malati ricoverati all'ospedale di Sant'Antonio (attuale sede del municipio) da parte degli Elvetici.
Il 2 maggio 1495 una squadra navale genovese al comando di Francesco Spinola attaccò una squadra francese nel porto di Rapallo, catturò tutte le navi francesi e liberò la città. Fu catturato anche il comandante francese, Sire de Miolans.
Il 4 luglio 1549 Rapallo fu razziata di ricchezze e di giovani donne dai pirati del turco Dragut.
Il 2 luglio del 1557 un'apparizione mariana della Vergine Maria al contadino Giovanni Chichizola (nativo di Canevale, presso Coreglia Ligure) "stravolse" positivamente la piccola comunità rapallese, la quale costruì in seguito sul colle dell'evento - il monte Letho - un santuario mariano ancora oggi meta di pellegrinaggi.
Tra gli anni 1579 e 1580 l'incubo della peste penetrò in Liguria causando, secondo una stima storica, circa 100.000 morti in tutta la regione. A Rapallo le cronache del tempo registrarono solo due casi sospetti e tale evento fu interpretato dalla devozione religiosa e popolare come presunto miracolo della Madonna di Montallegro.
Con l'accrescere della popolazione, e dell'importanza storica e strategica, con atto del Senato di Genova del 6 maggio 1608 la podesteria di Rapallo, fino ad allora compresa nell'ampio capitaneato di Chiavari, fu elevata anch'essa al titolo di capitaneato. La sua giurisdizione competente venne notevolmente estesa, oltre al "Borgo" (il centro storico racchiuso dalle mura), agli altri "quartieri" storici del comune di Rapallo: "Olivastro" (zona nord a del territorio comprendente tutte le località dell'entroterra rapallese), "Pescino" (zona a sud-ovest comprendente gli attuali comuni di Santa Margherita Ligure e frazioni, e Portofino), "Borzoli" (zona a sud-est comprendente anche il borgo di Zoagli), "Oltremonte" (zona nord-est comprendente gli odierni comuni della media val Fontanabuona quali Cicagna, Coreglia Ligure, Favale di Malvaro, Lumarzo, Moconesi, Orero).
Il 4 luglio 1657, in contemporanea con il primo centenario dell'apparizione, una nuova pestilenza a Genova e nel Tigullio portò l'allora capitano di Rapallo alla decisione di sospendere ogni scambio commerciale e sociale con Recco, Portofino, Santa Margherita Ligure, Chiavari e lo stesso capoluogo ligure. La città, di fatto blindata e isolata, uscì indenne dal contagio e per celebrare tale avvenimento, ancora una volta considerato "miracoloso" dai Rapallesi, si celebrarono le prime feste patronali in onore della Madonna, con l'esplosione dei mortaretti liguri e donando alla Vergine una lama d'argento raffigurante il Borgo come segno di gratitudine.

### L'assalto piratesco di Dragut

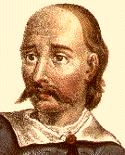
Raffigurazione popolare di Dragut

Fu verso l'alba del 4 luglio 1549 che la piccola flotta navale dell'ammiraglio e corsaro dell'Impero ottomano Torghud - conosciuto nel territorio ligure con il nome di "pirata Dragut" - entrò nel golfo di Rapallo, assediando la città in tre punti diversi. Lo sbarco riuscì in pieno: non fu infatti possibile organizzare un'immediata e contrastata difesa e la confusione fu tale che le prime notizie giunte a Genova parlarono di un attacco al borgo di Santa Margherita Ligure.
Le fonti storiche narrano ai posteri la crudeltà degli eventi che interessarono le strade e le abitazioni del borgo vecchio: dai danneggiamenti e furti nelle case, ai prelevamenti di oggetti e arredi sacri nelle chiese cittadine. Nell'assedio piratesco un centinaio di abitanti, tra cui giovani donne, furono fatti schiavi e non mancarono feriti e vittime; lo stesso prevosto della pieve di Santo Stefano vi trovò la morte. Nei racconti scritti viene menzionato, tra le cronache dell'evento, pure l'eroico gesto del giovane concittadino Bartolomeo Maggiocco che, affrontando con le armi alcuni pirati, riuscì a mettere in salvo la sua compagna Giulia Giudice; a lui è intitolata una via della città.
Per la confusione e le scarne notizie arrivò con molto ritardo un intervento armato da Genova, lasciando il borgo di Rapallo pressoché in balia dei pirati. Un immediato aiuto non arrivò, tra l'altro, neppure dai villaggi e borghi vicini: per contro, così come attestano le cronache storiche dell'evento, si assistette invece ad un'opera di sciacallaggio dei resti dopo la partenza della flotta ottomana.
Per scongiurare nuovi assalti e attacchi fu il capitano genovese Gregorio Roisecco, inviato successivamente dal Senato della Repubblica di Genova per valutare la situazione del borgo, a proporre ai Rapallesi la costruzione di una postazione difensiva per proteggere la città, opera che avvenne da lì a poco con l'edificazione del castello presso il lungomare rapallese.

### L'invasione austriaca e l'era napoleonica

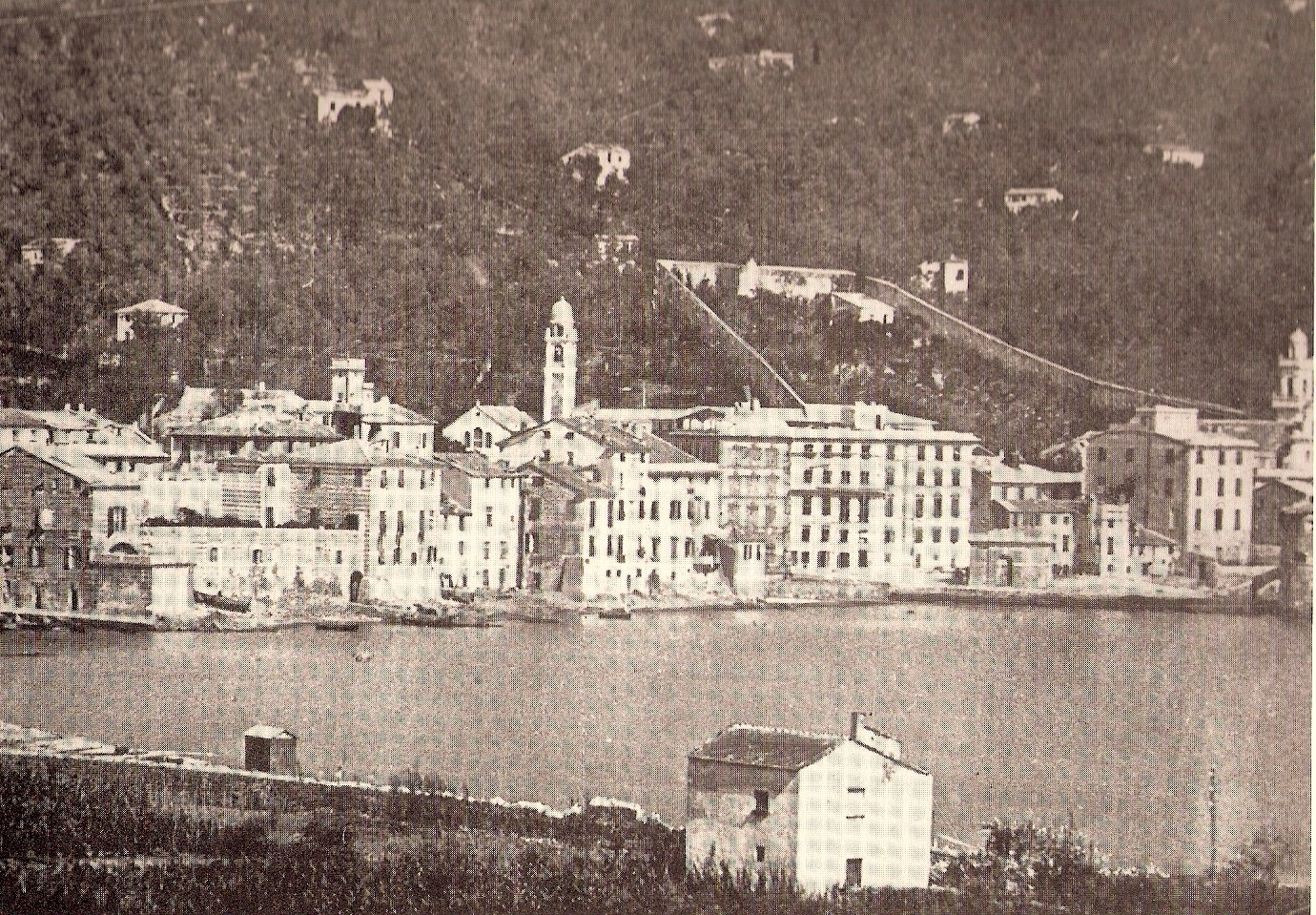
Il litorale rapallese sul finire dell'Ottocento

Gli eventi che interessarono Genova nella guerra di successione austriaca, tra il 1746 e il 1747, causarono indirettamente anche a Rapallo l'istituzione di un locale presidio di occupazione austriaco. Il 2 luglio 1747, dopo la celebre rivolta dei Genovesi capeggiata dal giovane Balilla contro gli invasori austriaci, la comunità di Genova, per onorare tale avvenimento corrispondente al 190º anniversario dell'apparizione a Montallegro, donò una lamina d'argento tuttora conservata all'interno del santuario. 
Fino al 1797 la città e il suo capitaneato seguirono ancora le sorti storiche della Repubblica di Genova.
Alla caduta della Repubblica genovese, con la dominazione francese di Napoleone Bonaparte, dal 2 dicembre 1797 rientrò nel dipartimento del Golfo del Tigullio, che ebbe Rapallo come capoluogo, all'interno della Repubblica Ligure. Dal 28 aprile 1798 con i nuovi ordinamenti francesi, il territorio rapallese rientrò nel I cantone, sempre come capoluogo, della giurisdizione del Tigullio. 
Con le nuove normative francesi gli ordini e gli istituti religiosi furono soppressi. In alcuni casi subirono la requisizione delle loro opere d'arte e delle suppellettili preziose mentre gli edifici furono adibiti ad altri usi.
Sempre il 1798 fu un anno importante per il territorio rapallese perché da tale data si gettarono le basi per l'imminente separazione e indipendenza delle borgate di Santa Margherita, San Giacomo di Corte, San Siro, San Lorenzo della Costa e Nozarego (che fino a quel momento erano parti integranti del territorio rapallese e comprese nello storico quartiere occidentale di Pescino). Le piccole municipalità, in seguito, andranno a formare il comune di Santa Margherita di Rapallo (1818) e l'odierno comune di Santa Margherita Ligure che assunse tale denominazione nel 1863 con regio decreto.
Nel 1799 la città divenne teatro di scontri tra l'esercito francese e quello austriaco. Il 12 settembre dello stesso anno si instaurò un commissariato straordinario austriaco, ma già il 15 ottobre, dopo una lunga resistenza, si ritornò ad una gestione filo imperiale francese del Bonaparte.
Gli Austriaci tentarono, tuttavia, una nuova e vittoriosa impresa e il 15 novembre, dopo un'intensa battaglia sulla Ruta (frazione di Camogli), riuscirono a ripristinare il commissariato di due mesi prima. Il passaggio stabilì, tra l'altro, una forte multa monetaria contro i considerati "traditori" Rapallesi, ritenuti essere vicini ai Francesi. In quattro ore si raccolsero un totale di 6.000 lire.
Nel 1800, in febbraio, si instaurò un locale governo austriaco e Rapallo, scelta come sede della Regia Reggenza Provvisoria, fu costretta ad obbedire ad ogni ordine consegnando tutto ciò che la legava (soprattutto armi e munizioni) all'impero napoleonico. La reggenza austriaca locale fu alquanto breve poiché, dal 14 giugno, con una nuova sconfitta inflitta dalle truppe napoleoniche, Genova e l'ex Repubblica Ligure furono definitivamente annesse al Primo Impero francese. Nel 1803 Rapallo fu ancora sede principale del II cantone del Golfo del Tigullio, nella giurisdizione dell'Entella con capoluogo Chiavari.

### Dal Regno di Sardegna al Regno d'Italia

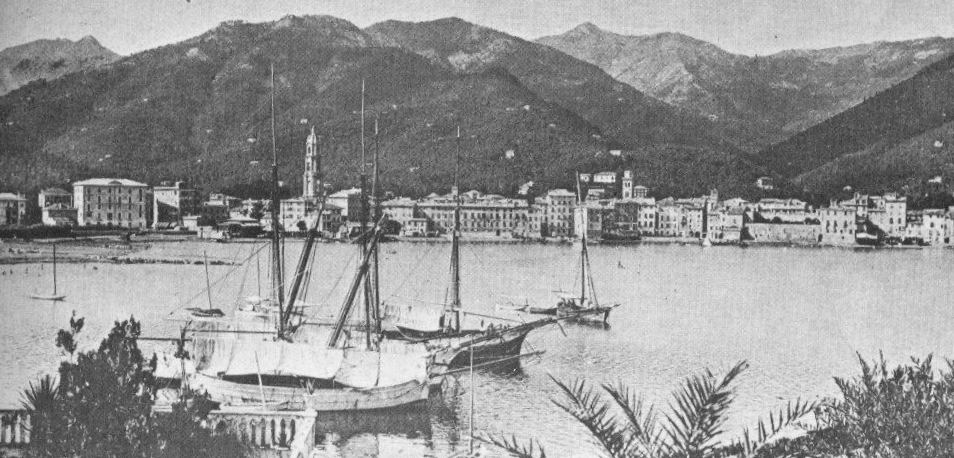
Il litorale rapallese in una fotografia di inizio XX secolo

Nel 1805 anche il territorio comunale di Rapallo confluì all'interno dei confini dell'impero napoleonico e sottoposto alla giurisdizione del dipartimento degli Appennini, voluto da Napoleone con capoluogo a Chiavari, adottando ufficialmente il franco francese come moneta e la lingua francese negli scritti e verbali.
Il 13 luglio 1806 Rapallo accolse il pontefice Pio VII, ospite nella villa dei marchesi Serra (l'attuale villa Tigullio, sede della biblioteca civica e del museo del merletto e pizzo a tombolo).
Seguì quindi le sorti dell'impero francese fino all'11 aprile del 1814 quando gli Inglesi entrarono in città formando un nuovo governo provvisorio britannico. 

Risorse, se pur per poco, un'indipendente Repubblica Genovese, ma sotto il controllo della casata reale dei Savoia. Nel 1815 il territorio fu incluso nel Regno di Sardegna, secondo le decisioni del congresso di Vienna del 1814, che sottopose la municipalità di Rapallo nella provincia di Chiavari sotto la divisione di Genova. Il re Vittorio Emanuele I di Savoia fu ospite dei marchesi Serra, presso la villa omonima, nel giugno del 1821.
In questo periodo storico, nel 1823, grazie all'interessamento del ducato genovese e del regno sabaudo, si avviò una delle prime e fondamentali opere urbanistiche di Rapallo quale la deviazione del torrente Boate nel suo tratto finale e presso la foce che portò - nel tempo - a modificare, ad ampliare e a costruire nuove strade carrozzabili, unità abitative e il nuovo porto cittadino; quest'ultimo fu dichiarato il 13 agosto 1839 di IV classe dal re Carlo Alberto di Savoia, a cui venne intitolato nel 1840.

A sinistra la principessa Soraya di Persia in un suo soggiorno a Rapallo nel 1960

Negli stessi anni, particolarmente tra il 1835 e il 1836, la cittadina fu vittima del colera e tra i tanti episodi che caratterizzarono questa fase epidemica è segnalato negli archivi persino la convocazione di un apposito consiglio comunale, riunito in data 22 agosto 1835 dove, solennemente, si invocò la protezione della città alla patrona Madonna di Montallegro.
Nelle fasi del Risorgimento italiano e dell'Unità d'Italia anche la comunità rapallese seguì con attenzione gli eventi bellici; lo stesso Giuseppe Garibaldi fu segretamente ospitato la notte del 6 settembre 1849 presso una locanda alla foce del torrente San Francesco e tre furono i rapallesi - Bartolomeo Canessa, Lorenzo Pellerano e Giovanni Pendola - che volontariamente si unirono alla spedizione dei Mille in Sicilia imbarcandosi a Quarto.
Con il neo costituito Regno d'Italia la cittadina di Rapallo fu sede del V mandamento omonimo del circondario di Chiavari nell'allora provincia di Genova al quale fu sottoposto il Tigullio occidentale (Santa Margherita Ligure e Portofino) e Zoagli.

### La nascita del turismo
Tra i vari fattori che diedero vita ad una nuova "rinascita economica" di Rapallo fu l'arrivo della tratta ferroviaria da Genova a Sestri Levante, con inaugurazione della locale stazione, e il passaggio del primo treno dalla piccola stazione di San Michele di Pagana, il 31 ottobre del 1868. La nuova via di comunicazione ferrata, che si sommò ai già presenti collegamenti stradali sia da levante che da ponente, la modernizzazione e l'avanzamento dei primari servizi, e il clima particolarmente mite della riviera ligure, furono gli impulsi della nascente attività turistica della Rapallo di fine Ottocento e inizio Novecento.
Da lì a poco si aprirono i primi alberghi e hotel di lusso, caffetterie e ristoranti, sale cinematografiche e da ballo, stabilimenti balneari nella stagione estiva nonché la costruzione di nuove ville signorili e residenziali in stile Liberty e neoclassico. L'incremento del turismo di soggiorno e vacanziero, soprattutto con una buona presenza straniera di inglesi, francesi e tedeschi, portarono inoltre ad ospitare, dal 1902 al 1927, uno dei primi casinò italiani nelle sale del Kursaal Hotel.
Tra le illustri personalità che visitarono e soggiornarono a Rapallo vi furonoFranz Liszt, lo scrittore Guy de Maupassant, il filosofo Friedrich Nietzsche (che a Rapallo, nel gennaio 1883, compose la prima parte dell'opera Così parlò Zarathustra), il compositore Jean Sibelius (1901), il pittore Kandinskij (1905), la principessa Luisa d'Asburgo-Toscana ed il marito Enrico Toselli (1909), il presidente degli Stati Uniti d'America Theodore Roosevelt (1910), il principe Augusto Guglielmo figlio di Guglielmo II di Germania (26 marzo 1910), Lord Carnarvon, l'ultimo re di Lituania Mindaugas II che a Rapallo morì nel 1928, l'attrice Eleonora Duse, lo scrittore Sem Benelli, Ezra Pound, Ernest Hemingway (che citerà il suo soggiorno rapallese nel racconto Gatto sotto la pioggia - Cat In The Rain), il re Husayn di Giordania, l'imperatrice Soraya di Persia e, in anni più recenti, il filosofo Luigi Pareyson.

### La Grande Guerra, l'alluvione del 1915 e i trattati di pace
Con l'entrata in guerra dell'Italia il 24 maggio del 1915 tanti giovani rapallesi furono arruolati per combattere sul fronte e sulle trincee alpine. Quattro mesi dopo, nella notte tra il 24 e il 25 settembre, la città fu interessata da una violenta alluvione causata dallo straripamento del locale torrente Boate: il centro storico venne allagato con acqua, fango e detriti. Nel pomeriggio del 25, un'area attigua alla ferrovia franò a causa della pioggia torrenziale, dando vita ad una massa di fango alta 4 metri che travolse le aree vicine alla cinta ferroviaria. La città fu di fatto isolata con i soli collegamenti possibili tramite treno, ma provenienti soltanto dal levante ligure. Ci vollero alcune settimane di intenso lavoro per ritornare alla calma e ripristinare i collegamenti. Dal fronte, nel frattempo, giunsero le prime notizie dei rapallesi caduti in battaglia, situazione bellica che portò la città ad organizzare centri di soccorso anche per i tanti feriti.
Il 6-7 novembre 1917 la città fu sede dell'omonima conferenza tra il Regno d'Italia, la Francia e il Regno Unito.
Dal 1918 era sede della 268ª Squadriglia che restò fino all'aprile 1919.
Il 7 novembre del 1920 ospitò il primo trattato di Rapallo dove lo Stato italiano e il Regno dei serbi, croati e sloveni firmarono nelle sale della villa Spinola (oggi conosciuta appunto come "villa del Trattato") i nuovi confini nei Balcani.
Il 16 aprile 1922 furono invece l'Unione Sovietica e la Germania di Weimar a riunirsi nella cittadina ligure per il secondo trattato per rinunciare reciprocamente ai danni di guerra.
Al 1928 è risalente il distacco di una parte del territorio e il suo accorpamento nel territorio comunale di Santa Margherita Ligure.

### La seconda guerra mondiale
Nel corso della seconda guerra mondiale la città fu occupata da presidi militari italiani e tedeschi, costituendo in diverse zone cittadine piccoli campi di stazionamento, ma avviando una convivenza tra militari e popolazione abbastanza pacifica e di collaborazione.
Nei primi giorni di luglio del 1944, verso le 8.30 del mattino, una formazione di bombardieri alleati sottopose la città ad un bombardamento a tappeto, anche se di fatto non esistevano obiettivi militari. Oltre la metà delle bombe finirono in mare ed oltre la metà di quelle cadute sulla terra non esplosero. Furono tuttavia colpiti l'orfanotrofio, l'ospizio, l'ospedale civile (che portava dipinta sul tetto una enorme "croce rossa") e una parte del centro cittadino causando la morte di quarantuno persone (fra i quali bimbi, suore, anziani, malati ed un prete). La stessa basilica dei Santi Gervasio e Protasio subì la demolizione dell'ala est della struttura. Oltre a ciò, ogni notte un bombardiere leggero passava e ripassava sulla città sganciando una o due bombe per notte e a caso, allo scopo di disturbare la popolazione civile. A differenza di altri paesi liguri, come i vicini centri di Zoagli e Recco, la città non ebbe significative "ferite di guerra" per la sostanziale assenza di una forte presenza tedesca e per la mancanza di importanti infrastrutture come ponti ferroviari, presenti appunto nelle sopra citate cittadine.

### Il dopoguerra e la "rapallizzazione"

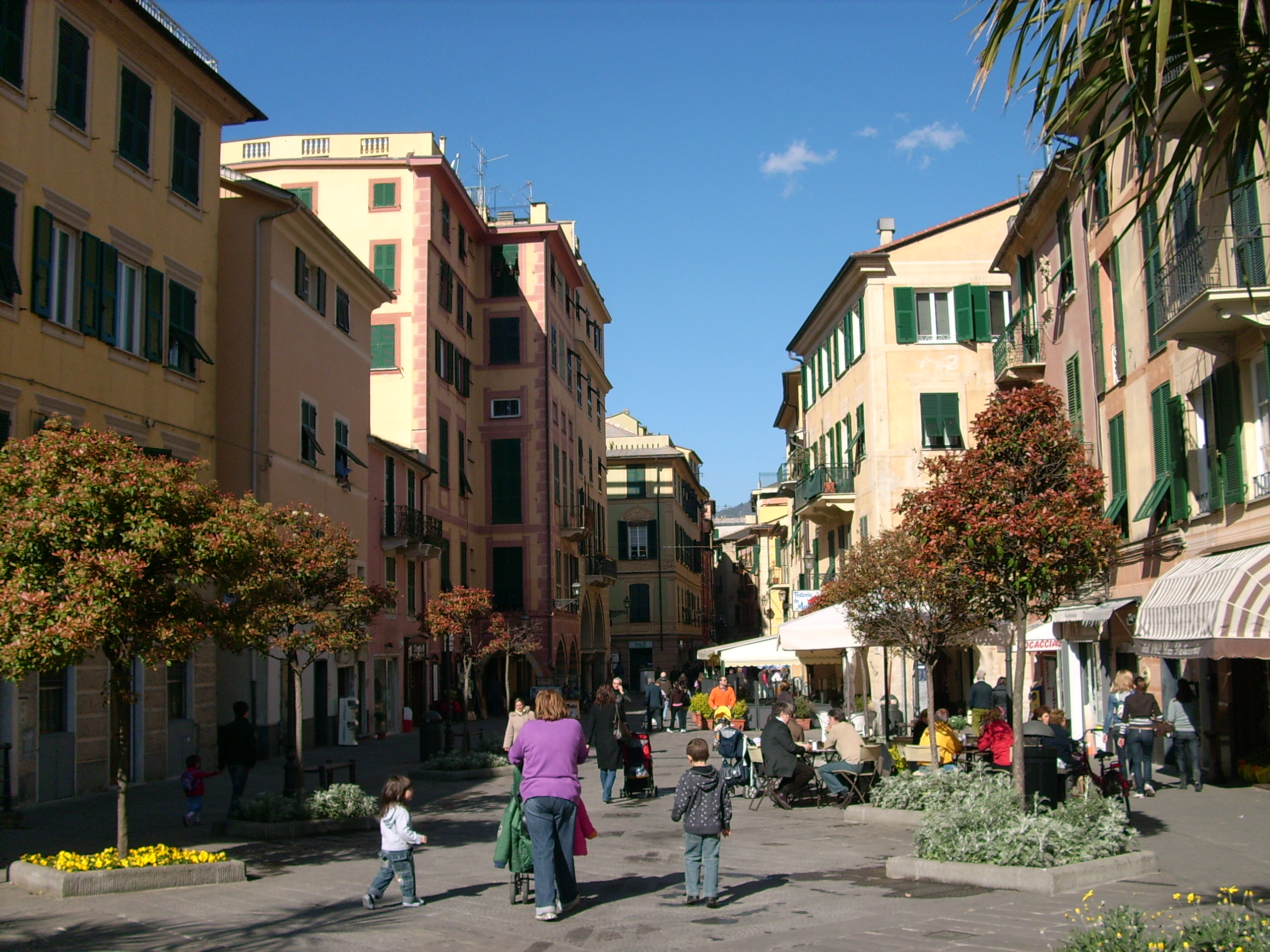
Piazza Garibaldi nel centro storico rapallese

Dopo la fine del conflitto, il miracolo economico italiano degli anni cinquanta e sessanta coinvolse anche la comunità rapallese, come il resto d'Italia. Una svolta decisiva fu pure legata all'apertura al traffico veicolare dell'autostrada A12 Genova-Livorno e di un casello autostradale a partire dal 1965 della tratta verso Genova e dal giugno 1968 verso il Levante ligure.
In quei decenni la città venne interessata da un rapido, e sovente non controllato, sviluppo residenziale con l'edificazione di nuove case e palazzine destinate, nella maggioranza dei casi, alla "nuova e moderna residenza vacanziera": zone pressoché primitive o sfruttate precedentemente in diversi usi (agricolo soprattutto) furono in breve tempo "sostituite" da nuovi insediamenti abitativi. Sono risalenti a questo periodo storico urbanistico l'ampliamento del quartiere di Sant'Anna (diventandone, di fatto, una prosecuzione verso nord del centro abitato rapallese oltre la cinta ferroviaria) e della storica area del Fossato di Monti (zona a valle del torrente San Francesco), e la creazione di nuovi quartieri residenziali in diverse aree cittadine (quartiere Milano, Costaguta, Laggiaro, zona porto turistico, collina retrostante l'ex monastero delle Clarisse) e frazionarie a Santa Maria del Campo, San Pietro di Novella e San Michele di Pagana. Uno sviluppo a cui non seguì, però, un parallelo adeguamento o ampliamento delle rete stradale urbana (specie in quei quartieri più "interni"), salvo la creazione o apertura di nuove vie carrabili che sono state però addossate alle principali direttrici stradali da e per il centro e autostrada. Anche la zona del centro storico, di fatto semi inalterata nel corso dei secoli, con le caratteristiche case e palazzine decorate in stile pittorico genovese, venne "toccata" e "sfiorata" dallo sviluppo moderno del dopoguerra con l'edificazione di un grattacielo (sede di uffici, studi, appartamenti e locali commerciali) nella zona attigua alla basilica dei Santi Gervasio e Protasio della centralissima piazza Cavour; tale costruzione, svettante tra le case del centro storico, assieme al campanile pendente della basilica e alla torre civica, fa ormai parte del panorama urbano via mare di Rapallo.

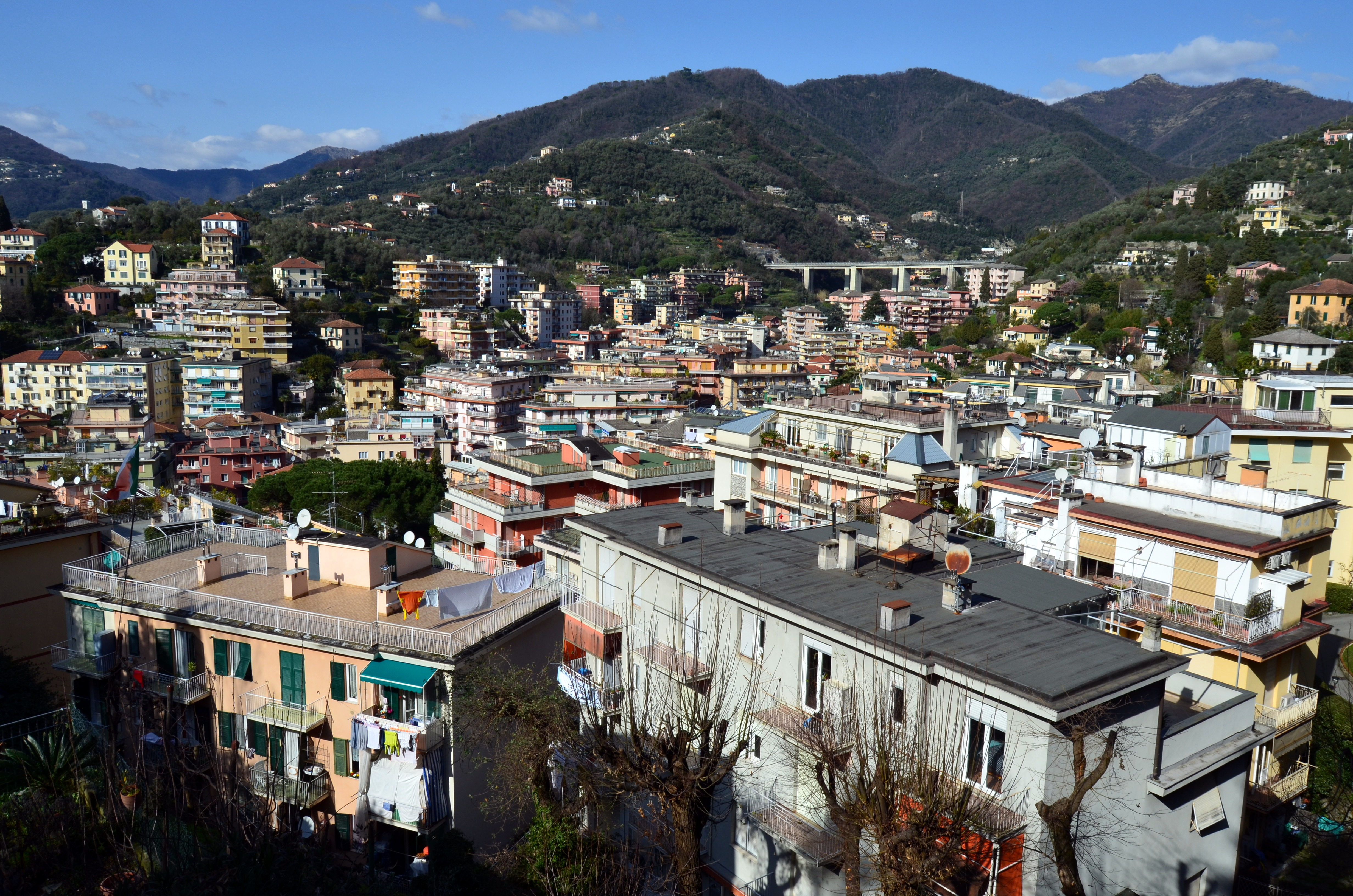
Veduta del quartiere nato nella zona del Fossato di Monti

Negli stessi anni furono realizzati il nuovo assetto pedonale del lungomare Vittorio Veneto (il cosiddetto e caratteristico "rosso del lungomare") e del tratto scoperto tra la foce del torrente San Francesco e il castello cinquecentesco sul mare, andando così ad una rivisitazione che fino agli inizi del Novecento risultava pressoché secolarmente immutata. Sul fronte opposto, nella zona a ponente della città, negli anni settanta venne realizzato e completato il porto turistico internazionale (intitolato a Carlo Riva), il primo di questo genere in Italia, che andò ad aggiungersi al già presente porto pubblico di Langano.
Un fenomeno e "caso specifico" di una Rapallo del dopoguerra che prese il nome di "rapallizzazione", e tale sviluppo urbano subì ben presto l'interessamento e l'intervento di alcuni dei più famosi giornalisti, intellettuali ed urbanisti dell'epoca, tra questi Indro Montanelli, che segnalarono ai media e alla stampa la situazione che si stava creando nella cittadina ligure.
Va segnalato, inoltre, che lo sviluppo portò parallelamente ad una rapida crescita della popolazione residente. Secondo i dati ISTAT rilevati nel censimento del 1951, Rapallo risultava avere una popolazione "post bellica" superiore di poco ai 15.500 abitanti e lo stesso censimento eseguito trent'anni dopo, nel 1981 quando i valori cominciarono ad assestarsi, la popolazione registrata superava già i 29.500 abitanti, un aumento del 90%. Un dato sulla popolazione residente, pressoché quasi sempre in crescita ad ogni rilevazione, diversamente dagli altri comuni del comprensorio del Tigullio dove se pur lievemente si assiste ad un calo demografico, che nel periodo estivo o comunque vacanziero subisce un vistoso aumento di oltre il 50% come peraltro accade pure in altri centri turistici rivieraschi della Liguria.
Tra i fenomeni e avvenimenti atmosferici che hanno interessato la cittadina negli ultimi anni l'alluvione del 3-4-5 ottobre 1995 e ancora la violenta mareggiata del 29-30 ottobre 2018.
Per tradizione, vi sono due diverse modalità di indicare gli abitanti della città: i rapallini (rapallin nel dialetto genovese), coloro che sono nativi di Rapallo e i rapallesi coloro che semplicemente risiedono nella città ligure; il termine dialettale ruentini, conosciuto più nel comprensorio del Tigullio e del genovese, è collegabile, invece, quasi esclusivamente alla storica e locale società di calcio.

### Simboli
Stemma
Gonfalone
Bandiera
Lo stemma e il gonfalone sono stati concessi con il decreto del presidente della Repubblica del 14 luglio 1957. Il monogramma della Vergine Maria, formato dalle lettere M e A intrecciate, fu inserito nello stemma dopo l'approvazione nel consiglio del 28 novembre 1948 a ricordo dell'apparizione mariana avvenuta a Montallegro il 2 luglio del 1557.
Della bandiera comunale esistono due versioni adottate dalla civica amministrazione ma, nonostante la concessione certifichi e autorizzi l'uso della bandiera ufficiale, nei principali monumenti ed edifici storici (castello sul mare, torre civica e lo stesso palazzo municipale) viene esposta la versione dal drappo di colore azzurro con al centro lo stemma civico.

Il gonfalone dal 17 maggio 1991 si fregia dell'onorificenza della Croce di Commenda del Sovrano Militare Ordine di Malta Pro Merito Melitensi. 

## Monumenti e luoghi d'interesse

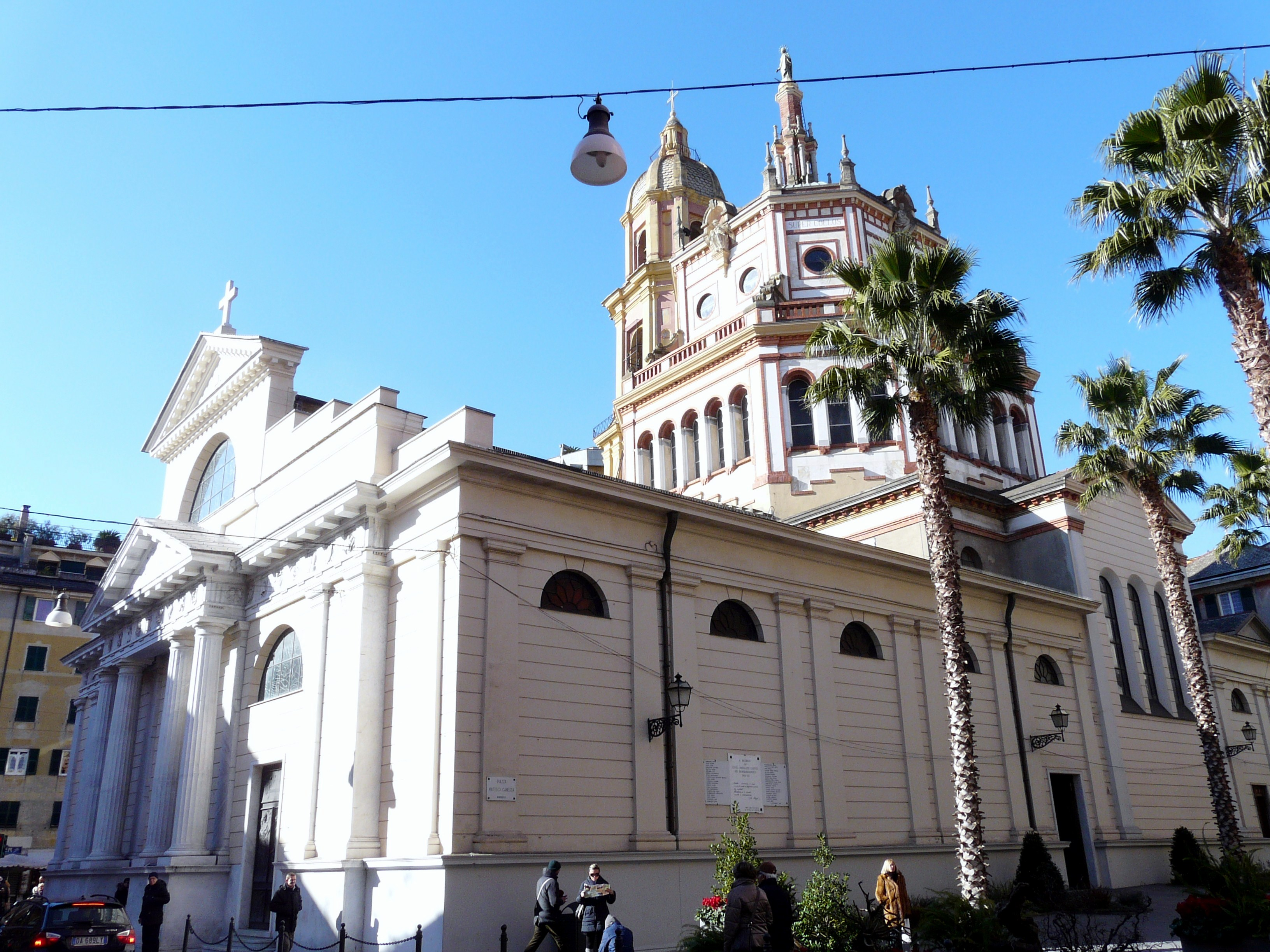
La basilica dei Santi Gervasio e Protasio, sede dell'omonima comunità parrocchiale.

### Architetture religiose
Nei secoli scorsi furono le chiese e le loro comunità parrocchiali a contribuire allo sviluppo religioso e civile dei diversi nuclei, guidati dalle figure principali dei vari parroci. Da come si apprende in vari documenti storici, soprattutto riguardanti al primo millennio, i singoli abitanti ricercavano nella propria chiesa o parrocchia una sorta di guida spirituale e morale che li guidasse nella loro vita quotidiana.
Quasi tutte le frazioni sono guidate da una propria parrocchia autonoma, raggruppate nel vicariato di Rapallo-Santa Margherita Ligure, facenti parte della diocesi di Chiavari. Lo stesso quartiere di Sant'Anna, nonostante sia parte integrante della città, con l'accrescere della popolazione dopo il secondo conflitto bellico fu scorporata dalla matrice rapallese nel 1968 come parrocchia autonoma, unico caso nel territorio cittadino.
Tra gli edifici di culto più antichi del borgo storico rapallese vi sono la pieve di Santo Stefano (XI secolo), l'oratorio dei Disciplinanti (XV secolo) e la neoclassica basilica dei Santi Gervasio e Protasio, ma di origini medievali. Nelle immediate vicinanze del centro storico, poco distante dal castello cinquecentesco sul mare, è risalente al XVI secolo la chiesa e l'ex complesso conventuale di San Francesco d'Assisi e, verso la parte orientale, l'ex complesso monastico delle Clarisse, oggi convertito in edificio scolastico statale, auditorium-teatro civico e museo comunale.
Un'ulteriore testimonianza della vita religiosa e monastica è rappresentata dai ruderi, ancorché ben conservati in alcune parti dell'edificio, del duecentesco monastero di Valle Christi, presso il campo da golf sulla strada per la frazione rapallese di San Massimo, e ancora dai ruderi del più antico cenobio romanico di San Tommaso dell'XI secolo nell'omonimo quartiere presso la frazione di Santa Maria del Campo. Nella stessa frazione è presente il seicentesco santuario della Madonna di Caravaggio, raggiungibile attraverso sentieri e antiche mulattiere e che, assieme al più noto santuario di Nostra Signora di Montallegro, a circa 600 metri sul livello del mare e con un'ampia vista panoramica sull'intero golfo di Rapallo, costituisce testimonianza della secolare devozione religiosa e popolare.

#### Santuario di Montallegro

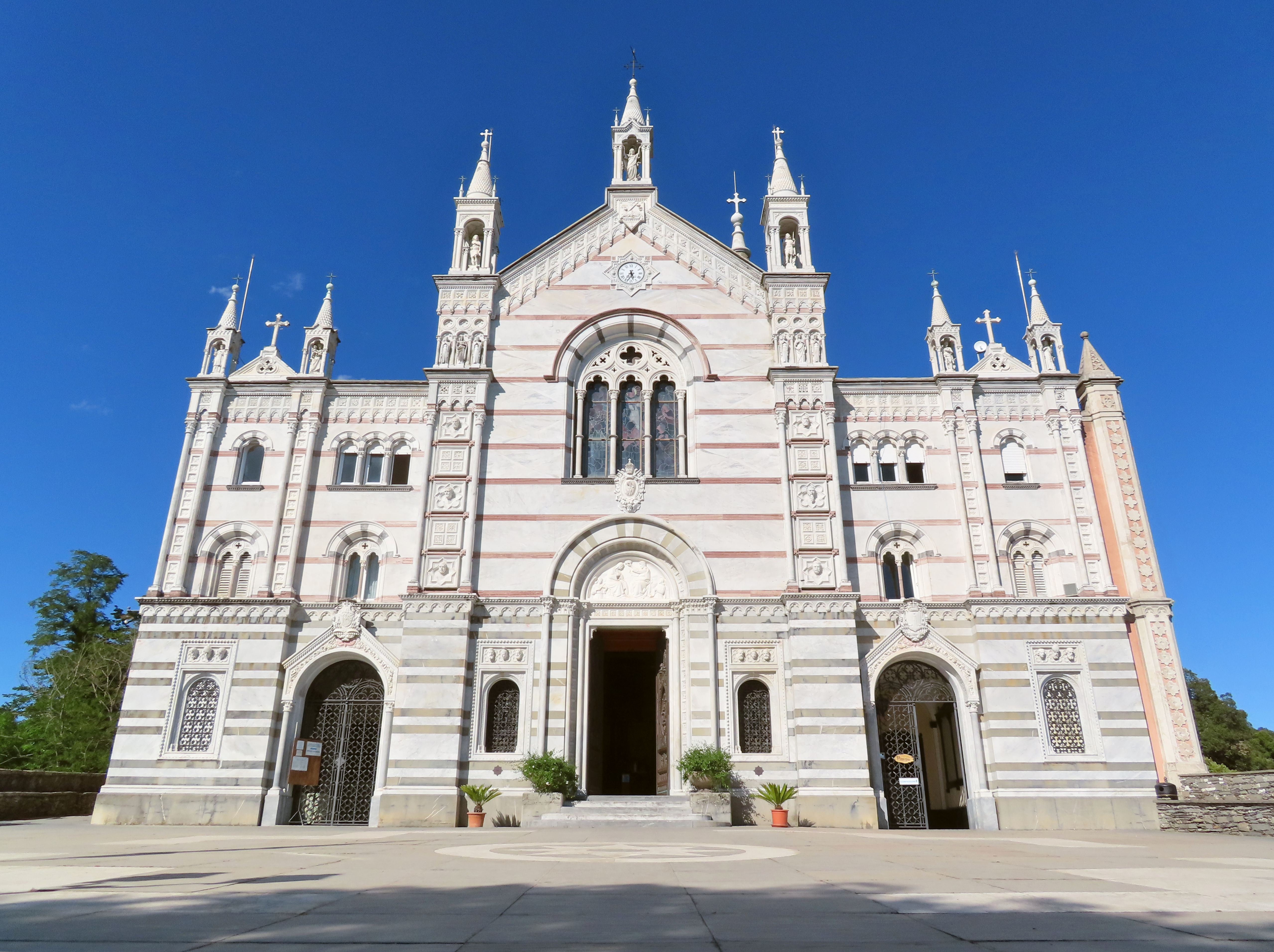
La marmorea facciata del santuario di Nostra Signora di Montallegro

Costruito su un colle a 612 metri sul livello del mare, dopo l'apparizione della Madonna al contadino Giovanni Chichizola il 2 luglio del 1557, il santuario di Nostra Signora di Montallegro è considerato uno dei principali santuari mariani della Liguria. Patrona di Rapallo e storicamente del suo antico capitaneato dal 1739, nonché compatrona della diocesi di Chiavari assieme a Nostra Signora dell'Orto di Chiavari, il santuario è meta di pellegrinaggio soprattutto in occasione delle annuali festività patronali, celebrate nei primi tre giorni di luglio. Edificato tra il 1558 e il 1559 con fondi degli stessi abitanti rapallesi sul luogo dell'apparizione mariana, la struttura venne notevolmente trasformata nel corso dei secoli XVII e XIX. L'odierna facciata, marmorea e caratterizzata dalla presenza di guglie, è opera del 1896 su progetto dell'architetto Luigi Rovelli.
Il 1° e 2 luglio 2007, in occasione del 450º anniversario dell'apparizione mariana a Montallegro, il santuario ha ricevuto la visita congiunta dell'allora cardinale Segretario di Stato Tarcisio Bertone e dell'arcivescovo di Genova Angelo Bagnasco, già presidente della Conferenza Episcopale Italiana. Le due visite possono considerarsi storiche poiché è la prima volta nella storia documentata del santuario che un Segretario di Stato della Santa Sede e un presidente della CEI sono saliti sul colle rapallese per far visita all'edificio religioso; il cardinale Domenico Tardini che lo visitò nel 1957 assunse, infatti, tale carica solo l'anno seguente.

#### Santuario di Caravaggio

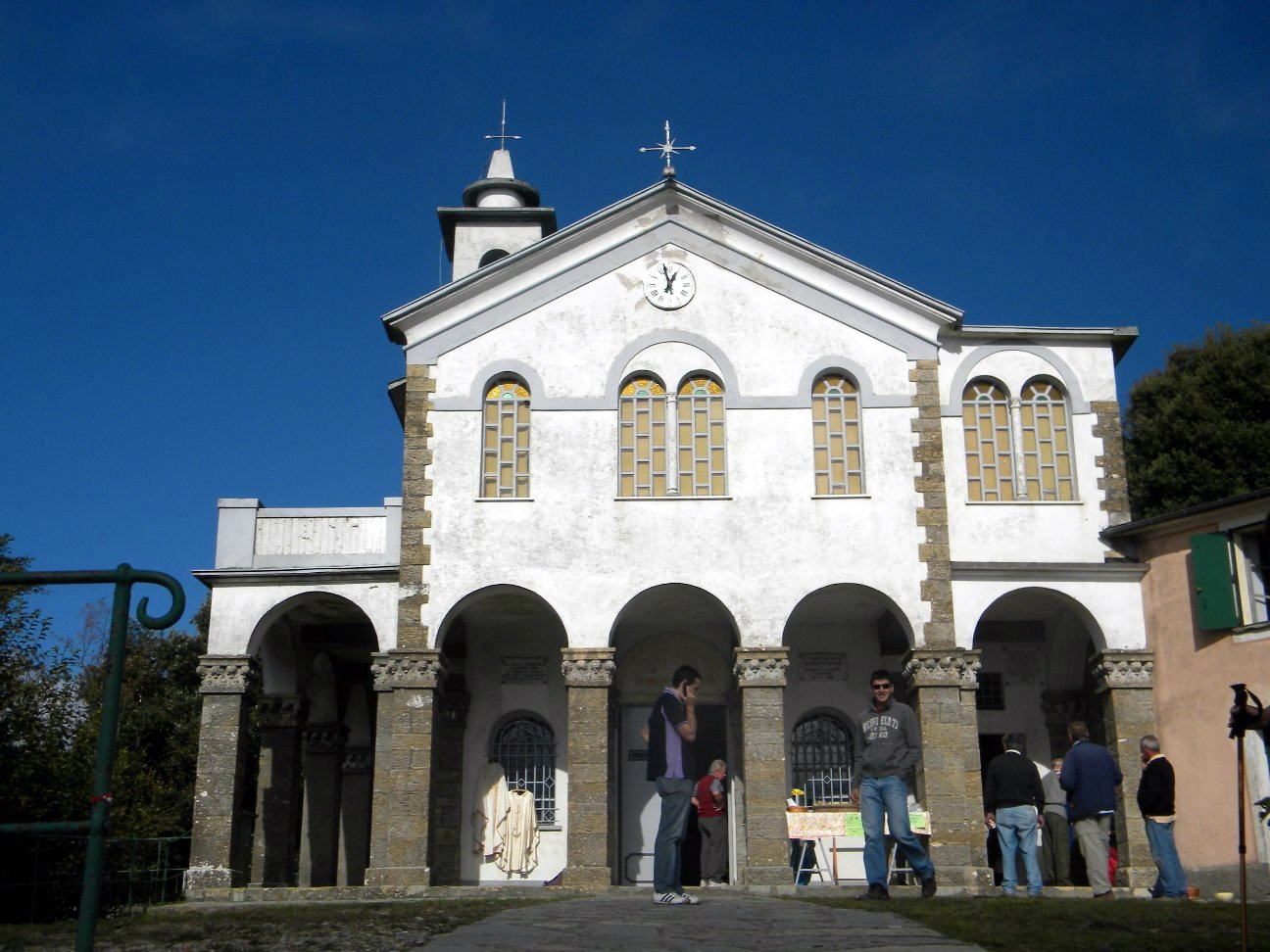
La facciata del santuario della Madonna di Caravaggio

L'attuale edificio religioso, sito nell'omonima località presso la frazione di Santa Maria del Campo, fu edificato tra il Seicento e il Settecento sul luogo di una preesistente cappella votiva. Nel corso della metà del Settecento il santuario cadde in abbandono, a causa dei contrasti religiosi tra la curia rapallese e la comunità parrocchiale campese, alla quale seguì una successiva demolizione del luogo di culto nel 1790 su ordine del Senato della Repubblica di Genova. Con la scorporazione della parrocchiale di Santa Maria del Campo dalla matrice rapallese, il santuario venne nuovamente ricostruito nel 1838 nello stile e forme architettoniche attuali.

#### Basilica dei Santi Gervasio e Protasio
Situata nell'immediato centro storico rapallese, l'attuale basilica arcipresbiteriale dei Santi Gervasio e Protasio venne ricostruita tra il XVII e XVIII secolo in sostituzione di un precedente edificio di culto medievale. Secondo una targa commemorativa, presente nella basilica, l'intitolazione ai due santi potrebbe essere risalente al 1118, con bolla pontificia di papa Gelasio II, sebbene su tale data gli storici non abbiano mai trovato di fatto una fonte documentata e certa.
Anticamente la sua giurisdizione parrocchiale si estendeva ad occidente, dal borgo di Portofino alle varie e sparse località dell'odierno comune di Santa Margherita Ligure, oltre Cicagna e fino agli abitati orientali di San Pietro e di Rovereto (oggi due frazioni distinte nei comuni di Zoagli e Chiavari). Tuttavia, ancora oggi la sua parrocchia, dopo le successive divisioni territoriali, è considerata la più numerosa della diocesi di Chiavari con circa 18.000 abitanti-parrocchiani.
Nel corso dei bombardamenti aerei degli Alleati, nel luglio del 1944, la basilica venne colpita da una bomba che, oltre ad alcune vittime e numerosi feriti, provocò la distruzione della navata a destra dell'ingresso principale.
L'attiguo campanile, pendente e risalente nelle forme finali al 1753, con i suoi 67 metri di altezza risulta essere la torre campanaria più alta della Liguria.

#### Pieve di Santo Stefano

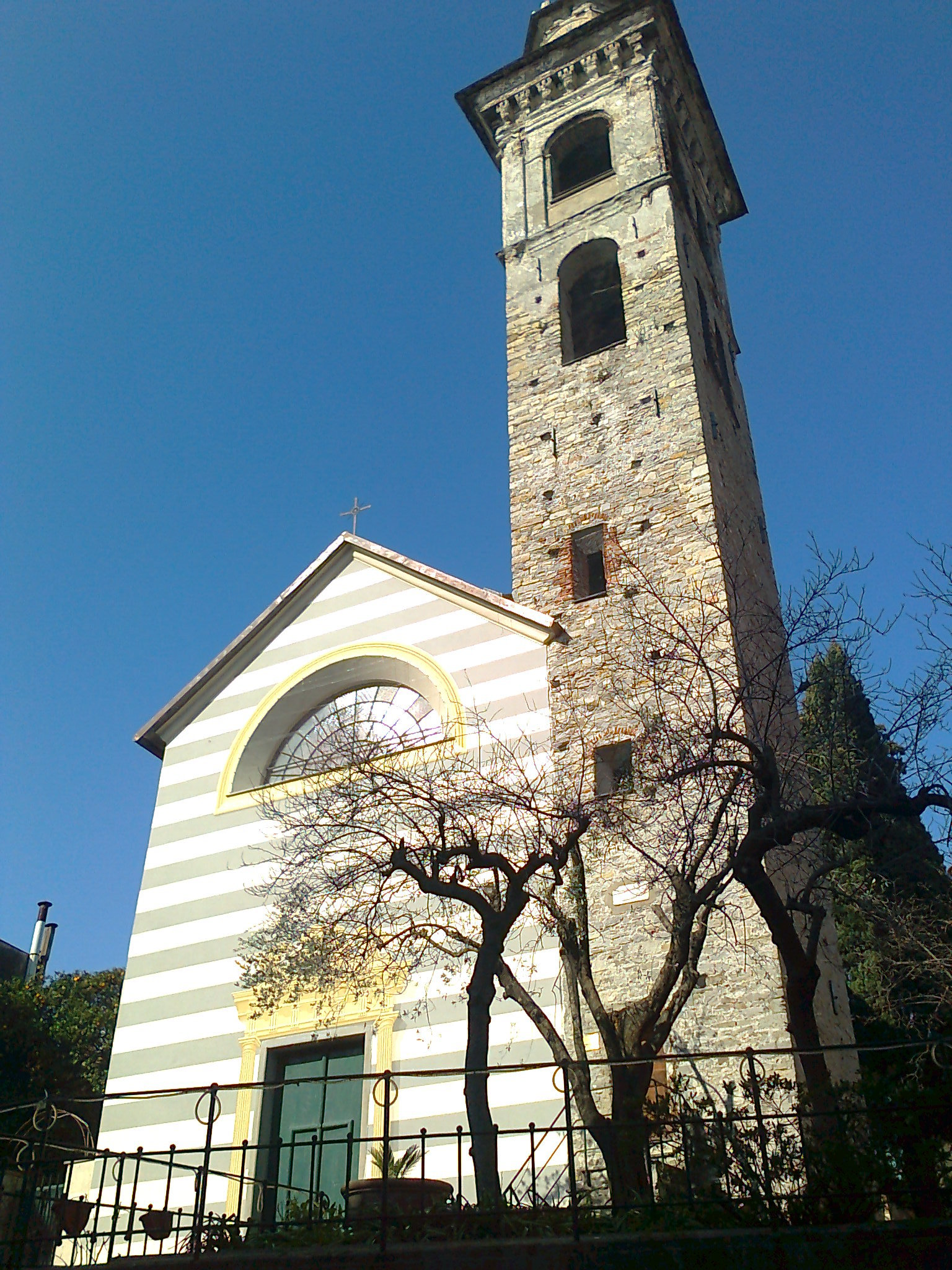
L'antica pieve di Santo Stefano con annessa la Torre civica (del 1443).

L'antica pieve di Santo Stefano, conosciuto anche come oratorio dei Neri, è ubicata nel cuore del centro storico di Rapallo e, secondo le principali fonti storiche locali, fu il primo edificio religioso cristiano ad essere edificato nel territorio rapallese. Il primo documento ufficiale che ne afferma la presenza è un atto di vendita datato al luglio 1155.
La sua costruzione dovrebbe risalire pressappoco ad un periodo antecedente la vicina basilica dei Santi Gervasio e Protasio e fa parte, assieme all'oratorio della Santissima Trinità (quest'ultimo denominato come oratorio dei Bianchi), all'attigua torre civica (che, erroneamente, viene considerato il campanile della pieve), e al complesso del palazzo municipale (già ospedale di Sant'Antonio), di quel nucleo originario che diede vita alla primitiva comunità rapallese in epoca medievale.
L'attuale aspetto della facciata (restaurata nel 2011-2012) è risalente alle modifiche effettuate nel XVII secolo dalla confraternita della Morte e Orazione che, probabilmente, cancellarono l'antica e tipica facciata in stile romanico lombardo visibile, ad esempio, nella contemporanea pieve di Sant'Ambrogio ad Uscio.

#### Chiesa di San Francesco d'Assisi

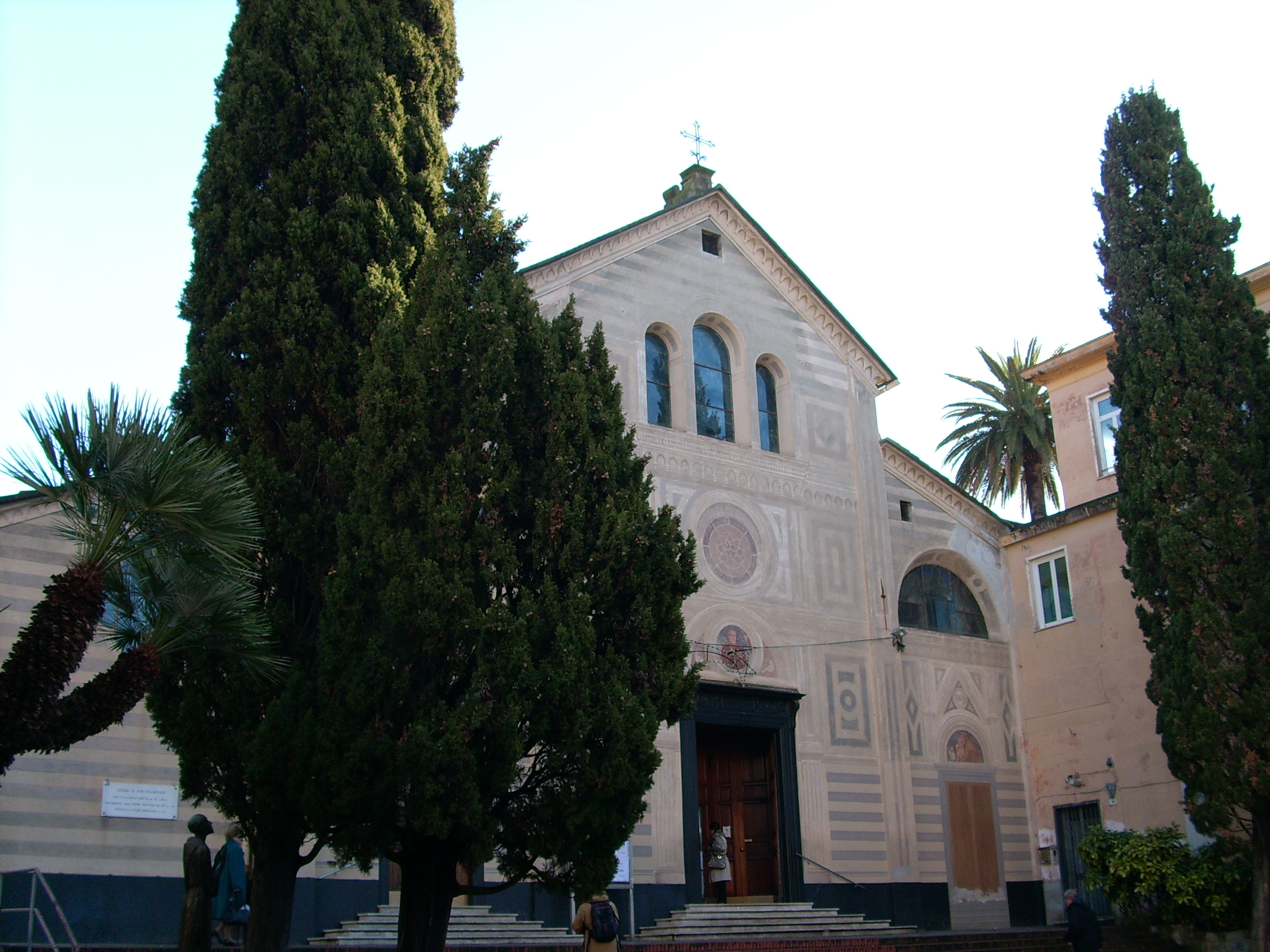
La chiesa di San Francesco d'Assisi

La chiesa e l'ex complesso conventuale di San Francesco d'Assisi, nella piazza omonima, sono risalenti al 1519. Il convento, adiacente alla chiesa, venne restaurato e ceduto ai frati minori francescani nel 1601 per ordine pontificio di papa Clemente VIII. Soppresso e convertito in scuola primaria nel 1798 con la Repubblica Ligure, nel 1812 il governo imperiale napoleonico cedette i due locali ecclesiastici all'amministrazione dell'ospedale di Sant'Antonio (quest'ultimo sede attuale del palazzo municipale).
Nel 1850 la scuola-collegio reale diventò proprietà del Comune di Rapallo che scelse di affidare la direzione scolastica all'ordine dei padri somaschi, tuttora insediati.

#### Monastero di Valle Christi

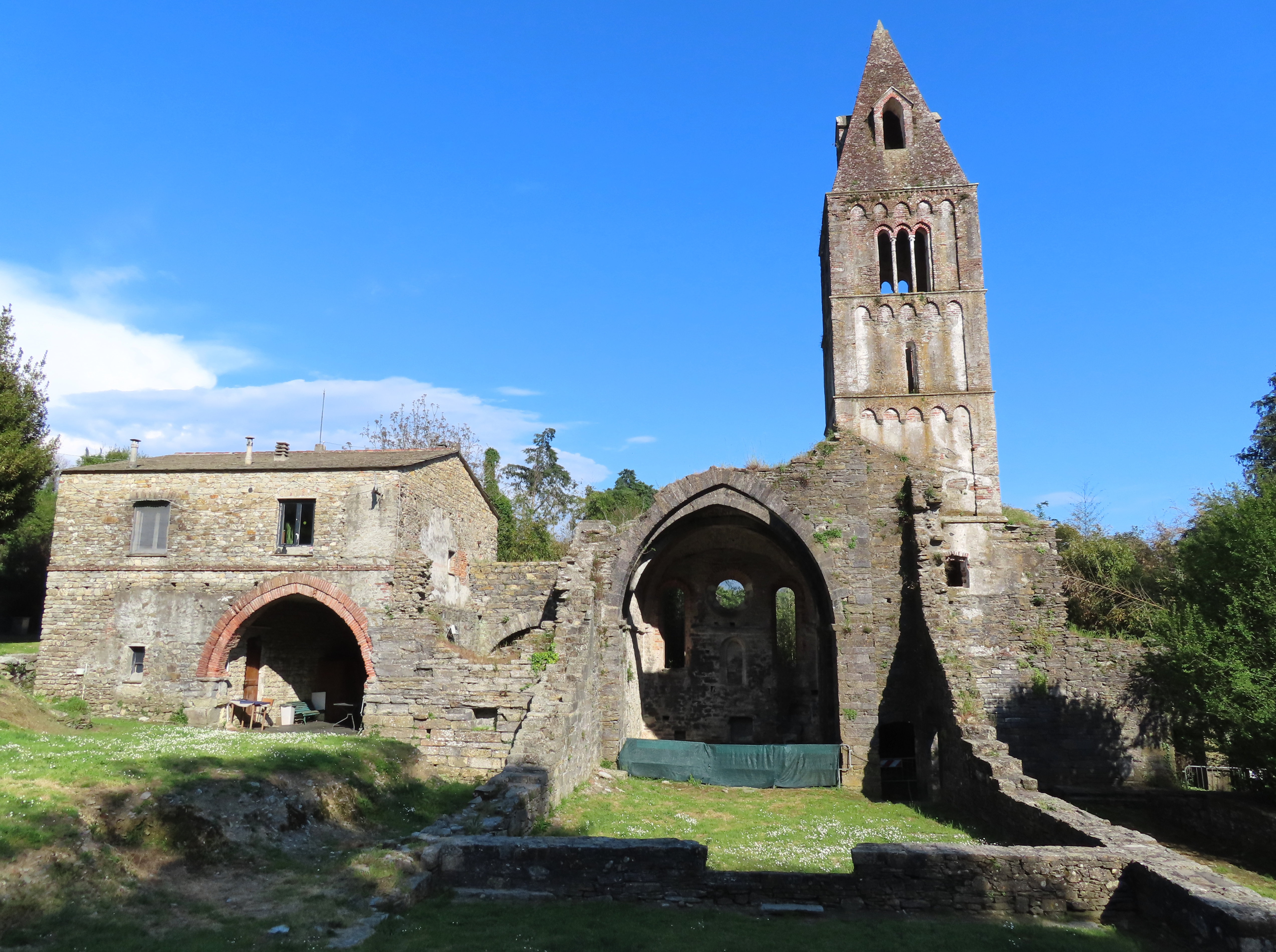
Il gotico complesso monastico di Valle Christi del XIII secolo

Nei secoli scorsi oltre alla presenza delle numerose chiese in città e nelle frazioni, furono fondati e costruiti diversi conventi e monasteri per alimentare la già presente vita monastica del luogo. Tra i più conosciuti, e dichiarato monumento nazionale, vi è nella frazione di San Massimo il monastero di Valle Christi costruito agli inizi del XIII secolo dai maestri comacini ed ufficialmente aperto all'ordine di clausura nel 1203.
A causa delle sempre più frequenti incursioni turche venne disabilitato nel 1568, con bolla papale di Pio V, con il trasferimento delle religiose in case vicine o in altri luoghi monastici del territorio. Chiuso al culto religioso la struttura, a partire da quella data, subì un'inesorabile decadenza e "spogliata" di ogni arredo; alcune parti dell'edificio, soprattutto pietre, furono inoltre utilizzate dagli abitanti per la costruzione di edifici abitativi.
Il complesso appartiene al patrimonio comunale ed è diventato teatro per manifestazioni culturali. Nel periodo estivo l'area attigua al complesso monastico si trasforma in un palcoscenico teatrale all'aperto con pregiate rappresentazioni culturali presentate dai grandi maestri teatrali contemporanei.

#### Monastero delle Clarisse

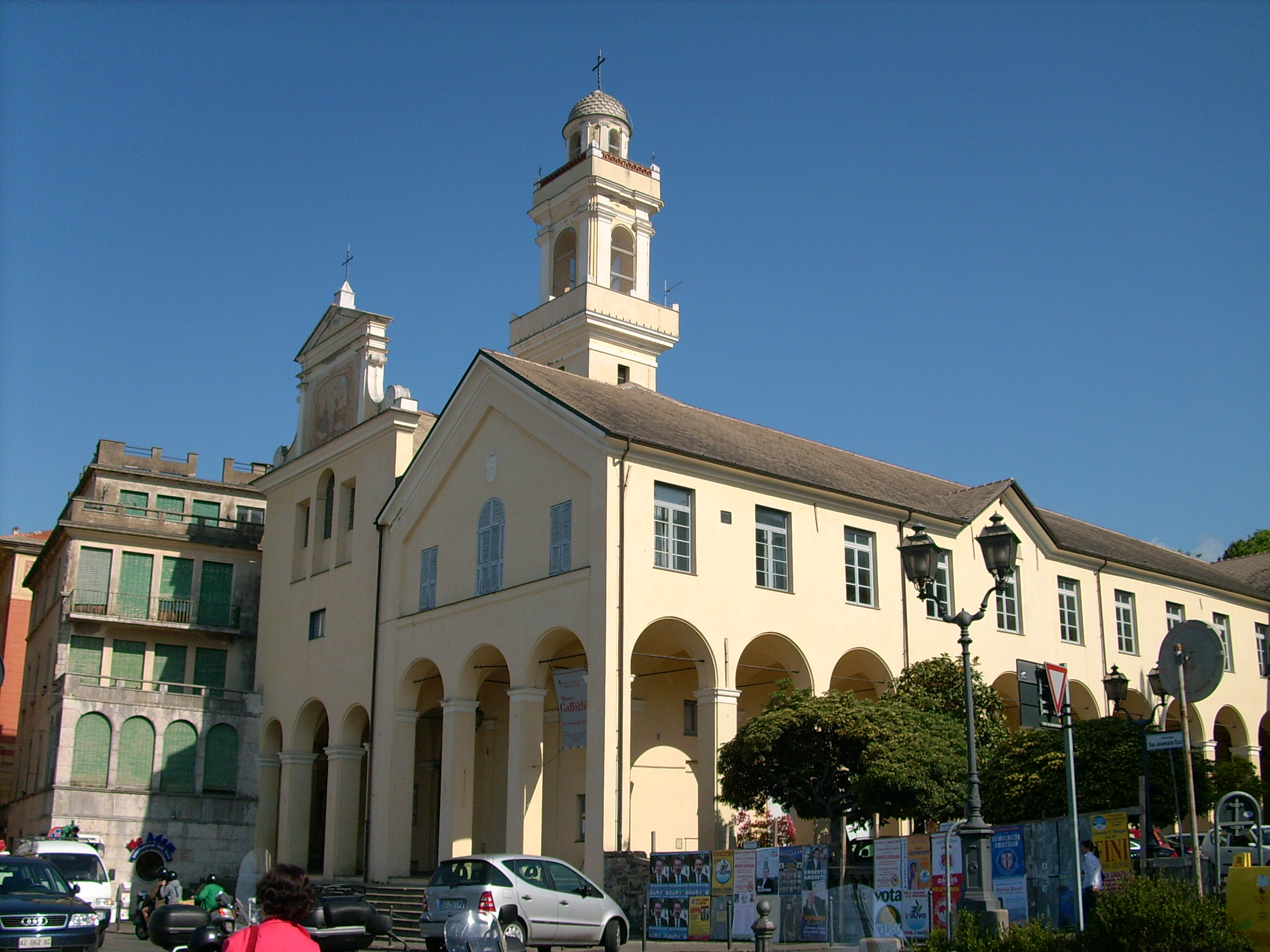
L'ex complesso monastico delle Clarisse, oggi teatro-auditorium ed istituto superiore statale

La prima pietra del complesso monastico delle Clarisse fu posta il 24 dicembre 1633, ma con i lavori di costruzione che si prolungarono molto nel tempo a causa della mancanza dei fondi necessari. Solo nel 1670 il convento venne dichiarato pronto ad ospitare le prime monache dell'ordine di santa Chiara da Montefalco, ma nuovi intoppi rimandarono il ritiro religioso al 1689.
Con l'acquisto dell'intero complesso da parte della civica amministrazione nel 1899, e con la definitiva dismissione religiosa nel 1902, si diede l'avvio ad un'intera opera di conversione dell'edificio ad usi scolastici e comunali. Risale al primo decennio del Novecento la demolizione delle mura di cinta e di un'ala del convento per l'allargamento della nuova strada carrozzabile, l'attuale strada statale 1 Via Aurelia.
Terminati i due conflitti mondiali, dove la struttura venne utilizzata in molteplici scopi (soprattutto come deposito-magazzino o ancora come rimessa imbarcazioni), e quindi dopo un abbandono fino al 1964, con progetto del 1972 si convertirono definitivamente i locali ospitanti l'ex chiesa nell'attuale sede del teatro-auditorium cittadino. Le sale a piano terra dell'ex convento sono la sede del museo civico "Attilio e Cleofe Gaffoglio". L'edificio oggi ospita la succursale del liceo classico e linguistico "Giovanni Da Vigo - Nicoloso da Recco".

#### Cenobio di San Tomaso

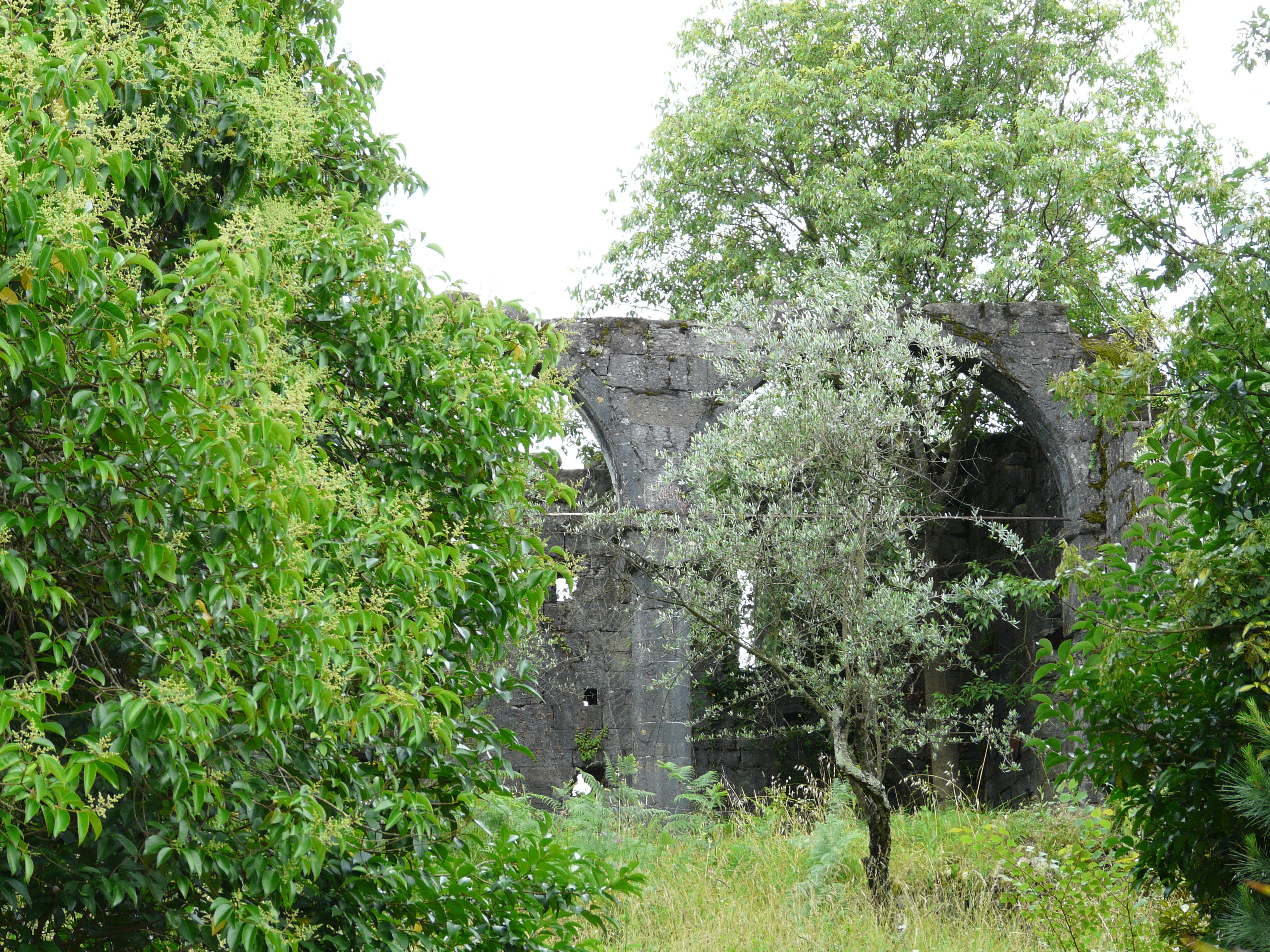
I ruderi del Cenobio di San Tomaso

In località San Tomaso, quartiere storico della frazione rapallese di Santa Maria del Campo, sono ubicati in un terreno privato i resti della chiesa-cenobio di San Tomaso. Il complesso originario è parzialmente crollato lasciando solamente qualche rudere. La sua costruzione risalirebbe al 1159 o al 1161, grazie a fondi provenienti da varie donazioni di Genova. Al 1582 è datata la sua definitiva sconsacrazione, lasciando il monastero al completo abbandono.

#### Oratorio dei Bianchi
Risalente alla seconda metà del XV secolo, l'oratorio della Santissima Trinità o dei Bianchi è situato nel centro storico rapallese in prossimità dell'antica pieve di Santo Stefano e il palazzo municipale.
A partire da questo secolo divenne sede della locale confraternita dei Disciplinanti, costituita precedentemente nei locali della vicina pieve, e che assunse la denominazione "dei Bianchi" per il colore delle caratteristiche casacche; ancora oggi una lapide in marmo, posta al di fuori dell'oratorio, in facciata, ritrae due confratelli incappucciati e con in mano il flagello.

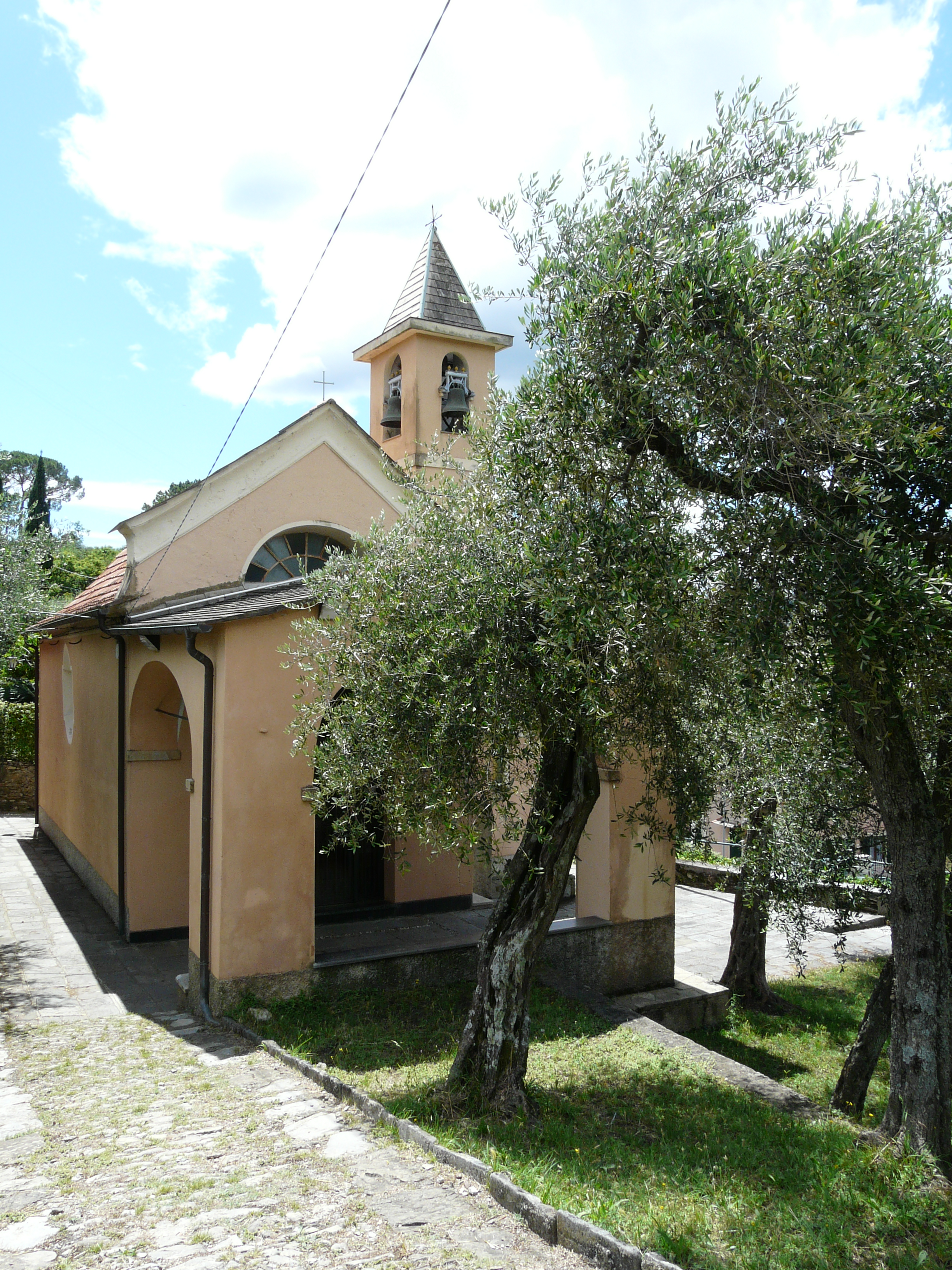
La chiesetta di San Bartolomeo in Borzoli

#### Altre chiese cittadine
- Chiesetta antica di Sant'Anna, edificata nel 1629[36], nel quartiere di Sant'Anna.
- Chiesa parrocchiale di Sant'Anna. Il nuovo edificio di culto, in stile architettonico contemporaneo, nella zona più a sud del quartiere di Sant'Anna, è stato costruito tra il 2005 e il 2016. La cerimonia di dedicazione della nuova parrocchiale è avvenuta il 23 luglio 2016 alla presenza del vescovo di Chiavari monsignor Alberto Tanasini.
- Chiesa di San Gerolamo Emiliani, edificata nei primi anni sessanta del XX secolo[7].
- Chiesetta di Sant'Agostino nell'omonima località presso il sestiere Cerisola.
- Chiesetta di San Bartolomeo, del XVII secolo[7], nell'omonima località presso il sestiere Borzoli.
- Chiesetta dei Santi Gervasio e Protasio nell'omonima località presso il sestiere Costaguta.
- Chiesetta di San Rocco nell'omonima località presso il sestiere Seglio.
- Monastero di San Giuseppe dell'Ordine delle monache carmelitane scalze lungo la strada provinciale 58 della Crocetta per Coreglia Ligure e la val Fontanabuona.
- Ex chiesa anglicana di Saint George, edificata nel 1902[7], dichiarato monumento nazionale dal 2001. Oggi l'edificio è di proprietà privata. In questa chiesa furono celebrati i funerali dello scrittore e caricaturista inglese Max Beerbohm il 20 maggio del 1956[37].
- Ex chiesa evangelica tedesca. La sua costruzione, in stile neogotico, fu voluta agli inizi del Novecento[7] per il culto evangelico dei numerosi ospiti della comunità tedesca presente in loco. Inaugurata nel 1909[7] nella zona a levante della città, nei pressi dell'attuale porto turistico internazionale, la struttura fu poi negli anni successivi chiusa al culto religioso. Ancora oggi di proprietà privata di una famiglia rapallese, la chiesa è stata riaperta negli anni novanta del XX secolo, ma convertita al culto cattolico. Oggi la chiesa è intitolata come oratorio di Santa Maria Madre della Chiesa e officiata da un sacerdote nominato dalla curia vescovile di Chiavari.
- Ex chiesa di San Vincenzo, non più esistente, presso la collina di Cappelletta. L'antico edificio di culto viene menzionato in un atto di vendita del 3 novembre 1257, ubicato nei pressi del cipresseto tra l'odierna via Villagrande e salita Cappelletta, quasi a ridosso del tracciato autostradale. Un altro documento, un testamento datato al 7 dicembre 1501 del locale Tommaso Lencisa, lasciò alla chiesa di San Vincenzo quaranta soldi per un suo ripristino e restauro; fu il sacerdote Giorgio Figallo ad incaricarsi dei lavori e per tale opera ne ricevette dal vicario generale dell'arcivescovo di Genova il giuspatronato. Fu, di fatto, l'ultima citazione scritta e certificata sulla chiesa campestre di Cappelletta in quanto nella visita del 1582 del visitatore apostolico monsignor Francesco Bossi nelle terre rapallesi di tale edificio non se ne fa alcun cenno. Vi è un'alta probabilità che già nel XVII secolo l'antica chiesa cadde o in disuso come luogo di culto, o in abbandono se non demolita del tutto in quanto non esistono più in loco tracce tangibili o visibili della sua esistenza.

#### Chiese delle frazioni e delle località

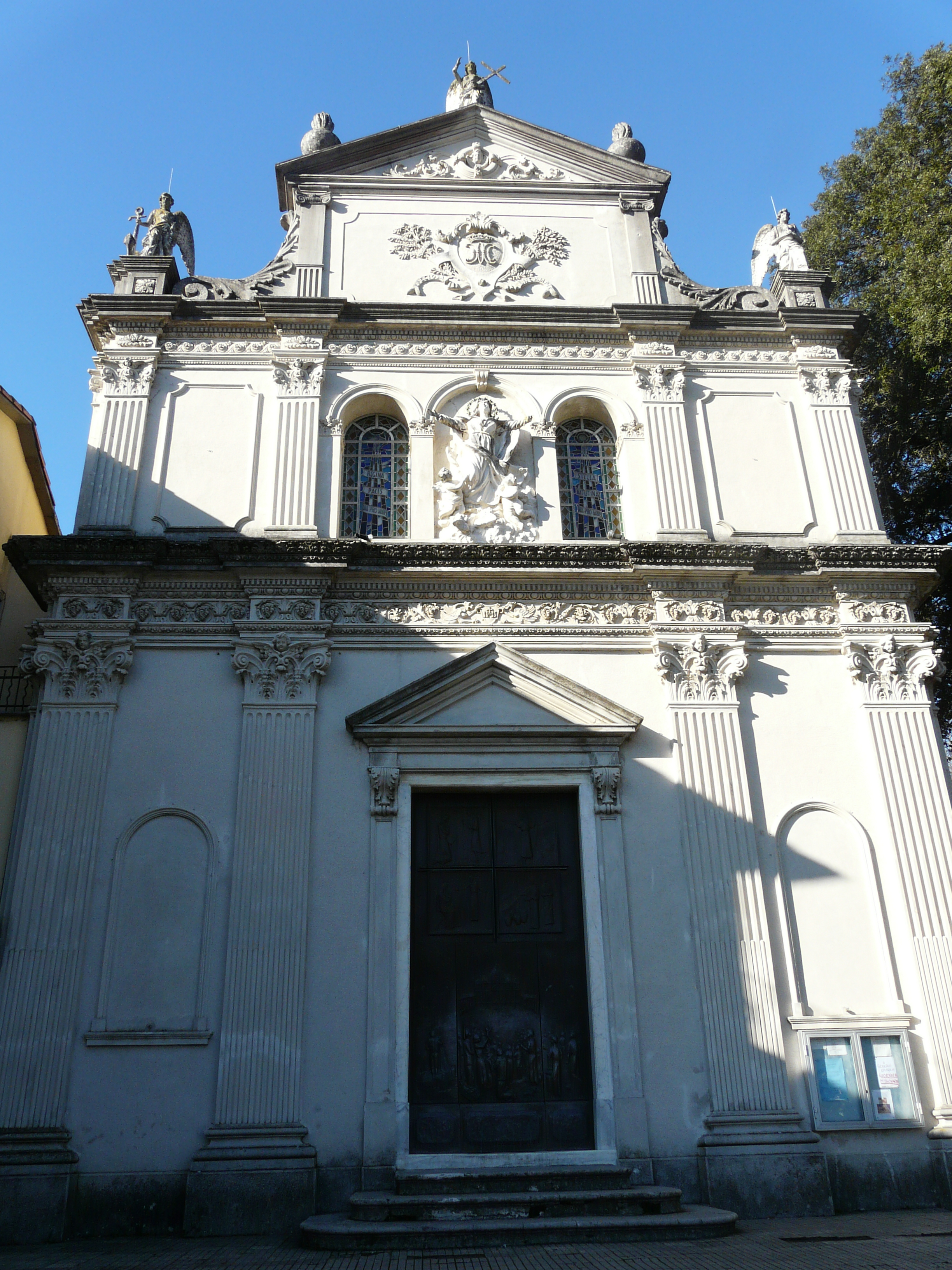
La chiesa parrocchiale di Nostra Signora Assunta presso la frazione di Santa Maria del Campo

- Chiesa del Sacro Cuore di Gesù presso la frazione di Montepegli, edificata nel 1910[38].
- Chiesa parrocchiale di San Martino presso la frazione di San Martino di Noceto. Appartenente anticamente alla cura della chiesa parrocchiale di Santa Maria del Campo[39], e creata indipendente dal XIII secolo[39], venne elevata al titolo di prevostura nel 1826[39]. La consacrazione della chiesa avvenne l'11 settembre del 1926 ad opera del vescovo Amedeo Casabona[39]. Secondo alcune fonti qui morì nel 572 sant'Onorato[39], arcivescovo di Milano, che trasferì la curia milanese a Genova per sfuggire ai longobardi di Alboino.
- Chiesa parrocchiale di San Massimo presso l'omonima frazione. Parrocchia dal Duecento[40], la chiesa fu consacrata il 5 marzo del 1917[40] dal vescovo chiavarese monsignor Giovanni Gamberoni[40]. Nel territorio parrocchiale è presente inoltre il monastero di Valle Christi[40].
- Chiesa parrocchiale di San Maurizio presso la frazione di San Maurizio di Monti. I primi atti del registro parrocchiale datano a partire dal 1526[41], anche se la parrocchia venne istituita nel XII secolo[41]. Prevostura dal 26 maggio 1935[41], ebbe tra le sue dipendenze anche la parrocchiale di San Nicolò di Coreglia Ligure[41] e la parrocchiale di San Giacomo di Canevale[41]. All'interno è conservato l'affresco raffigurante L'apparizione della Madonna odigitria[7].
- Chiesa parrocchiale di San Michele Arcangelo presso la frazione di San Michele di Pagana. Risalente al 1133[42], subì trasformazioni strutturali tra il 1581[42] e il 1603[42] e ancora tra il 1749[42] e il 1753[42]. Tra le opere pittoriche conservate vi è il celebre dipinto di Antoon van Dyck: Gesù in croce fiancheggiato da san Francesco, san Bernardo e dal nobile Francesco Orero[42]. In questa chiesa venne battezzata la beata Brigida Morello[42], fondatrice dell'Ordine delle Orsoline[42].
- Chiesa parrocchiale di San Pietro apostolo presso la frazione di San Pietro di Novella. La parrocchia ebbe in origine, sotto la sua giurisdizione, le comunità di Sant'Andrea di Foggia e San Quirico d'Assereto[43]. È prevostura dal 29 giugno 1935[43].
- Chiesa parrocchiale di Nostra Signora del Carmine nella frazione di Sant'Andrea di Foggia. Consacrata dal vescovo della diocesi di Chiavari monsignor Amedeo Casabona il 29 aprile del 1928[44], gli atti più antichi dei registri della parrocchia sono datati al 1606[44].
- Chiesa parrocchiale di San Quirico presso la frazione di San Quirico d'Assereto, i cui registri parrocchiali datano dal 3 luglio 1638[38].
- Chiesa parrocchiale di Nostra Signora Assunta presso la frazione di Santa Maria del Campo. Citata già nel XIII secolo[45] e facente parte delle diciassette comunità parrocchiali sotto la giurisdizione della pieve rapallese di Santo Stefano[45], fu elevata al titolo di prevostura nel 1823[45]. All'interno della chiesa, consacrata dal vescovo della diocesi di Chiavari monsignor Amedeo Casabona il 21 luglio del 1935[45], si conservano, tra le tante opere esposte, le reliquie di santa Flavia Flora[45]. Nel territorio parrocchiale sono presenti i ruderi del cenobio di San Tomaso del XII secolo[34].
- Oratorio di Nostra Signora del Rosario presso la frazione di Santa Maria del Campo. Adiacente alla parrocchiale campese, l'oratorio venne ricostruito su un poggio nel 1618[46], probabilmente sulle fondamenta di un preesistente edificio religioso del XIV secolo[46] dedicato, secondo alcuni testi, originariamente alla Natività di Maria Vergine[46]. Conserva al suo interno il documento del pontefice Clemente VIII, datato al 1604[46], con cui si approvavano i privilegi della locale confraternita.
- Chiesetta di San Giovanni Battista presso la frazione di Santa Maria del Campo. Edificata tra il 1665 e il 1688[46] per volere di Giuseppe e Rolando Valle[46], la piccola chiesa fu consacrata nel 1697[46]. L'edificio è aperto al pubblico solamente per la solennità religiosa di san Giovanni Battista, il 24 giugno.
- Cappella di Sant'Antonio nella località di Case di Noè, datata al 1502.
- Chiesa di San Rocco nella località di Chignero, risalente al 1914.
- Cappella della Santa Croce nella località della Crocetta, presso il passo omonimo al confine amministrativo con Coreglia Ligure.
- Chiesetta di San Francesco Saverio nella località di Gravero. Il piccolo edificio di culto, abbandonato e in disuso, è ubicato nelle proprietà della villa Molfino, complesso situato nella località ove già sorge l'antico cimitero degli animali lungo la provinciale per il santuario di Nostra Signora di Montallegro. Fu il sacerdote Francesco Maria Stronati a fare, nel 1688, istanza di edificazione alla curia di Genova per la costruzione di una cappella da intitolare a san Francesco Saverio.

### Architetture militari

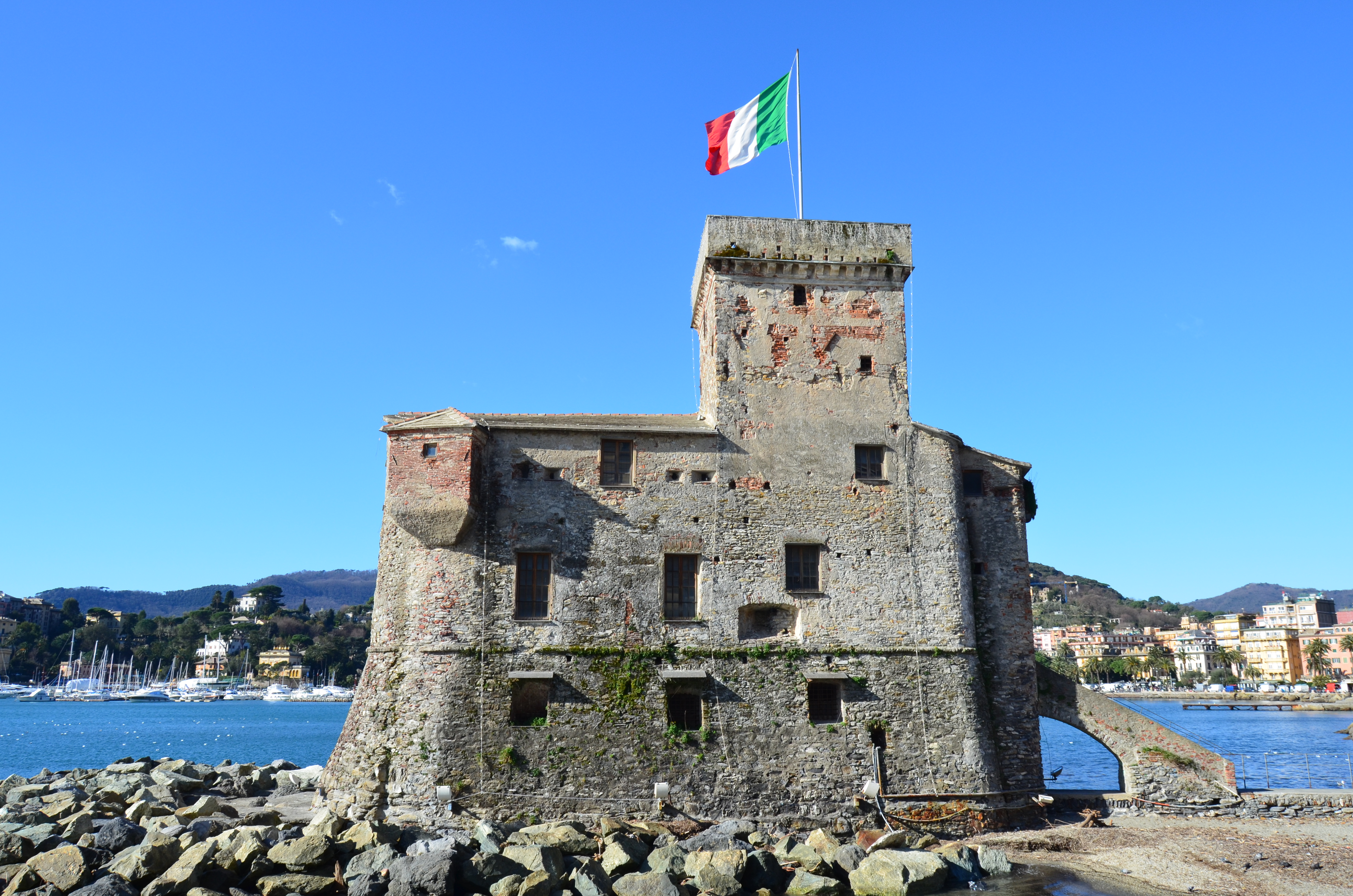
Il castello cinquecentesco antistante lo specchio acqueo rapallese

#### Castello antico sul mare
Tra i castelli più conosciuti del levante ligure, il castello sul mare di Rapallo colpisce per le sue caratteristiche: una media fortezza costruita a ridosso della piccola spiaggia dei pescatori, presso la foce del torrente San Francesco e il lungomare Vittorio Veneto.
Edificato dalla popolazione tra il 1550 e il 1551 per difendersi dalle frequenti aggressioni dei pirati (celebre è quella del 4 luglio 1549 ad opera dell'ammiraglio turco Dragut), è oggi sede di eventi, mostre e manifestazioni culturali promosse dall'amministrazione civica o da enti privati. Simbolo per eccellenza della città, è stato dichiarato monumento nazionale.

#### Castello di Punta Pagana

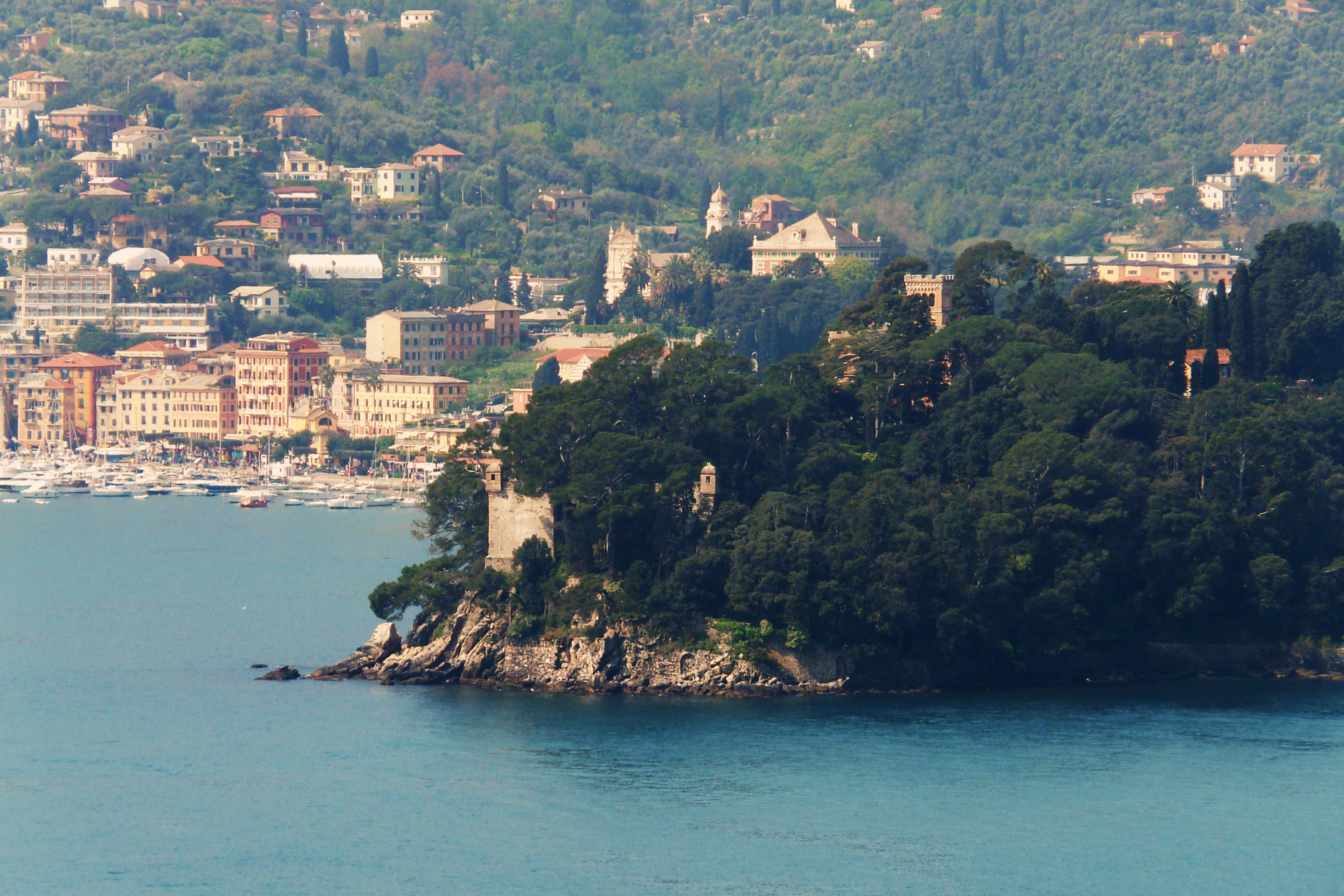
Il castello di Punta Pagana all'interno del parco privato di villa Spinola, sullo sfondo Santa Margherita Ligure.

Posizionato nella punta più estrema della baia di Prelo, presso il sestiere-frazione di San Michele di Pagana, ai confini amministrativi con Santa Margherita Ligure, la fortificazione di Punta Pagana venne costruita dalla Repubblica di Genova nella prima metà del XVII secolo a protezione del litorale costiero e al fine di scongiurare nuovi attacchi pirateschi.
Inserito nel parco privato della soprastante villa Spinola, residenza occasionale del Gran maestro dell'Ordine di Malta, è ben visibile via mare.

#### Castrum Rapallinum e castrum Lasaniae
Le prime fortificazioni, necessarie per un maggiore controllo del territorio comunale, che in tempi più remoti si estendevano ben oltre l'odierna superficie territoriale, vennero costruite nei pressi delle basse vette montane tra l'entroterra rapallese e la media val Fontanabuona. Un'indagine archeologica negli storici sentieri boschivi settentrionali della città avviata tra il 1996 e il 1997 dalla locale sezione "Tigullia" dell'Istituto internazionale di studi liguri - e in collaborazione con la Soprintendenza archeologica della Liguria - ha permesso il ritrovamento nei pressi del monte Castello (665 m) di una prima fortificazione databile tra la fine del XIII secolo e l'inizio del XIV secolo; l'identificazione del sito ed il rinvenimento del primo frammento avvenne, però, già nel 1956 da parte del signor Renato Lagomarsino.
L'area, denominata dagli storici castrum Rapallinum, era dominata da una struttura in legno poggiante direttamente sulla roccia. Fu sul finire del Quattrocento, dopo un primo abbandono, che la struttura venne riedificata completamente in pietra con due torrioni ai lati, avendo così una massima visione panoramica tra costa ed entroterra. La fortezza mantenne il suo uso militare e di controllo per tutto il XV secolo, fino a quando fu in seguito abbandonata per mancato utilizzo. Tra i reperti sono state rinvenute due tavole da gioco in lastre di pietra incise e una decina di dadi in osso utilizzati, come si desume, dai militari del castello durante lo svago.
Dopo l'eccezionale ritrovamento del vicino castrum Rapallinum, nel corso del 1998 furono avviate nuove ricerche archeologiche anche sulla vetta del monte Pegge (774 m) dove, secondo precedenti studi e rilievi, doveva insistere una seconda postazione difensiva sul crinale: il cosiddetto castrum Lasaniae. La fortezza militare, costruita presumibilmente nello stesso periodo storico del castello sul monte omonimo, fu realizzata con materiali lapidei del luogo e legno. Il castello fu in seguito dotato di nuove mura in pietra e dotato di armi per la difesa del forte quali alcune palle da bombarda e punte di verrettone di balestra.

### Architetture civili

#### Il borgo, le porte e le torri

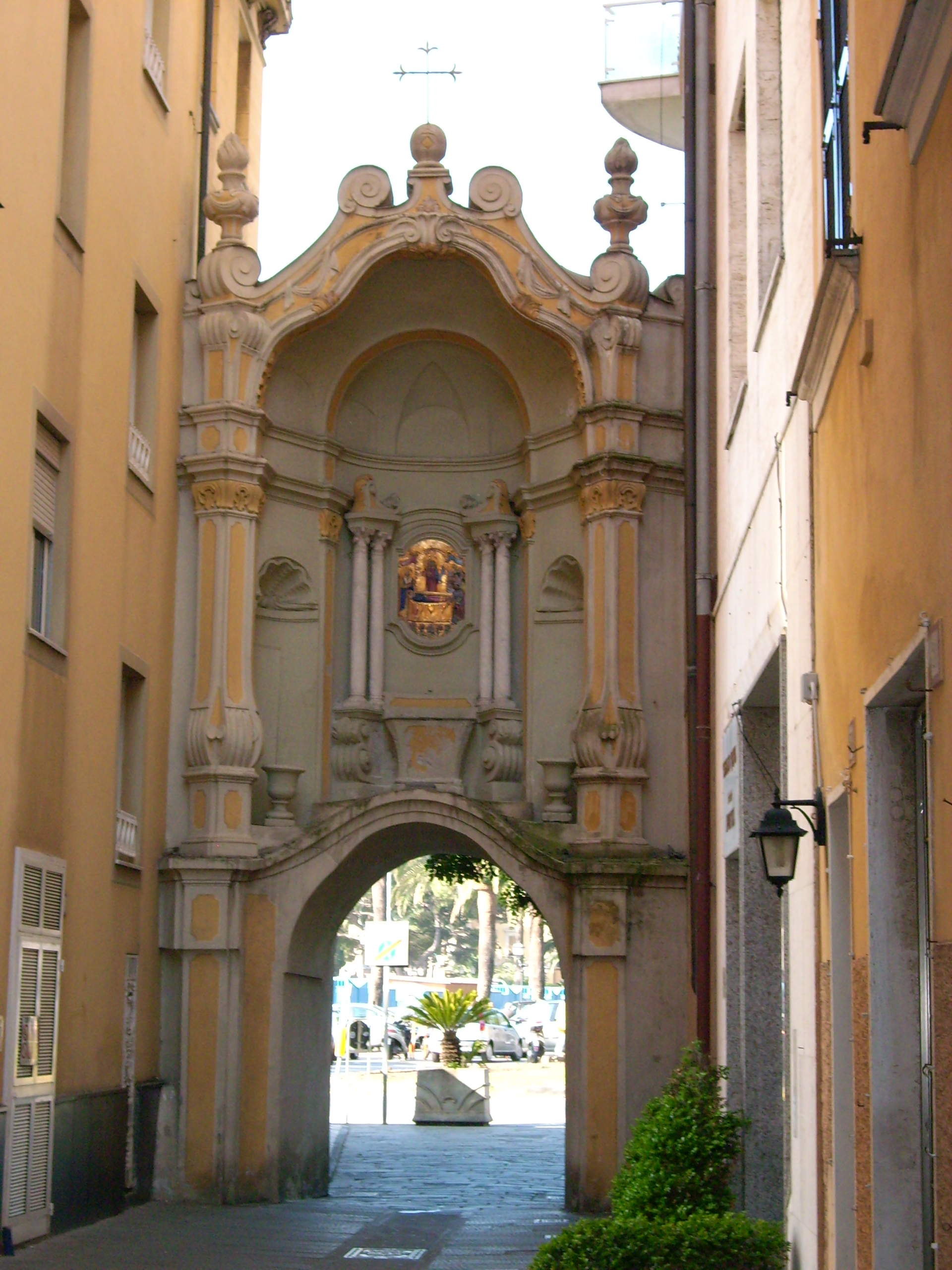
La "porta delle Saline" tra il lungomare e il centro storico.

Anticamente il borgo di Rapallo, nel cuore del centro storico e sede delle più importanti attività artigianali e delle autorità cittadine, era racchiuso nel periodo medievale da una cinta muraria: l'accesso era consentito solo attraverso cinque porte. Proprio un decreto del Senato della Repubblica di Genova, datato al 12 febbraio del 1629, decretò l'allora COMMVNI RAPALLI come "borgo murato".
Studi più approfonditi e moderni, tra i quali quelli dello storico Arturo Ferretto, hanno però evidenziato che in realtà il senato genovese descrisse una Rapallo medievale cinta non da mura vere e proprie, di cui non esistono effettivamente tracce tangibili, bensì consta dalle alte case e dalle vie strette - i tipici "caruggi liguri" - che proprio per la loro conformazione urbana garantivano una sorta di "cittadella murata". Già nel XV secolo l'umanista e cancelliere della Repubblica, Giacomo Bracelli, descrisse così il borgo rapallese:
(Giacomo Bracelli)
Per accedere al borgo bisognava oltrepassare cinque porte: la "Porta occidentale" o "degli orti" - situata nei pressi della basilica dei Santi Gervasio e Protasio e l'odierno tratto pedonale del corso Goffredo Mameli - demolita nel 1874; la "Porta Aquilonare" o di "Sant'Antonio" - sita vicino all'omonimo ospedale, il quale divenne in seguito la sede odierna del municipio - che venne abbattuta nel giugno del 1702 per iniziativa dei protettori dell'ospedale; la "Porta di Pozzarello" o "del Molinello" - situata nella parte finale di via Venezia (l'antica Rolecca, nel centro storico) con l'argine del torrente San Francesco - demolita secondo una memoria storica del cavaliere Stefano Cuneo nel 1810; la "Porta orientale" o "di San Francesco" - nella parte a levante nei pressi della foce del torrente omonimo - demolita nel 1821 per l'ampliamento della strada carrozzabile per Zoagli-Chiavari (Via Aurelia).

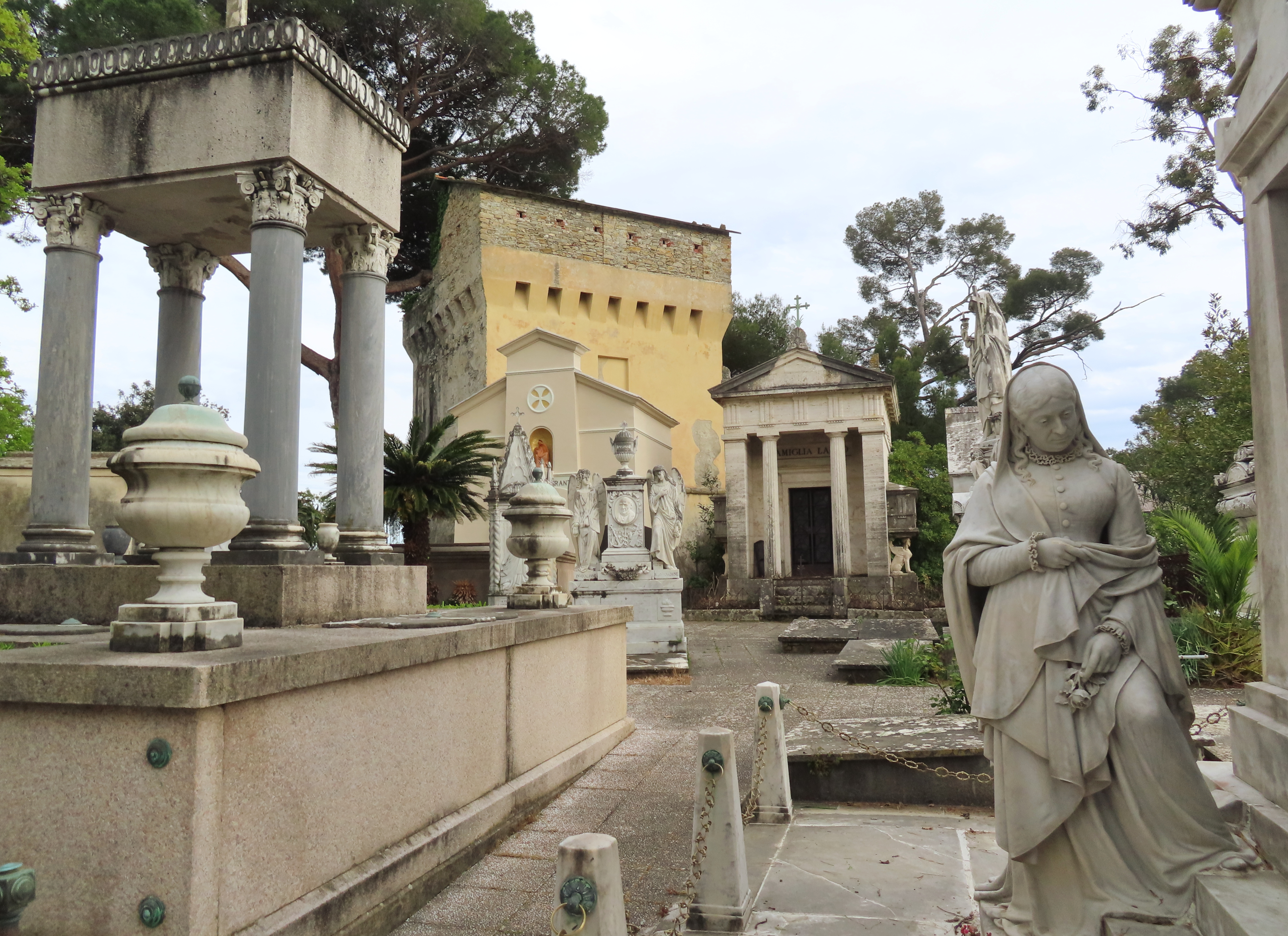
La torre Pagana all'interno del cimitero monumentale di San Michele di Pagana.

L'unica porta del borgo storico che sopravvisse alle demolizioni è la cosiddetta "Porta delle Saline". Essa si affacciava sulle saline rapallesi (oggi giardini di piazza IV Novembre), monopolio della famiglia genovese Doria, racchiudendo a ponente l'accesso dall'odierno lungomare Vittorio Veneto. Nei secoli abbellita in stile baroccheggiante con le tipiche colorazioni in stile genovese e con la raffigurazione pittorica del quadretto bizantino donato, secondo la leggenda, dalla Madonna nell'apparizione mariana del 2 luglio 1557, ancora oggi divide il lungomare dal centro storico.
Il controllo del borgo si basò inoltre nei secoli anche con l'uso delle numerose torri sparse lungo le colline antistanti Rapallo. Nel territorio rapallese, delle tante erette nei secoli precedenti a scopo difensivo o da famiglie locali, solo poche sono ancora visibili ai giorni nostri. Si possono citare: la torre dei Fieschi, conosciuta anche con l'appellativo "del Menegotto", presso il quartiere di Laggiaro; la torre Baratta (o dei Zerega), presso il crinale tra il quartiere Laggiaro e la frazione di San Pietro di Novella; la torre Dondero, nei pressi del casello autostradale e lunga strada per la località di Savagna; la torre dei Morello, sulla collina di San Michele di Pagana, edificata nella seconda metà del XVI secolo assieme alla sottostante casa colonica dal nobile Gregorio Morello (una lapide riporta la data 1590) dove, nel 1610, nacque poi Brigida Morello (fondatrice dell'ordine delle Suore orsoline di Maria Immacolata). Nel centro storico è ancora oggi visibile, se pur convertita in abitazione privata, quella che è conosciuta localmente come la torre "dei Pallini", ma storicamente detta "dei Gemelli"; ubicata davanti alla basilica rapallese, fu una postazione d'avvistamento e venne citata per la prima volta nel XV secolo.

#### Torre civica

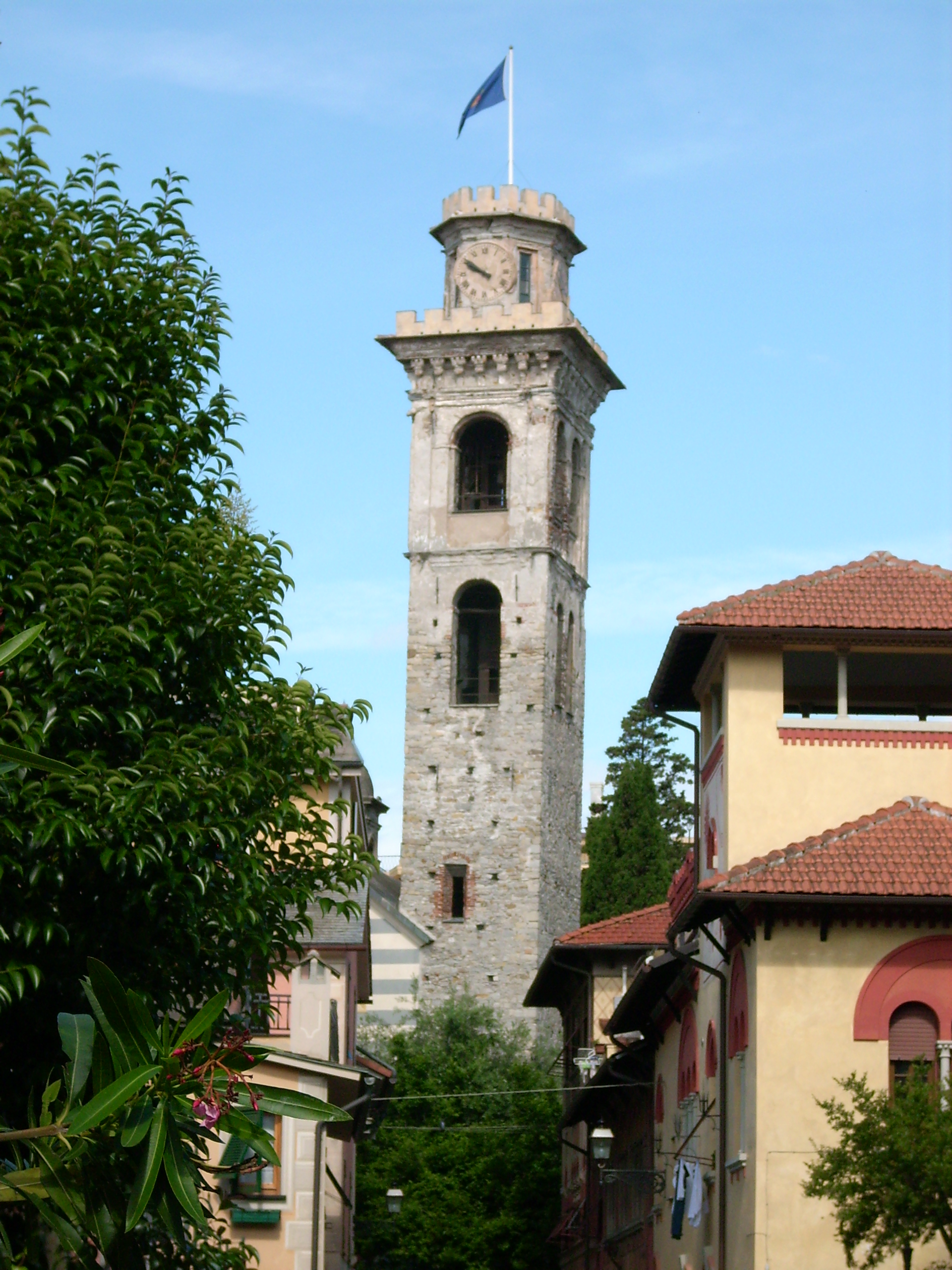
La "Torre civica", simbolo del Comune.

La maggiore e la più importante tra le antiche torri della città, la Torre civica è un'opera strutturale del 1473. Secondo le fonti storiche la sua edificazione fu voluta dei nobili cittadini per simboleggiare la pace tra gli abitanti del borgo dopo un secolo sconvolto da lotte intestine e di potere tra le maggiori fazioni cittadine dell'epoca medievale.
Le prime basi della futura opera furono decise il 3 gennaio del 1473 quando le famiglie nobili della città si riunirono in uno straordinario "consiglio nobiliare" nominando quattro presenti - Francesco della Torre, Benedetto Canevale, Antonio della Cella e Giovanni Bardi - per imporre a tutti gli abitanti, senza tener conto della fazione o parte alla quale il contributore appartenesse, un apposito tributo in denaro necessario alla costruzione della torre. La torre prese quasi subito forma a fianco dell'antica pieve di Santo Stefano tanto che, erroneamente, viene scambiata per la sua torre campanaria pur avendo l'edificio religioso un suo campanile sulla sua sinistra.
Dopo leggere riparazioni nel 1531 - dove le fonti storiche attestano una spesa di 12 lire - si decise di aggiungere alla torre, nel 1581, un pinnacolo con terrazzino in marmo e una nuova campana; quest'ultima fu sostituita nel 1640 a spese del Borgo e dei quartieri di Borzoli e Amandolesi. Nel 1692 Gio Battista Canevaro ne ripropose la ristrutturazione con lo spostamento dell'orologio più in basso, la sostituzione degli ingranaggi e al provvedimento scritto ad una più accurata manutenzione in cambio di un compenso annuo di 40 lire.
Durante un temporale nel 1873 un fulmine colpì la sommità della torre distruggendo il terrazzino in marmo; scongiurato un possibile crollo, si diede il via ad un tempestivo intervento di manutenzione. Nella seconda guerra mondiale venne sistemata, sulla sommità, una sirena d'allarme, rimossa al termine del conflitto. Negli ultimi decenni del XX secolo la torre, pericolante, venne "ingabbiata" da ponteggi di rinforzo in attesa di un provvidenziale intervento di recupero. Un'opera conservativa e di ripristino dell'antico "simbolo del libero Comune di Rapallo" che, grazie a fondi europei, statali e regionali, avvenne tra la fine degli anni novanta e l'inizio del Duemila. Iniezioni di cemento alla base della struttura e altri interventi garantirono nel 2002 la nuova apertura del sito e la restituzione della torre alla comunità rapallese.

#### Torre dei Fieschi o del Menegotto

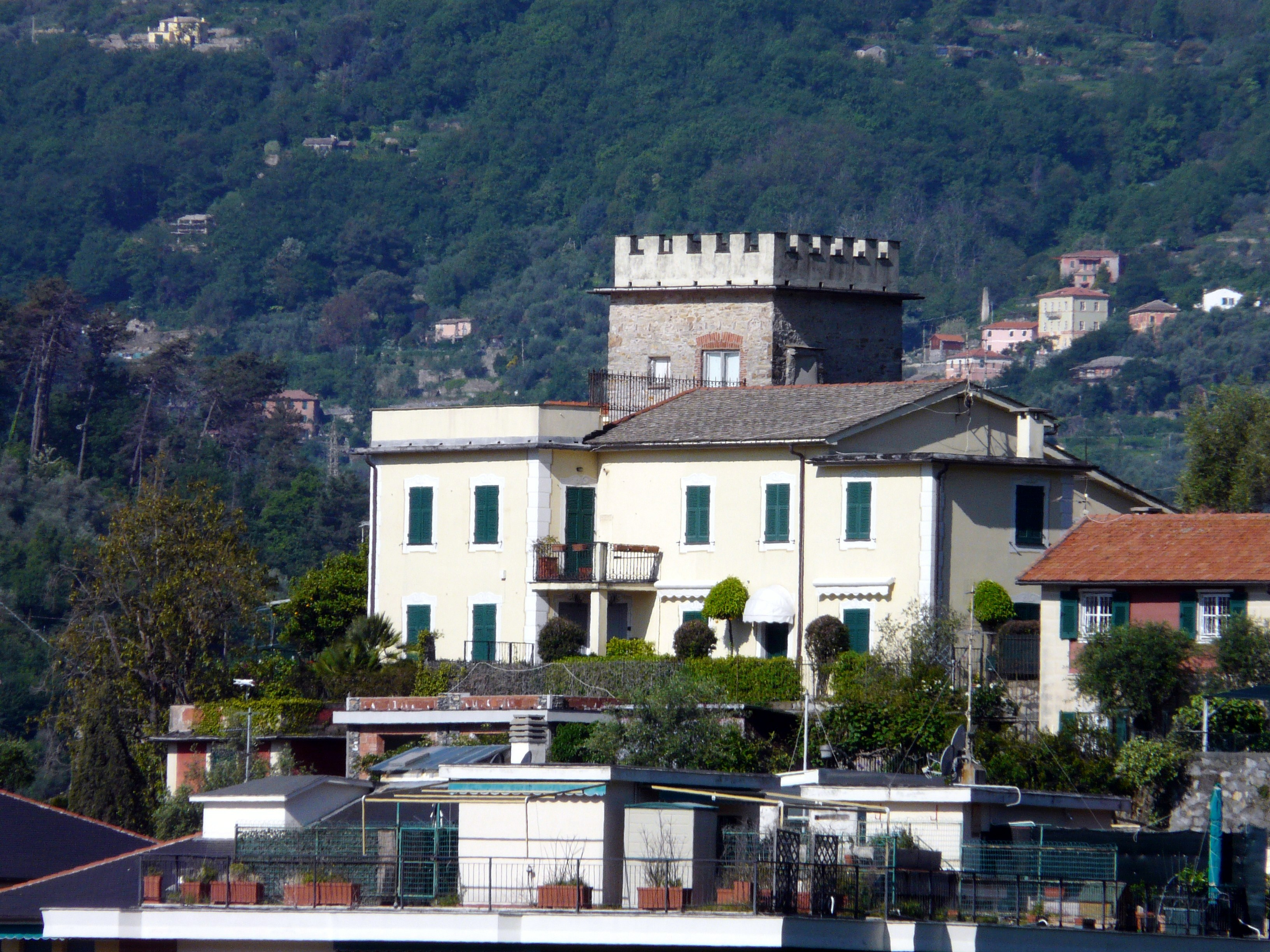
La torre del Menegotto, già dei Fieschi.

Le prime notizie certe sull'esistenza di questa torre - conosciuta anche con l'appellativo "del Menegotto" dal nome dell'omonimo quartiere, ubicato tra i quartieri Laggiaro e Sant'Anna - sono citate in un atto di vendita del 26 maggio 1254 dove il concittadino Giacomo Boleto vendette alla vedova di Tedisio Fieschi, Simona, alcune terre con torre in una località detta in pastinis. Successivamente i terreni passarono di proprietà ad Ottobono Fieschi, colui che salì nel 1276 al soglio pontificio con il nome di papa Adriano V, e che nel 1269 affittò il tutto ad Ada Barbieri e al figlio Tommasino.
Dopo una nuova proprietà dal 1271, appartenenti ad un certo Giacomo de Graverio, la torre e le terre circostanti diventarono possedimento terriero della famiglia nobiliare Fieschi di Lavagna così come attestò un successivo documento del 1451. Fu nel XVII secolo che passò nelle mani della famiglia Cagnoni, assumendo la nuova denominazione de "torre de Cagnoni". Nei secoli successivi fu quindi proprietà dei Pessagno, dei Rebora e degli Zignago all'inizio del XX secolo e furono questi ultimi che la doteranno dei caratteristici merli ancora oggi visibili come il resto della torre svettante tra le circostanti abitazioni.

#### Il lazzaretto

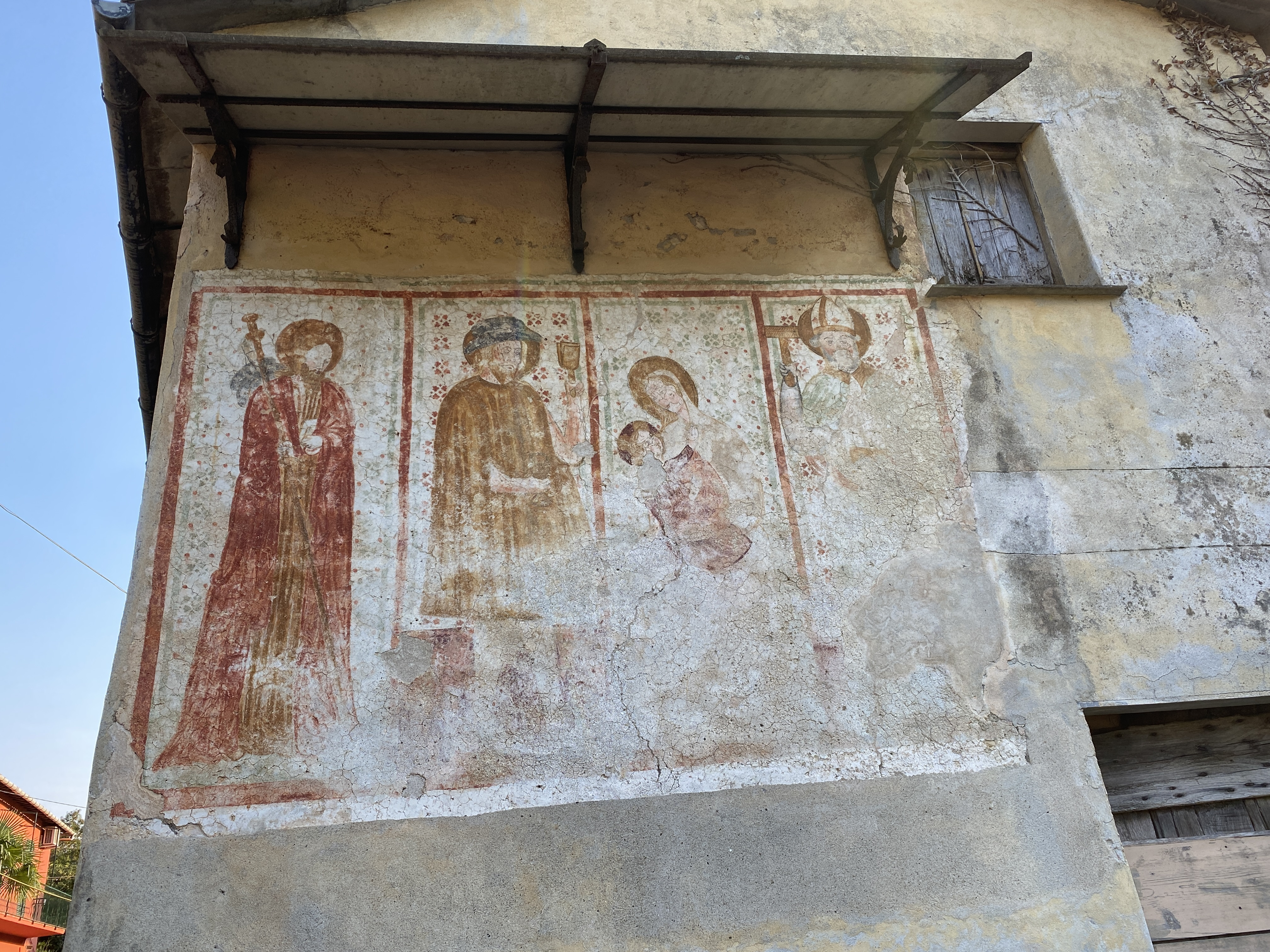
Affresco del 400 presente sulla facciata del Lazzareto di via Bana

Fu il manifestarsi delle prime vittime della lebbra nei territori delle podesterie di Rapallo e Recco, nel 1450, a convincere la comunità medievale rapallese sull'esigenza di un ricovero provvisorio per gli ammalati. La donazione di un appezzamento di terra da parte di un cittadino rapallese, Giacomo d'Aste, in località Bana tra le frazioni di San Massimo e Santa Maria del Campo, diede l'impulso per la costruzione dell'edificio. Dedicato a san Lazzaro di Betania, da qui il toponimo "lazzaretto", il ricovero è citato in una bolla di papa Sisto IV del 1471 nella quale si affida la gestione dello stabile al controllo dei protettori dell'Ospedale di Pammatone di Genova. Con il proliferare della pestilenza ebbe un vero e proprio affollamento di malati nel 1475; tra le persone assistite anche il figlio dello stesso donatore Giacomo d'Aste.
Nel 1505 le condizioni dello stabile risultarono già fatiscenti, tanto da dover predisporre un restauro accurato della struttura. La successiva visita (1582) del visitatore apostolico, monsignor Francesco Bossi della diocesi di Novara, evidenziò e segnalò all'ordine di Pammatone il cattivo stato dell'edificio, ordinando allo stesso di compiere un nuovo risanamento, specie per le parti esterne. Giudicato dai curatori genovesi troppo oneroso, lo stabile non subì alcun intervento di conservazione e ripristino. Il lazzeretto di Bana, di proprietà privata, si presenta in precarie condizioni strutturali, specie nelle coperture e nella conservazione degli affreschi della facciata esterna. Il dipinto quattrocentesco che appare sulla parete esterna dell'edificio raffigura oltre la Madonna con Bambino, i santi taumaturgi Lazzaro, Giacomo e Biagio.

#### Palazzi e ville
Nel territorio comunale sono presenti diversi edifici civili e pubblici di pregio storico e architettonico, soprattutto nel cuore dell'antico borgo medievale con la presenza, tra l'altro, di cinquecenteschi e seicenteschi portali in ardesia. Tra le case e i palazzi del centro storico, fulcro del commercio locale e "salotto buono" della città, l'attuale palazzo del municipio, già antico ricovero ospedaliero.
Numerosa inoltre la presenza di ville residenziali e storiche, specie nelle prime colline del territorio, costruite tra il XVII e il XX secolo per il soggiorno nella cittadina divenuta, con l'avvento del turismo, tra le località di pregio del levante ligure e della Liguria. Tra le più famose villa Tigullio (sede del museo comunale del pizzo al tombolo e della biblioteca civica internazionale), villa Porticciolo, villa Queirolo (sede della segreteria generale del Panathlon International) e la villa del Trattato, celebre per il trattato che si svolse nel 1920.

#### Teatri
Il teatro-auditorium delle Clarisse, ricavato negli ex locali della chiesa del complesso monastico delle Clarisse del 1633, dismesso poi definitivamente nel 1902, è l'unico teatro cittadino avente una capienza massima di 265 posti a sedere. La conversione degli spazi dell'ex chiesa fu decisa nel 1967 dopo l'acquisizione dello stabile da parte dell'amministrazione civica. Una nuova rivisitazione degli interni fu avviata nel 1995.

#### Ponte di Annibale

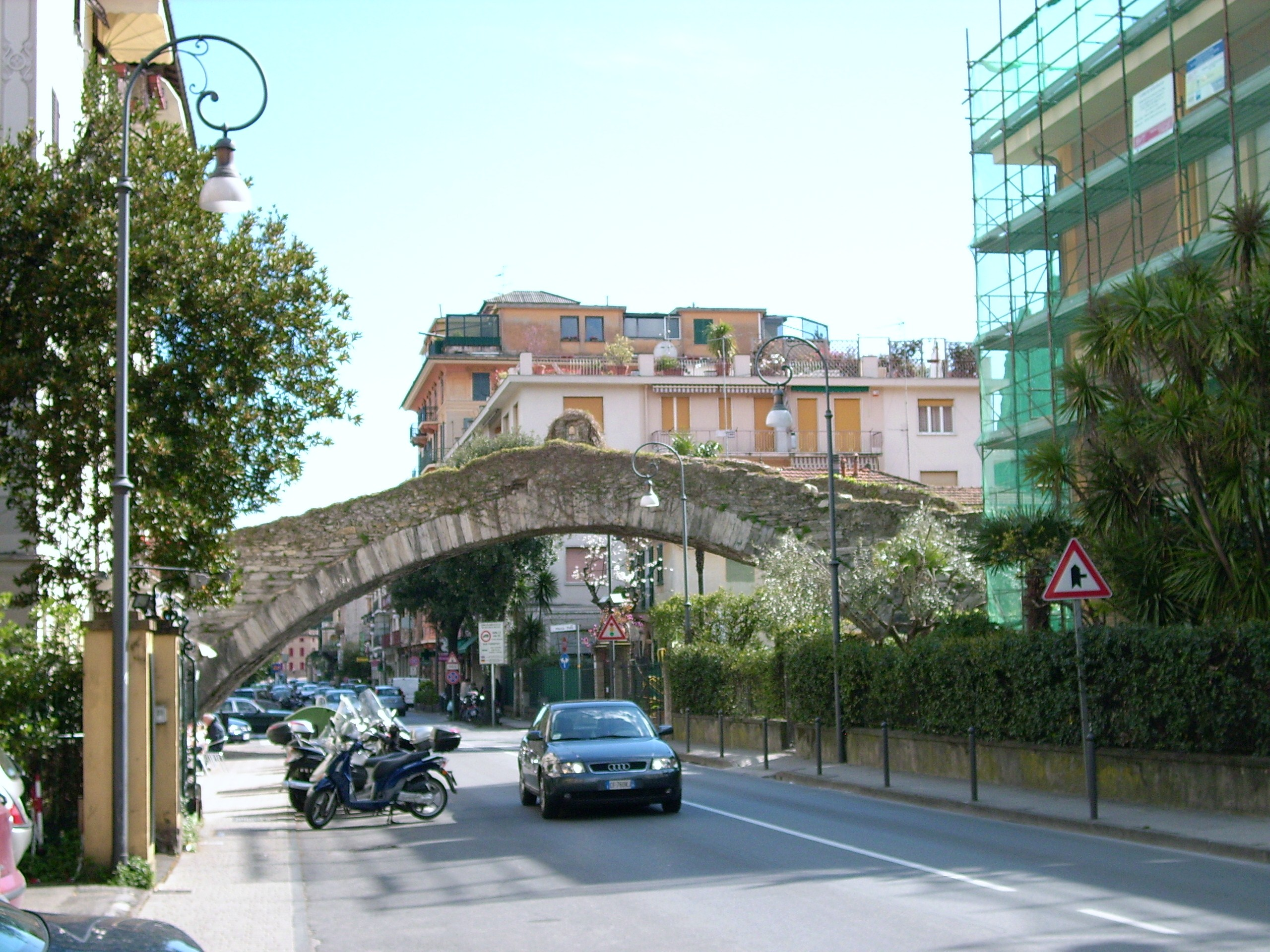
Il ponte detto "di Annibale"

Il ponte detto "di Annibale" è una costruzione ad unica arcata che probabilmente venne edificata per la prima volta nel periodo medievale. Non si conosce a tutt'oggi l'origine del nome: il collegamento al celebre condottiero cartaginese Annibale non trova infatti riscontri storici o legami con la città.
Il più antico documento che attesta la presenza del ponte è un atto del 7 aprile 1049 con il quale, un certo Rainaldo, conferma la donazione alla genovese chiesa di Santa Maria di Castello di alcuni possedimenti terrieri intorno al ponte. Un successivo documento, datato al 15 settembre 1300, del notaio Corrado de Spignano, cita espressamente il ponte sovrastante il torrente Boate (ad pontem de Bolago). Sempre dalle fonti storiche si apprende che fu risistemato nel 1733 a causa delle numerose alluvioni che lo colpirono anche nei secoli passati.
Con il passaggio di Rapallo al Regno di Sardegna vennero stanziati, nel 1823, fondi per la deviazione del torrente nel tratto finale e presso la foce. Grazie a questa operazione si procedette quindi alla realizzazione della nuova strada carrozzabile per Santa Margherita Ligure, arteria stradale che tutt'oggi "scorre" sotto il ponte.

#### Chiosco della Musica

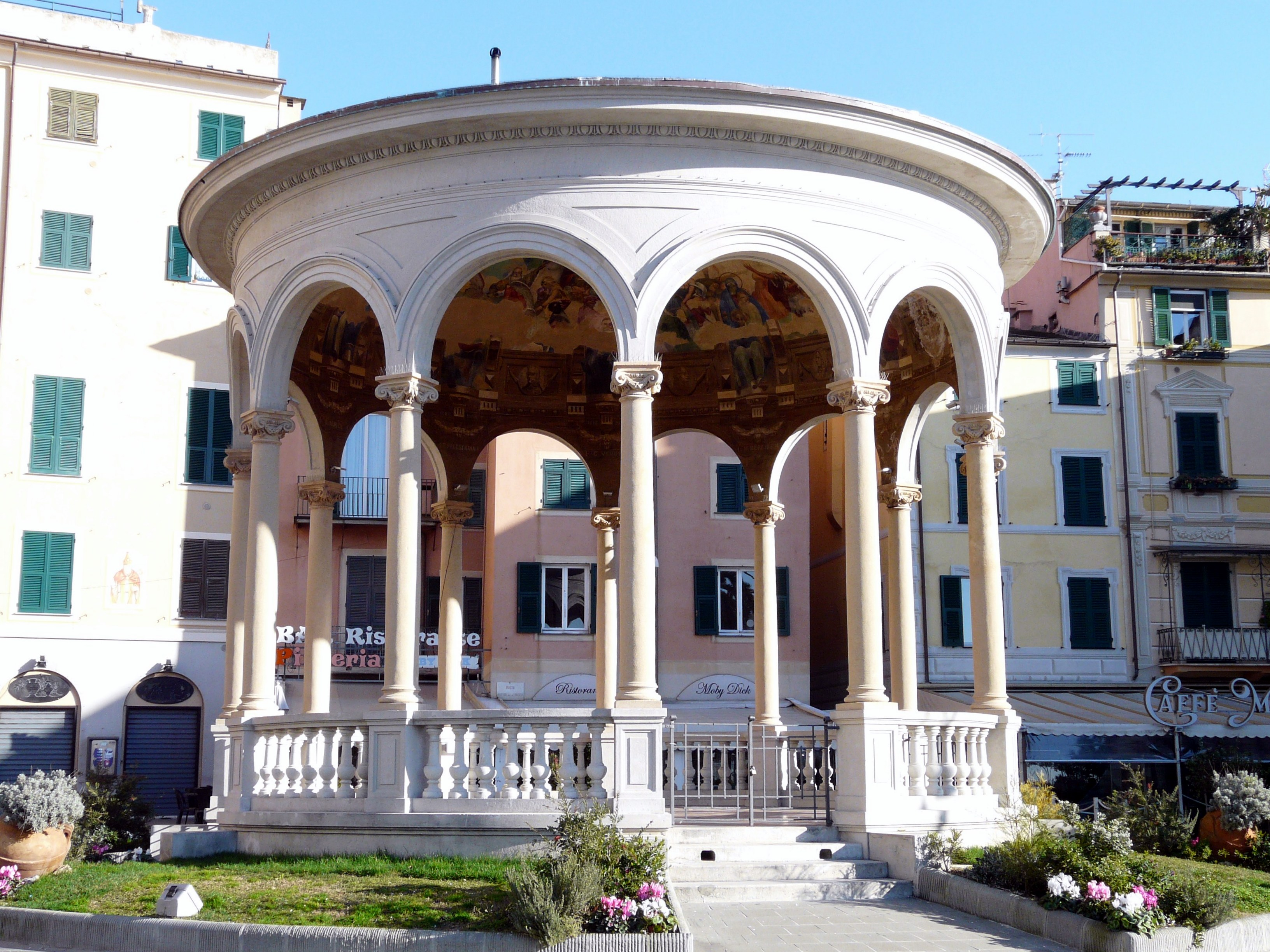
Il Chiosco della Musica

Il chiosco della musica, situato sul lungomare Vittorio Veneto nei pressi dello sbocco centrale tra il borgo storico e la zona costiera, inaugurato il 3 novembre del 1929, richiama per la sua architettura lo stile Liberty di fine Ottocento e inizio Novecento. Voluto dagli emigranti rapallesi in America Latina (soprattutto nella zona del Cile e dell'Argentina) quale dono alla città d'origine per ospitarne concerti bandistici, il progetto è stato realizzato da Luigi Devoto che realizzò un padiglione di 10 m di diametro e 9 m di altezza e con 12 colonne a sostegno della cupola.
Sono raffigurati nell'interno della cupola, dipinta dal locale pittore Giovanni Grifo, i maggiori compositori italiani e stranieri della storia: tra le raffigurazioni degli stalli si riconoscono Giuseppe Verdi, Gioachino Rossini, Vincenzo Bellini, Arrigo Boito, Ludwig van Beethoven, Daniel Auber, Giacomo Meyerbeer, Giovanni Pierluigi da Palestrina, Wolfgang Amadeus Mozart, Hector Berlioz e Christoph Willibald Gluck; nei medaglioni degli archi sono invece raffigurati Johann Sebastian Bach, Gaspare Spontini, Giovanni Battista Pergolesi, Domenico Cimarosa, Georges Bizet, Amilcare Ponchielli, Charles Gounod, Gaetano Donizetti, Claudio Monteverdi, Georg Friedrich Händel, Franz Joseph Haydn e Giacomo Puccini.
Tra il finire del 2009 e la primavera del 2011 sono stati avviati interventi di recupero della struttura (rifacimento della copertura, decorazioni pittoriche, ringhiere e balaustre) e dell'intera piazza - intitolata ai Martiri della Liberazione - con una completa pedonalizzazione della stessa con il rifacimento della pavimentazione. Proprio in quest'ultima fase dei lavori gli scavi, realizzati per porre le basi della nuova piazza, hanno permesso il rinvenimento, nella zona tra il chiosco e la "Casa Garibalda", di un antico molo-banchina d'attracco (denominato "molo del Binello") del XVIII secolo.

#### Monumento di Colombo

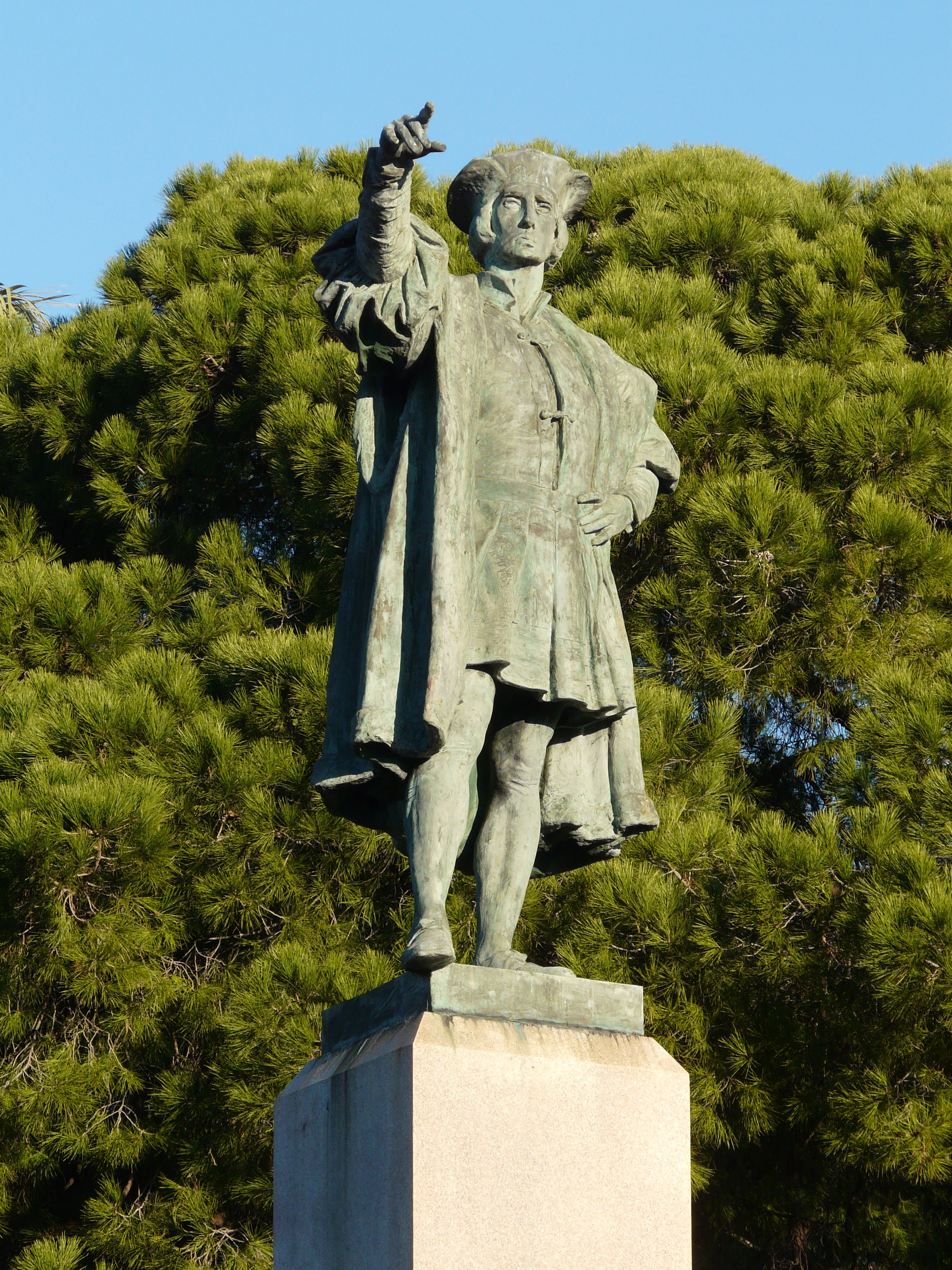
Monumento a Cristoforo Colombo, simbolo dell'emigrazione rapallese.

Il monumento a Cristoforo Colombo, inaugurato il 21 maggio 1914 adiacente al porto pubblico, fu fortemente voluto dagli emigranti rapallesi nel continente americano. L'opera, frutto della maestria dello scultore italo-argentino Arturo Dresco, fu finanziata completamente dagli emigrati a ricordo della loro patria natia. Una nota locale asserisce che il dito del navigatore genovese, proteso verso il mare, indichi proprio il continente americano.

#### Gazebo ottocentesco
Il gazebo ottocentesco è situato nel cuore del centro storico, in piazza Venezia, sede del giornaliero mercato ortofrutticolo. Utilizzato nel passato come luogo di acquisto del mercato ittico, dopo un radicale recupero, in particolare della copertura e delle parti in ferro, è ora scelto come sede di manifestazioni culturali, mostre o altro.

#### Altri monumenti
Testimonianza architettonica del periodo bellico della seconda guerra mondiale è il cosiddetto "muro dei partigiani" - o semplicemente "il muro" - tristemente noto ai rapallesi per le atrocità compiute dinnanzi a questo tratto di muraglione anti-sbarco che divideva la zona del porto del Langano dal resto della città. Ai lati dello stesso vi è inoltre un monumento commemorativo ai caduti, consto da una stele in travertino con bassorilievi raffiguranti l'episodio della fucilazione - opera dello scultore Nicola Neonato - e placche in bronzo dove sono elencati i venti nomi dei partigiani, non solo di Rapallo, che vennero fucilati lasciando ai posteri il ricordo della Resistenza nei buchi presenti nel cemento.

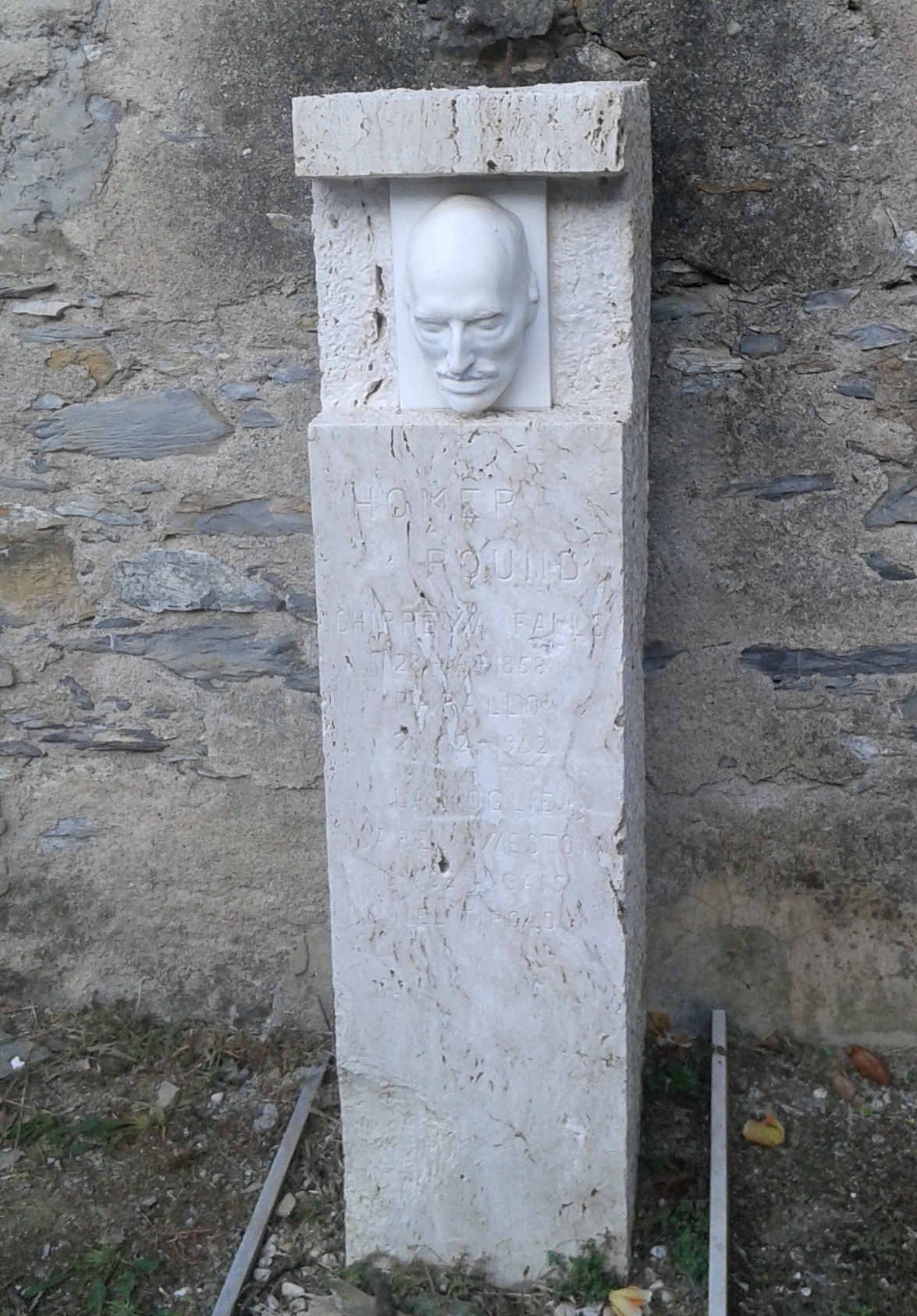
La tomba di Homer Pound, padre di Ezra Pound.

Verso il lungomare cittadino, nei pressi della zona "delle saline", un altro monumento ai caduti è opera dello scultore e pittore Nicola Neonato che lo ha realizzato nel 1977.
Raggiungibile dal sentiero per il santuario della Madonna di Caravaggio, presso la frazione di Santa Maria del Campo, la croce monumentale di Spotà è stata edificata nel 1935 sulla sommità collinare di Spotà quale monumento ai caduti della prima guerra mondiale. Alta 15 metri e in cemento armato, su progetto di Filippo Rovelli, venne solennemente inaugurata la mattina del 30 maggio 1935. La croce di Spotà è visibile da diverse zone della città.
Interessante anche la sezione acattolica del cimitero urbano comunale (ingresso sul lato ovest di via Cerisola) con vecchie lapidi riguardanti per la maggior parte residenti stranieri, che fecero della Rapallo di fine Ottocento e fino allo scoppio della seconda guerra mondiale un centro turistico d'élite. In questo settore del cimitero è sepolto anche il padre di Ezra Pound, Homer Pound.

## Società

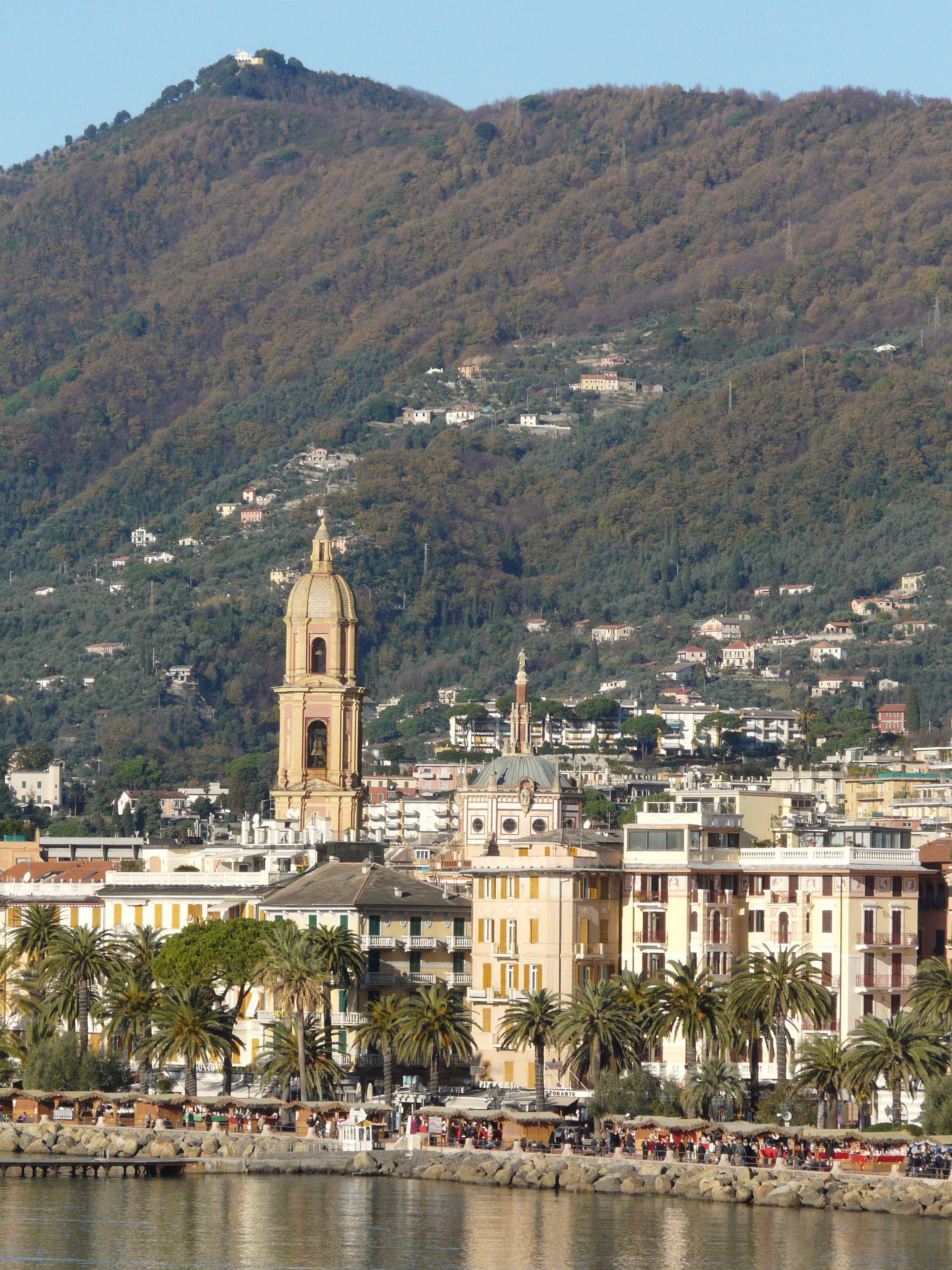
Scorcio del lungomare Vittorio Veneto. Svettano, tra gli altri edifici del centro storico, il campanile e la cupola della basilica.

### Evoluzione demografica
Abitanti censiti

### Etnie e minoranze straniere

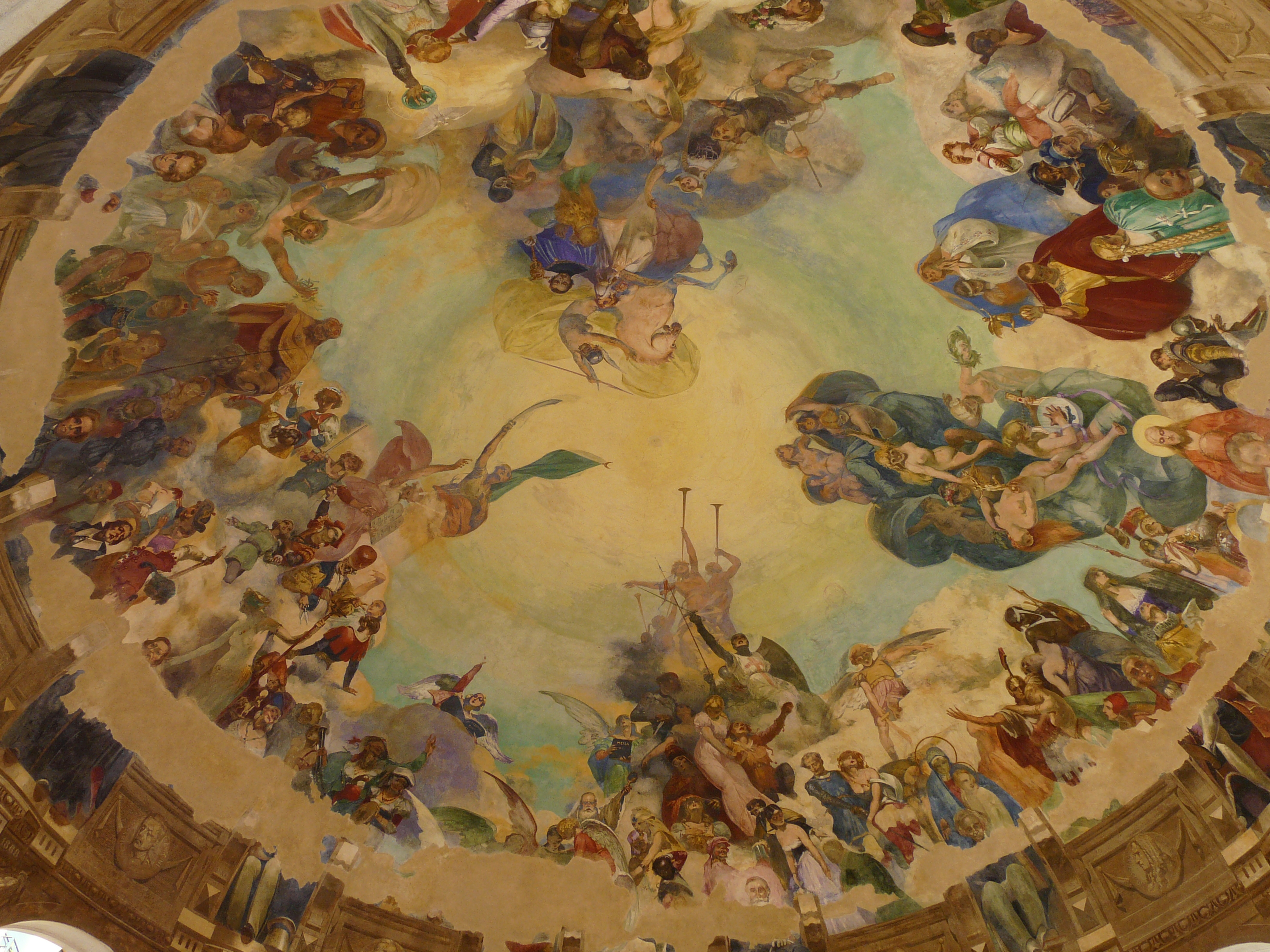
La cupola affrescata del chiosco della Musica, monumento voluto dai migranti rapallesi in Cile.

Nel 2007, grazie ad uno studio sul territorio e prendendo spunto dai dati dell'anagrafe cittadina, si è potuto stabilire che il comune rapallese ha avuto a partire dal 1998 un forte incremento di presenze straniere.
Le motivazioni di questo tasso di insediamento possono essere ricercati nella cospicua presenza di abitazioni effettive e seconde case, queste ultime rappresentano il 45% dell'intero patrimonio abitativo di Rapallo, e negli affitti più bassi rispetto ad altre cittadine del circondario tigullino.
La maggior parte dei cittadini stranieri, così come affermano diversi studi sul fenomeno (quali ad esempio una ricerca effettuata da dieci anni per conto della CISL da Francesco Gastaldi ed Antonio Graniero) e i dati provenienti dagli uffici di pubblica sicurezza, lavora principalmente nelle altre città vicine - a Genova soprattutto - utilizzando Rapallo come semplice residenza o dormitorio notturno. Ciò nonostante alcuni di essi lavorano regolarmente nel territorio rapallese - specialmente nei settori legati all'edilizia, nelle imprese di pulizia e assistenza anziani come badanti - inserendosi positivamente nel tessuto socioeconomico della città. Proprio grazie al notevole flusso migratorio, costantemente monitorato, recentemente sono state avviate nel territorio rapallese diverse attività lavorative, legate alle diverse popolazioni straniere, fino a poco tempo fa sconosciute o non presenti nel territorio.
Secondo i dati Istat al 31 dicembre 2023 i cittadini stranieri residenti a Rapallo erano 3613, pari al 12,27% dei residenti, così suddivisi per le nazionalità più significative:
- Albania, 811
- Romania, 553
- Egitto, 283
- Ecuador,242
- Ucraina, 200
- Marocco, 182
- Sri Lanka, 179
- Cina, 167
- Bangladesh, 155
- Moldavia, 133

### Istituzioni, enti e associazioni

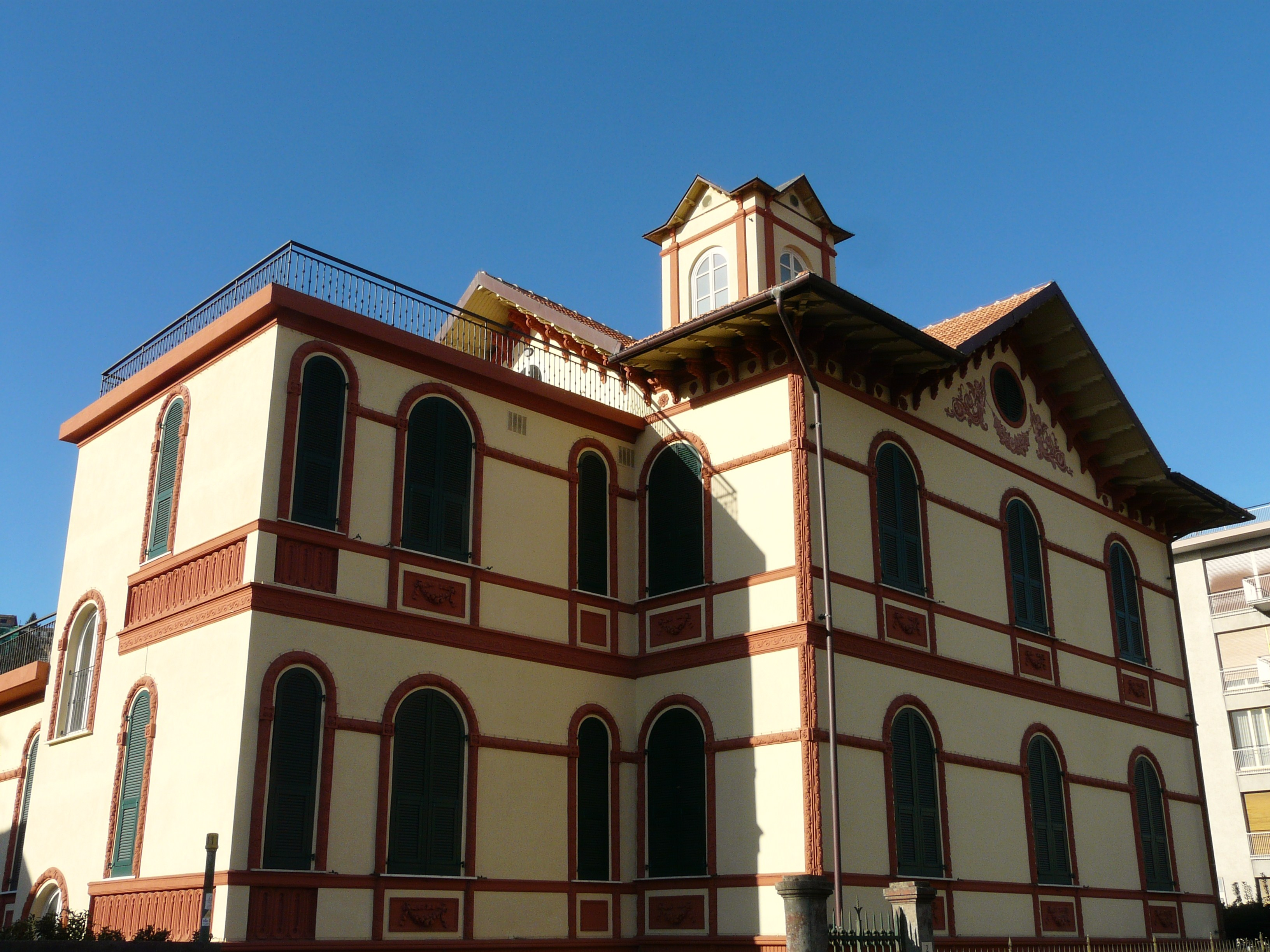
Villa Queirolo, sede di due accademie culturali e del segretariato generale del Panathlon International.

- Ospedale di Rapallo "Nostra Signora di Montallegro". Il polo rapallese rappresenta il terzo presidio più importante dell'ASL 4 "Chiavarese" dopo gli ospedali di Lavagna e Sestri Levante. Contiene le specialità e reparti di[61]: medicina, oculistica, ortopedia, primo intervento (08-20) e radiologia. L'ospedale, inaugurato il 18 dicembre 2010[62] e pienamente in servizio dal 2011, è comprensivo di 120 posti letto. Un servizio di trasporto pubblico locale gestito dall'AMT garantisce quotidiani collegamenti bus con la struttura ospedaliera, oltreché da Rapallo, anche dai vicini centri di Chiavari, Lavagna, Santa Margherita Ligure e Sestri Levante. A sostegno di tale collegamento è stata istituita una apposita linea extraurbana (linea 998) che, di fatto, collega oltre ai centri della costa pure gli altri presidi ospedalieri di Lavagna e di Sestri Levante.
- Accademia Culturale di Rapallo. Una delle prime in Italia a costituirsi, è stata fondata nel 1978[63] dal professor Francesco Maria Ruffini, sindaco rapallese dal 1975 al 1980[63]. Inizialmente costituita per persone della terza età, oggi è anche frequentata da molti giovani desiderosi di cultura e di approfondimento sociale-artistico. Segue, come tutte le accademie italiane, un programma scolastico dettato direttamente dall'Università di Genova[63]. I corsi variano dalla storia alla filosofia, o dalla letteratura alla socializzazione umana. Inoltre sono effettuati corsi più specifici relativi al campo della medicina o della scienza moderna. Non mancano lezioni di lingue straniere (inglese, francese, tedesco e spagnolo) o monologhi teatrali, specie in dialetto genovese. La sede dell'accademia è ubicata presso villa Queirolo[63], quest'ultimo edificio restaurato nel 2008.
- Accademia Estetica Internazionale di Rapallo, fondata nel 2006 e attiva fino al 2012. Era situata presso villa Queirolo e convenzionata con l'Università di Roma Tre per borse di studio e dottorati europei in filosofia e con il patrocinio morale dall'Istituto italiano per gli studi filosofici, già diploma d'onore del parlamento europeo. Fu presieduta da Elio Matassi e diretta da Alessandro Di Chiara. Hanno collaborato all'istituzione accademica alcuni tra più importanti filosofi e artisti italiani e stranieri (da Gianni Vattimo a Sergio Givone, da Giovanni Reale a Vincenzo Vitiello, da Fèlix Duque a Marco Ivaldo, da Bruno Canino a Giovanni Angeleri, da Camillo Milli a Giselda Castrini). L'identità accademica si trova nel creare una visione interdisciplinare dell'estetica attraverso un confronto con le altre forme dell'esperienza artistica.
- Associazione culturale "Bella Nina" per il pizzo al tombolo rapallese, che mantiene viva ancora oggi la storia della fabbricazione dei pizzi al tombolo rapallesi.
- Scuola di Rapallo, inerente al mondo dei fumetti. Tra i suoi maggiori disegnatori Luciano Bottaro e Carlo Chendi.
- Panathlon International, la cui sede italiana e segreteria generale è ospitata presso villa Queirolo.

### Qualità della vita
La località ha ottenuto dalla FEE-Italia (Foundation for Environmental Education) il conferimento della bandiera blu per la qualità dei servizi del porto turistico ("Porto turistico internazionale Carlo Riva").

## Cultura

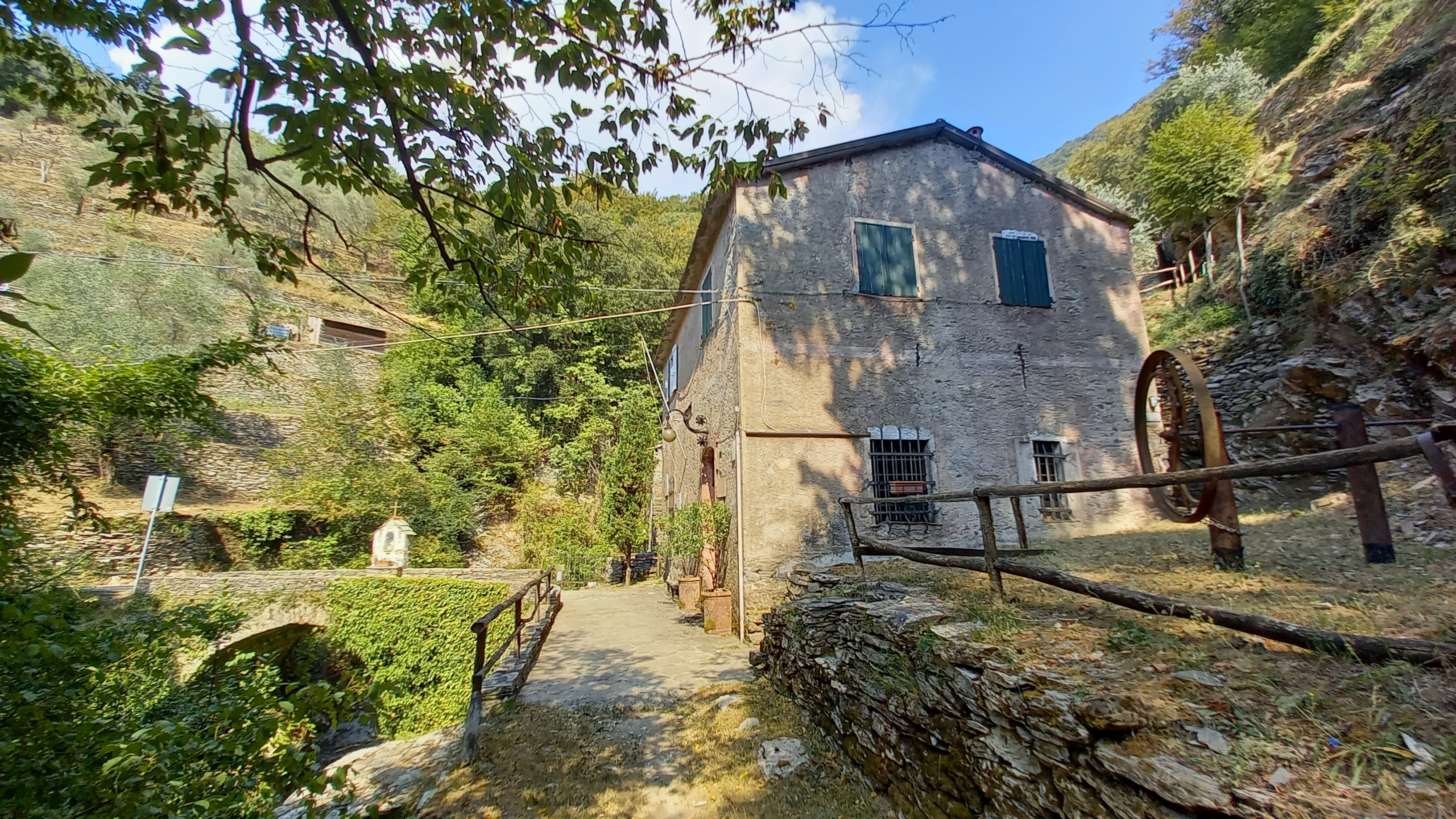
Il museo della civiltà contadina Cap. "Giovanni Pendola" nella frazione di San Maurizio di Monti

### Istruzione

#### Biblioteche
La Biblioteca Internazionale "Città di Rapallo", sita nei piani superiori di villa Tigullio, all'interno del parco comunale "Luigi Casale", è considerata tra le più fornite e accessoriate tra le biblioteche della Liguria.
Alla fine del 2019 l'intero patrimonio librario contava all'incirca 53.100 libri divisi in letteratura italiana, inglese, francese, tedesca, russa e spagnola. Inoltre è possibile sfogliare riviste italiane e straniere. È disponibile anche una fornita sezione per i ragazzi fonte e spunto per ricerche scolastiche o approfondimenti culturali.

#### Scuole
Rapallo è sede dei seguenti istituti scolastici statali, inerenti al ciclo scolastico della scuola secondaria di secondo grado:
- Liceo Classico e Linguistico Statale "Giovanni da Vigo";
- Istituto d'Istruzione Superiore Statale "Fortunio Liceti", ad indirizzi Liceo Scientifico - Scienze Applicate, Istituto tecnico nel settore tecnologico ed economico;
- Istituto Professionale Statale dell'Industria e dell'Artigianato "Fortunio Liceti".

#### Musei

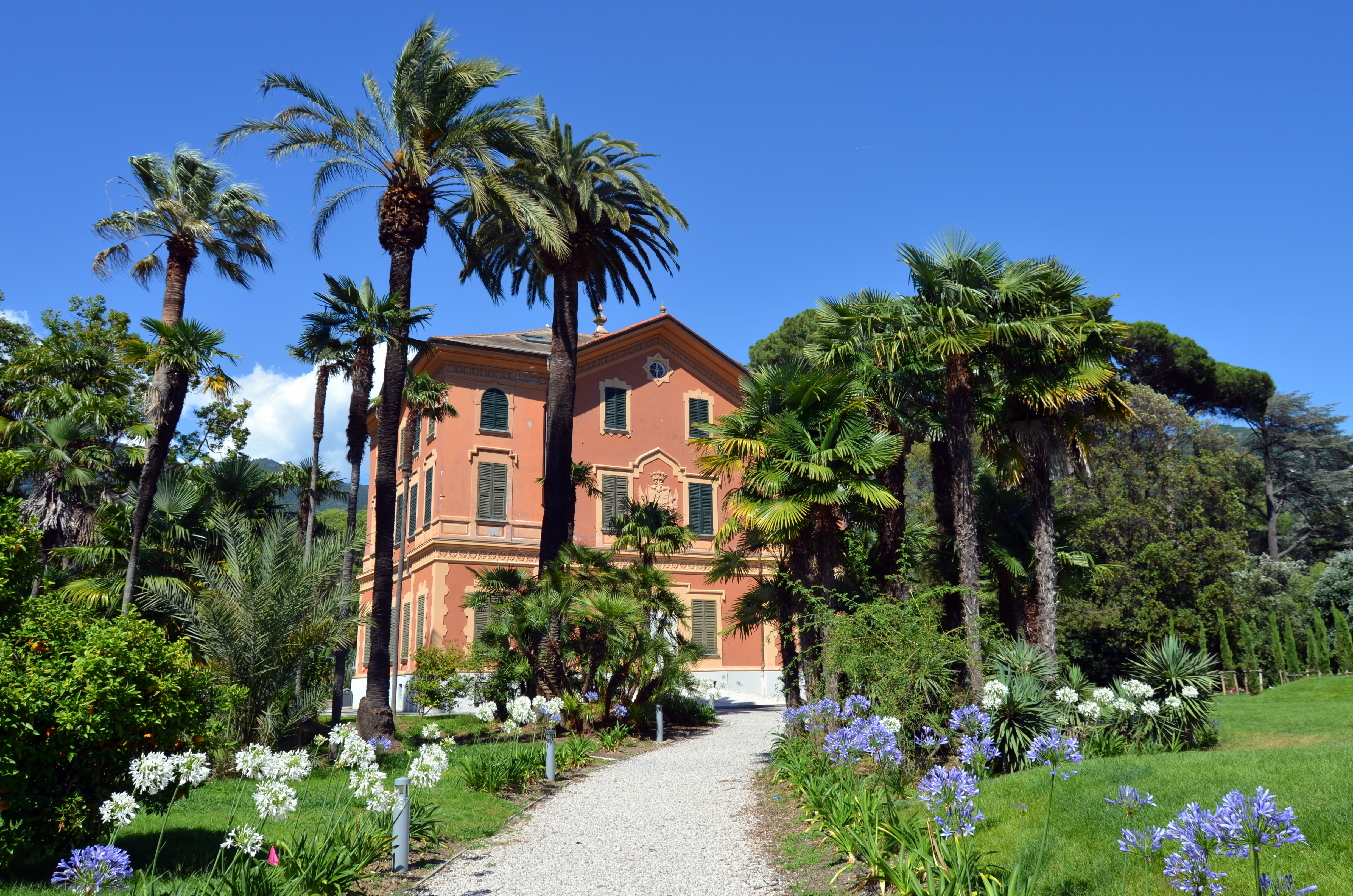
Villa Tigullio, sede del museo del merletto e della biblioteca civica.

In città sono presenti tre siti museali di grande pregio artistico-culturale. Tali musei hanno una notevole presenza turistica legata soprattutto ad una conoscenza maggiore della cultura rapallese e dei suoi prodotti artigianali come il locale pizzo al tombolo.
Il museo del merletto ha sede nella villa Tigullio, all'interno del parco comunale Luigi Casale. Il museo è stato aperto ufficialmente al pubblico nel 1990 e dopo un accurato ampliamento nelle sale sottostanti nel 1997. L'intera collezione comprende circa 1400 manufatti in pizzo pregiato, databili tra il XVI secolo e alla fine del XX secolo. Compresi nella collezione anche capi di abbigliamento e arredamento, oltre a 5000 disegni per la lavorazione del pizzo e del tombolo. Parte della collezione fa parte di un'antica bottega dedicata alla manifattura rapallese ceduta poi al Lions Club di Rapallo e quindi donata nel 1970 al Comune.
Il museo "Attilio e Cleofe Gaffoglio", sito negli spazi a terra e il chiostro dell'ex complesso monastico delle Clarisse, offre al visitatore numerose collezioni in oro, porcellana e avorio, oltre che a sculture e dipinti pregiati donati dai concittadini Attilio e Cleofe Gaffoglio. Originari di Torino, ma residenti a Rapallo fino all'improvvisa morte nel 2000, erano i proprietari dell'intera collezione fino al lascito definitivo al Comune nel luglio dello stesso anno.
Il complesso molitorio e museo della civiltà contadina "Giovanni Pendola" è stato fondato soprattutto per far conoscere non solo ai giovani, ma anche ai turisti la Rapallo "di un tempo" collocando il complesso storico in un antico mulino presso la frazione di San Maurizio di Monti, sulla strada provinciale 58 per il santuario di Nostra Signora di Montallegro. Nei due stabili di proprietà della famiglia Pendola, il cui locale frantoio è risalente al XVII secolo, ma rimaneggiato nel corso del XX secolo, sono presenti oggetti, attrezzi e molto altro legato al mondo contadino e all'agricoltura.

### Media

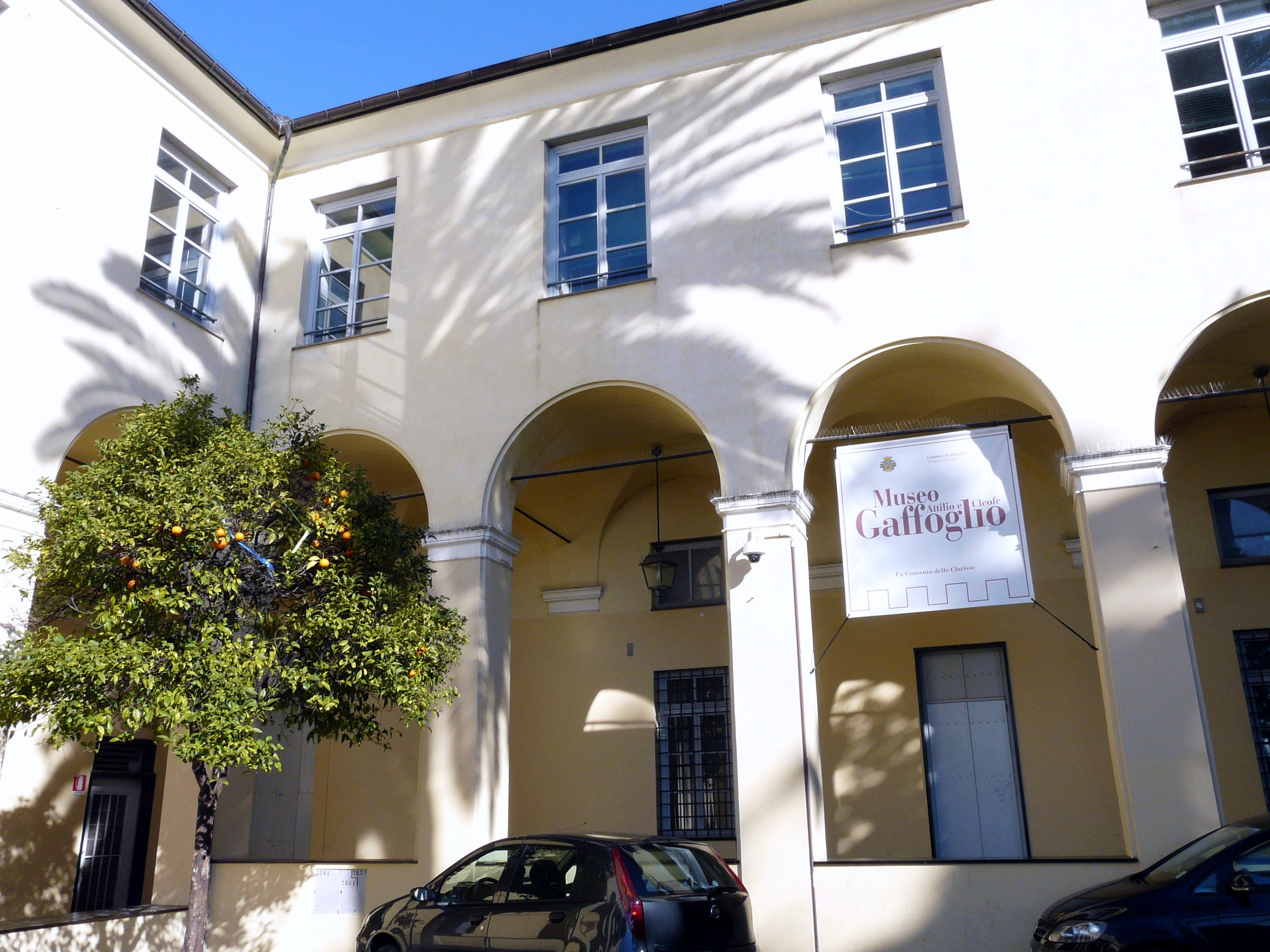
L'entrata del museo Attilio e Cleofe Gaffoglio presso l'ex complesso delle Clarisse

#### Stampa
A Rapallo ha sede una redazione di testata giornalistica locale, ovvero il mensile Il Mare, fondato nel 1908. Tra i suoi direttori anche il giornalista e scrittore locale Emilio Carta.

#### Televisione
Nel quartiere Laggiaro ha sede una locale emittente televisiva - l'unica del comune e fondata nel 1989 - denominata STV. Negli anni novanta era attiva in città anche un'altra emittente, Tele Golfo, che ripeteva i programmi di Supersix.
Nel maggio del 2013 alcune zone della città sono state le location per diverse scene della soap opera italiana CentoVetrine.

### Cinema
Nel golfo del Tigullio, e a Rapallo in particolare, sono state girate negli anni cinquanta e sessanta diverse pellicole cinematografiche italiane e straniere. Nel 1954 la città è stata il set del film La contessa scalza del regista Joseph L. Mankiewicz con protagonisti due attori hollywoodiani quali Humphrey Bogart e Ava Gardner.
Nel 1958 il regista Gianni Franciolini scelse la città rivierasca come sfondo per il film Racconti d'estate; tra gli attori Alberto Sordi e Marcello Mastroianni - quest'ultimo nella parte di un commissario di polizia - e l'attrice francese Michèle Morgan nei ruoli di una ladra.

### Televisione
Rapallo è usata come residenza estiva della famiglia Guarnieri nella serie televisiva italiana de Il paradiso delle signore.

### Musica
Tra le più antiche della Liguria, la banda cittadina rapallese fu costituita il 7 dicembre 1845 con il nome di Compagnia Filarmonica "Città di Rapallo" e già ai tempi prevedeva la formazione di una scuola di musica. Negli anni assunse diverse denominazioni: Banda di Rapallo (1905), Banda Musicale Cittadina (1908), Banda Musicale Militare (1915), Corpo Bandistico Sociale Rapallese (1923), Banda "Città di Rapallo" (1924), Banda del Fante (1937), Gruppo Musicale Dopolavoro di Rapallo (1938), Associazione Musicale Rapallese "G. Oneto" (1945), Complesso Bandistico "Città di Rapallo" (1955), Banda "Città di Rapallo" (1979) e la definitiva denominazione di Corpo Bandistico "Città di Rapallo" dal 21 ottobre 1986.
Tra gli eventi storici il concerto innanzi al prefetto di Torino e al re d'Italia Umberto I nel 1898 e la vittoria nel 1926 del concorso nazionale di Novi Ligure. Dal 2013 è gemellata con il complesso bandistico "Armelis" di Collarmele (AQ).
Può vantare oggi una scuola interna gratuita, aperta a tutti i cittadini che desiderino entrare nelle file del complesso cittadino, con lezioni tenute da insegnanti diplomati e qualificati.

### Cucina
Secondo alcuni riferimenti storici uno dei primi piatti più celebri della cucina ligure, i pansoti alla salsa di noci, sarebbero nativi della frazione di San Martino di Noceto dove in passato, come attesta il toponimo, la raccolta delle noci costituivano il primario sostentamento degli abitanti.
Originario di Rapallo - anche se la paternità del dolce è "rivendicata" anche da altri centri del ponente ligure - è il cubeletto, dolce costituiti da pasta frolla, farcito con confettura extra di mele cotogne; coniando appositamente la denominazione "Cubeletto di Rapallo". Dal 2012 ha ottenuto la denominazione comunale d'origine.

### Eventi

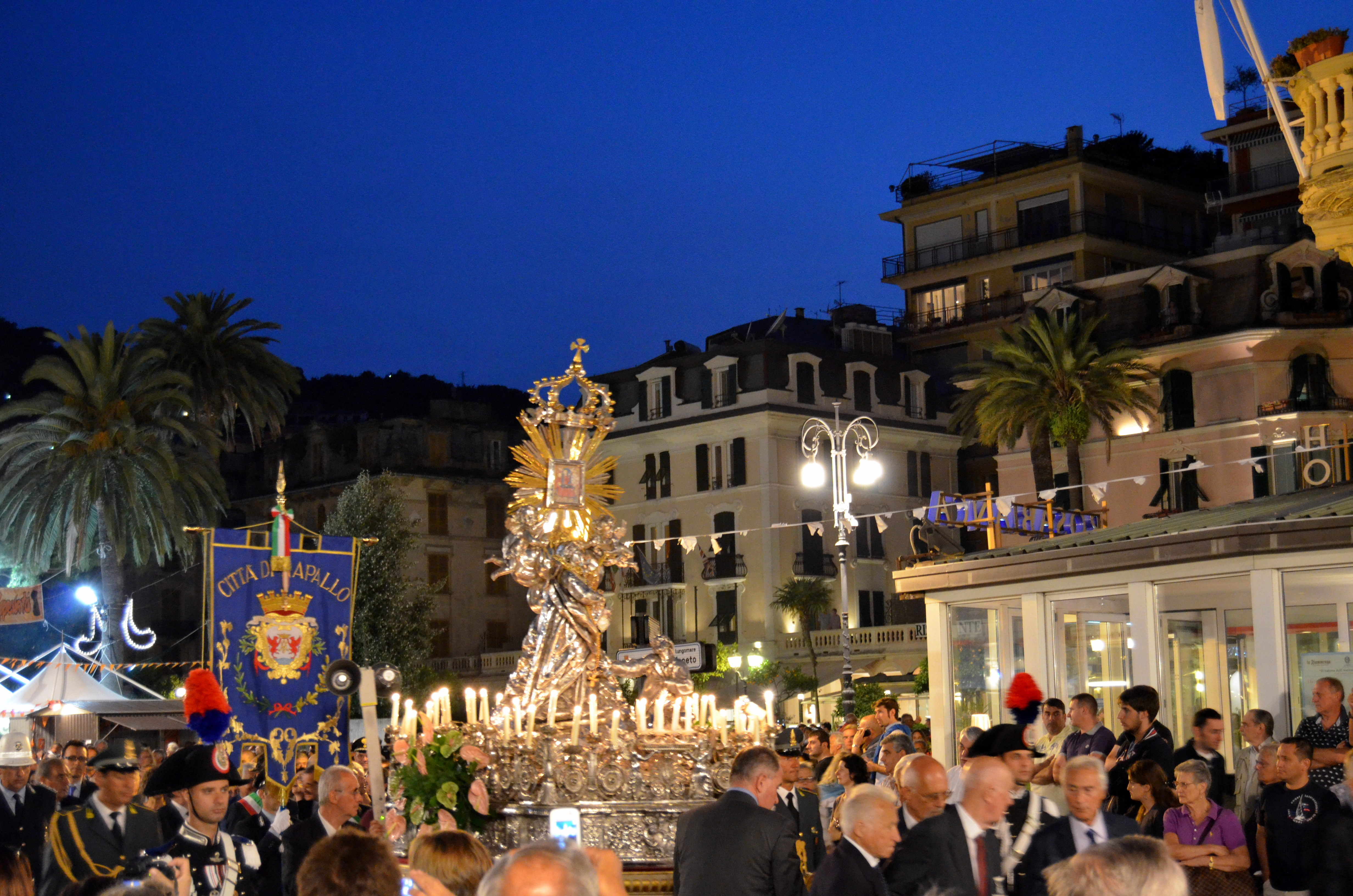
La processione del 3 luglio per le festività patronali

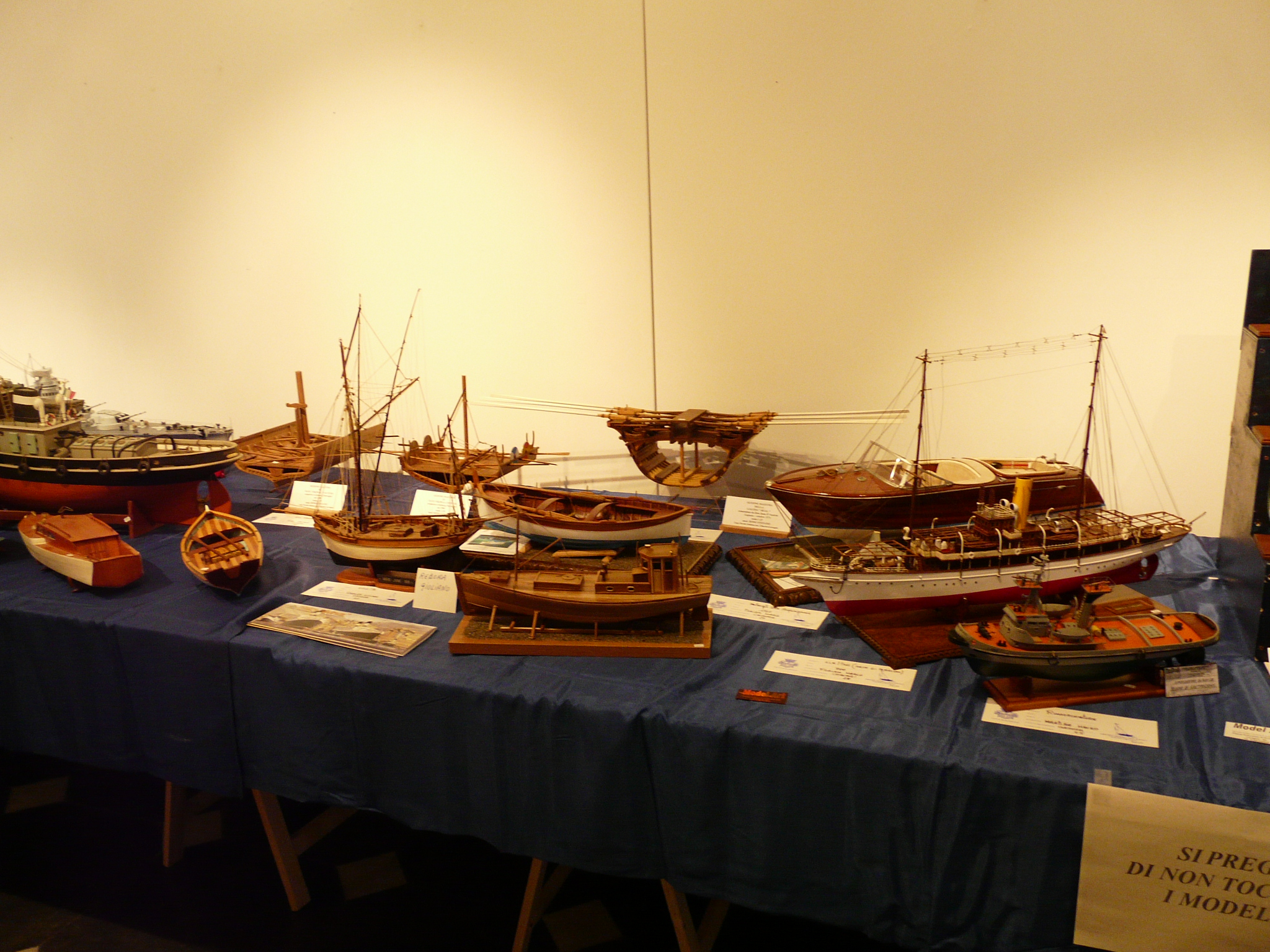
Esposizione di modellini navali in occasione dell'evento "Mare Nostrum"

- Festività patronali del 1-2-3 luglio[75]. Si svolgono nei primi tre giorni del mese di luglio nella ricorrenza dell'apparizione della Madonna di Montallegro (avvenuta il 2 luglio 1557[75]). Vi si svolgono solenni celebrazioni religiose, tra cui la tradizionale processione serale del 3 luglio con la presenza dei Cristi processionali e l'arca argentea della Madonna, seguita da spettacoli pirotecnici e dall'uso rituale degli antichi mortaletti liguri, di cui si ha notizia a partire dal 1619[75].
- Il "Premio letterario nazionale per la donna scrittrice", istituito nel 1984, è un concorso letterario riservato alle donne scrittrici che si svolge a giugno nel parco di villa Tigullio.
- Palio marinaro del Tigullio. Le località costiere di Santa Margherita Ligure, San Michele di Pagana, Rapallo, Zoagli, Chiavari, Lavagna e Sestri Levante si sfidano ogni anno, tra maggio ed agosto, in una serie di gare di canottaggio su gozzi tradizionali liguri nelle acque del golfo del Tigullio. La prima edizione si avviò nel 1974.
- "Palco sul mare Festival" è una delle più grandi manifestazioni della città nel periodo estivo. Ogni anno cantanti italiani, ma anche attori e comici televisivi si alternano nell'esibirsi per il pubblico estivo. Originariamente la kermesse si svolgeva unicamente nella città rapallese (su un palco sul mare sorretto da boe galleggianti), ma dopo la partecipazione attiva dell'allora Provincia di Genova è oggi "esportato" nelle altre cittadine del Tigullio e Golfo Paradiso con calendari ed esibizioni alteranti da città in città.
- "Borgo d'autore" si svolge ad agosto ed è un'occasione per conoscere meglio la cultura, grazie ai tanti interventi culturali ed artistici.
- "Festival Internazionale del Balletto", sempre nel mese di agosto, è dedicato alla danza accademica. Tante sono le presenze straniere.
- "Corsa ciclistica Milano-Rapallo" nel mese di giugno.
- "Mostra internazionale dei Cartoonist", a ottobre, è una mostra dedicata al mondo del fumetto (con temi e soggetti che variano a seconda delle edizioni); alcune edizioni si sono svolte all'interno delle sale del castello sul mare.
- "Mare Nostrum", nelle sale del castello tra ottobre e novembre, è un evento tradizionalmente dedicato al modellismo navale, nonché all'arte e storia delle tradizioni marinare.

## Geografia antropica

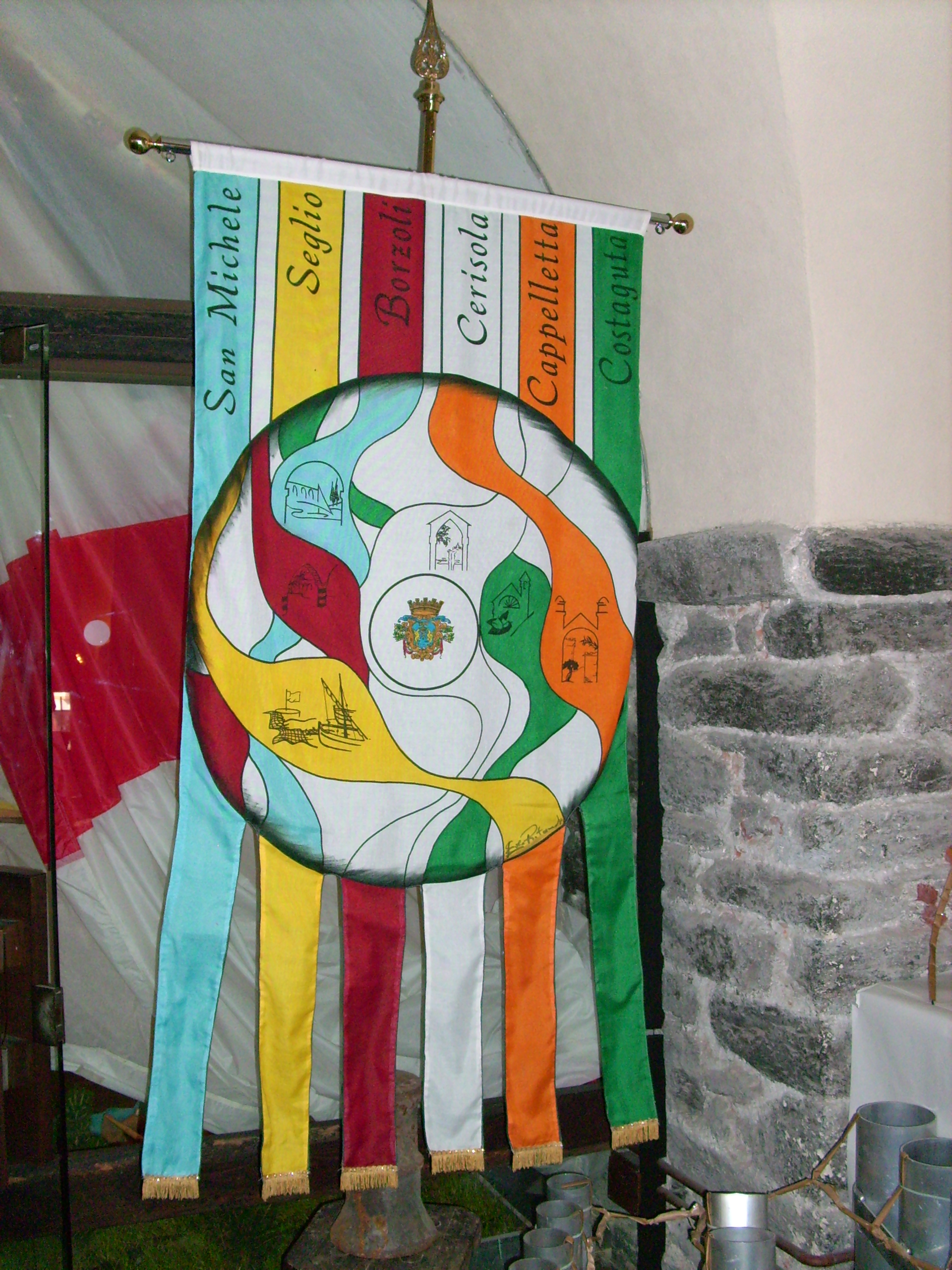
Vessillo dei Sestieri della Città di Rapallo

Il territorio comunale è costituito dalle otto frazioni di Montepegli, San Martino di Noceto, San Massimo, San Maurizio di Monti, San Pietro di Novella, San Quirico d'Assereto, Santa Maria del Campo e Sant'Andrea di Foggia per un totale di 33,61 km². L'abitato costiero di San Michele di Pagana, considerato convenzionalmente come frazione comunale, è tuttavia riconosciuto dallo statuto cittadino come uno dei sei sestieri dell'antico borgo medievale della cittadina.
Confina a nord con i comuni di Tribogna e Cicagna, a sud con Camogli, Santa Margherita Ligure ed è bagnato dal mar Ligure, ad ovest con Avegno e Recco, e ad est con Coreglia Ligure e Zoagli.

### Suddivisioni storiche
La città è divisa storicamente in sei sestieri, partendo dal centro storico fino alle immediate frazioni. I sestieri si distinguono tra loro mediante nomi e colori diversi. Essi sono:
- Borzoli (colore rosso), nel dialetto locale detto Borzoi;
- Cappelletta (colore arancione), nel dialetto locale detto Cappellætta;
- Cerisola (colore bianco), nel dialetto locale detto Seixêua;
- Costaguta (colore verde), nel dialetto locale detto Costagûa;
- Seglio (colore giallo), nel dialetto locale detto Seglio;
- San Michele (colore azzurro), nel dialetto locale detto San Michê.

### Quartieri e frazioni
Oltre ai vari quartieri storici si aggiunsero, alcuni negli anni della rapallizzazione, nuovi centri abitativi ancora oggi densamente popolati. Tra i maggiori Sant'Anna e Laggiaro (che ebbero un maggior incremento tra gli anni sessanta e settanta del Novecento), mentre tra i più antichi Le Nagge, famose nella storia rapallese per lo sbarco piratesco dell'ammiraglio dell'Impero ottomano Dragut (1549).

## Economia

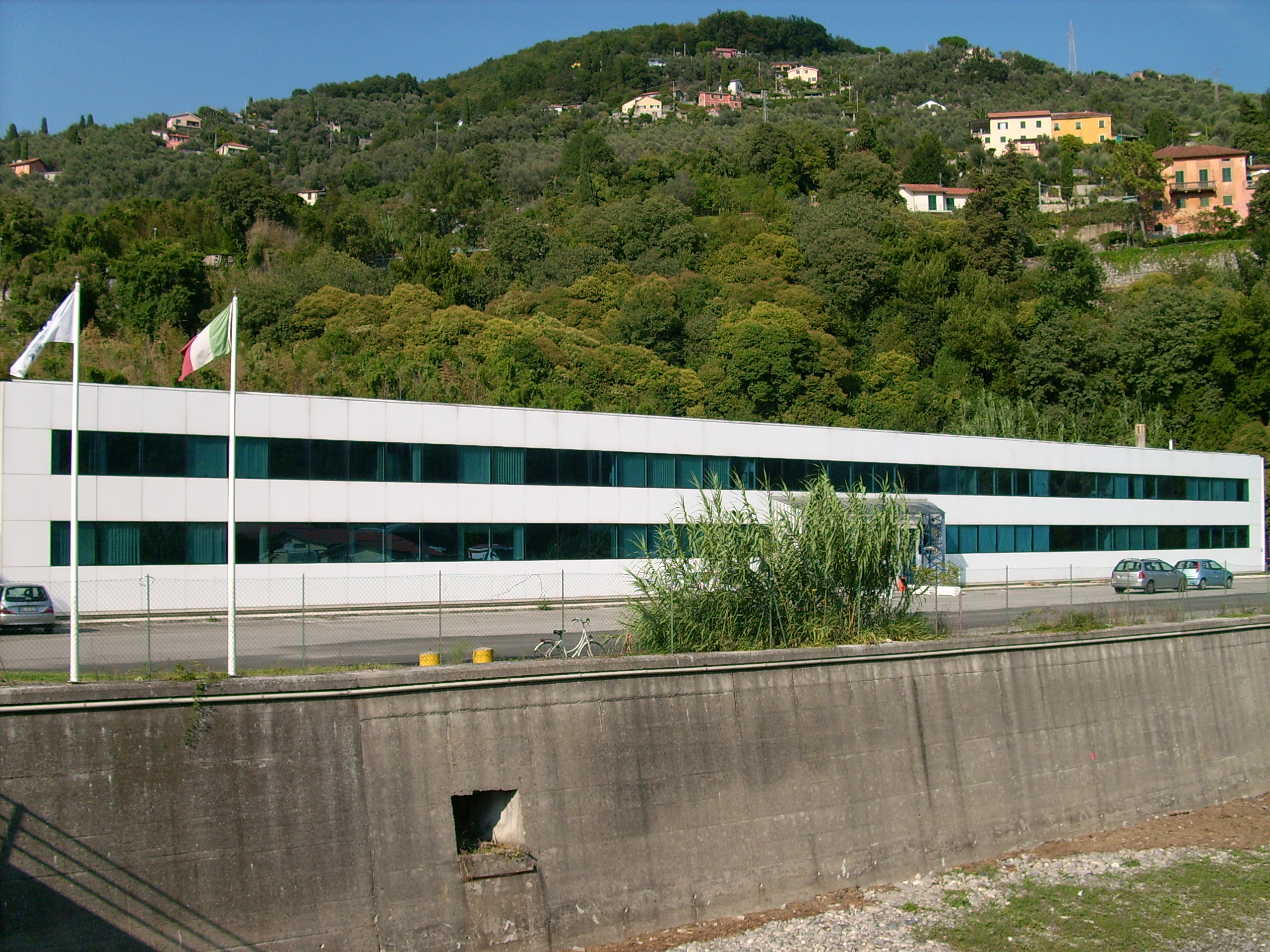
Lo stabilimento industriale della Mares nella frazione di San Pietro di Novella

L'attività economica del comune si basa principalmente sul turismo, specie nel settore balneare ed alberghiero. Negli ultimi anni il Tigullio ha subito un notevole calo turistico, registrando valori negativi nell'intero territorio comprensoriale tigullino. Il trend negativo non si è però registrato nella città, unico caso del Tigullio, grazie alla positiva presenza estiva di visitatori italiani e stranieri
La città è famosa per la presenza massiccia di "seconde case" (dovute principalmente alla "rapallizzazione" degli anni settanta del XX secolo), per la maggior parte di proprietà di cittadini lombardi, piemontesi ed emiliani. Proprio le seconde abitazioni vacanziere costituiscono una forte rendita monetaria, facendo di Rapallo una delle città italiane sotto i 50.000 abitanti con il più alto numero di entrate dell'imposta comunale sugli immobili (ICI, poi IMU) nel territorio provinciale (3º posto dopo Portofino e Arenzano), in Liguria (5º posto dopo Portofino, Arenzano, Alassio e Lerici) e in Italia.
Nel territorio non esistono grandi industrie produttive, ma piccole e medie imprese legate soprattutto all'artigianato e alla produzione locale. Tra le ditte industriali più famose vi è la Mares, fondata negli anni cinquanta da Ludovico Mares, attiva nel settore dell'attrezzatura per la subacquea.

## Infrastrutture e trasporti

### Strade

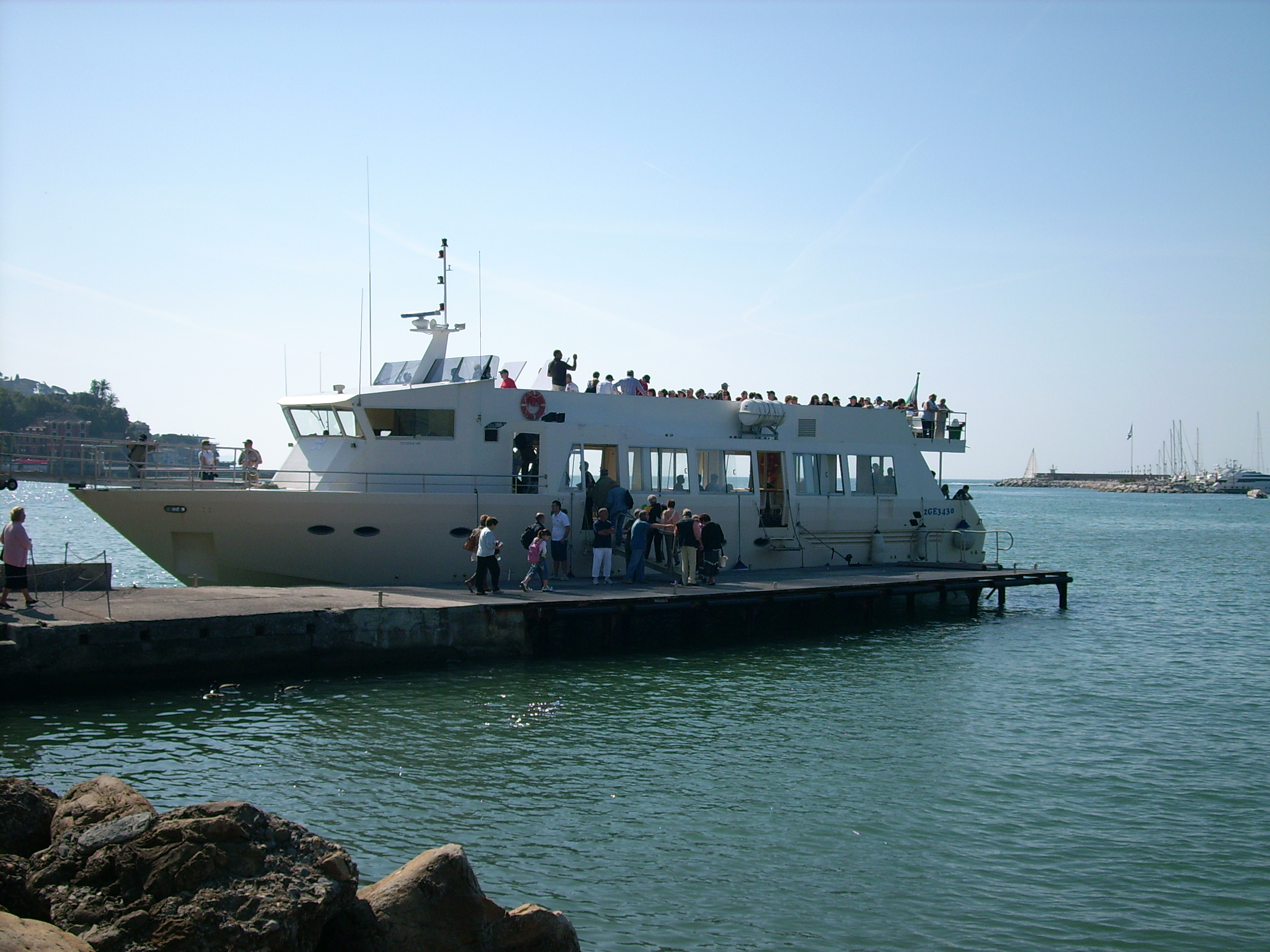
Battello sul molo diretto a Santa Margherita Ligure-Portofino

La principale arteria di collegamento stradale è l'autostrada A12, con un proprio casello autostradale, tratto completato e aperto al traffico veicolare nel giugno del 1969. Il casello funge altresì da "porta d'entrata" anche per i comuni limitrofi di Santa Margherita Ligure, Portofino e Zoagli.
Il centro cittadino è attraversato dalla strada statale 1 Via Aurelia collegando ad ovest la frazione sammargheritese di San Lorenzo della Costa e ad est Zoagli.
Tre arterie provinciali permettono inoltre il collegamento viario con Portofino, la val Fontanabuona e con il Golfo Paradiso: la prima attraverso la provinciale 227 di Portofino con l'attraversamento dei centri di San Michele di Pagana, Santa Margherita Ligure e Paraggi; la seconda attraverso il passo della Crocetta, lungo la provinciale 58, passante per la frazione San Maurizio di Monti (inizialmente la stessa SP 58 è utilizzata obbligatoriamente per raggiungere il santuario di Nostra Signora di Montallegro) e poi scendere verso il comune fontanino di Coreglia Ligure; la strada provinciale 31 di San Martino di Noceto permette invece il collegamento con la frazione di Ruta di Camogli, arteria moderna rispetto all'antica strada romana di Bana.

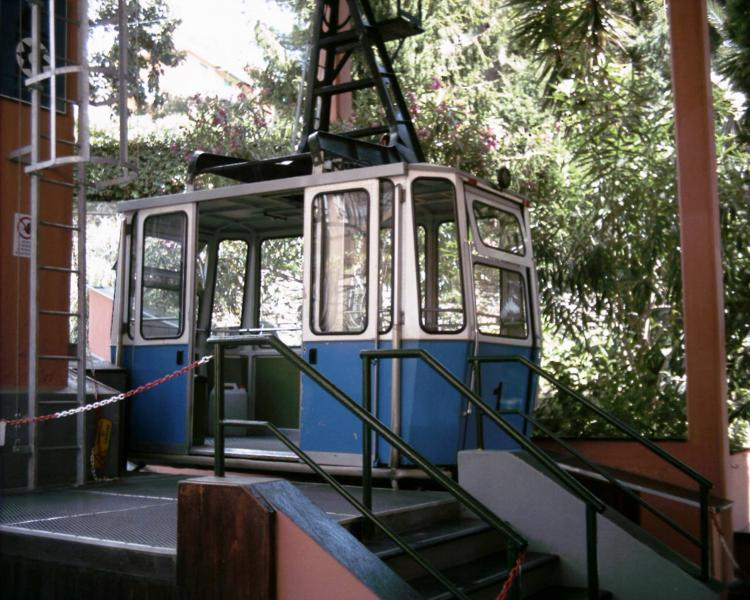
Cabina della funivia Rapallo-Santuario di Montallegro

### Ferrovie
La ferrovia è un altro valido sistema di collegamento, la stazione sita sulla linea ferroviaria Genova-Pisa nel tratto locale compreso tra Genova e La Spezia, ha un notevole traffico ferroviario e la vicinissima distanza con il centro cittadino rende forse il treno il mezzo più adeguato. Inoltre, adiacente alla stazione ferroviaria, si localizza facilmente lo scalo degli autobus, utili per spostarsi nelle varie frazioni rapallesi o località costiere vicine.

### Porti

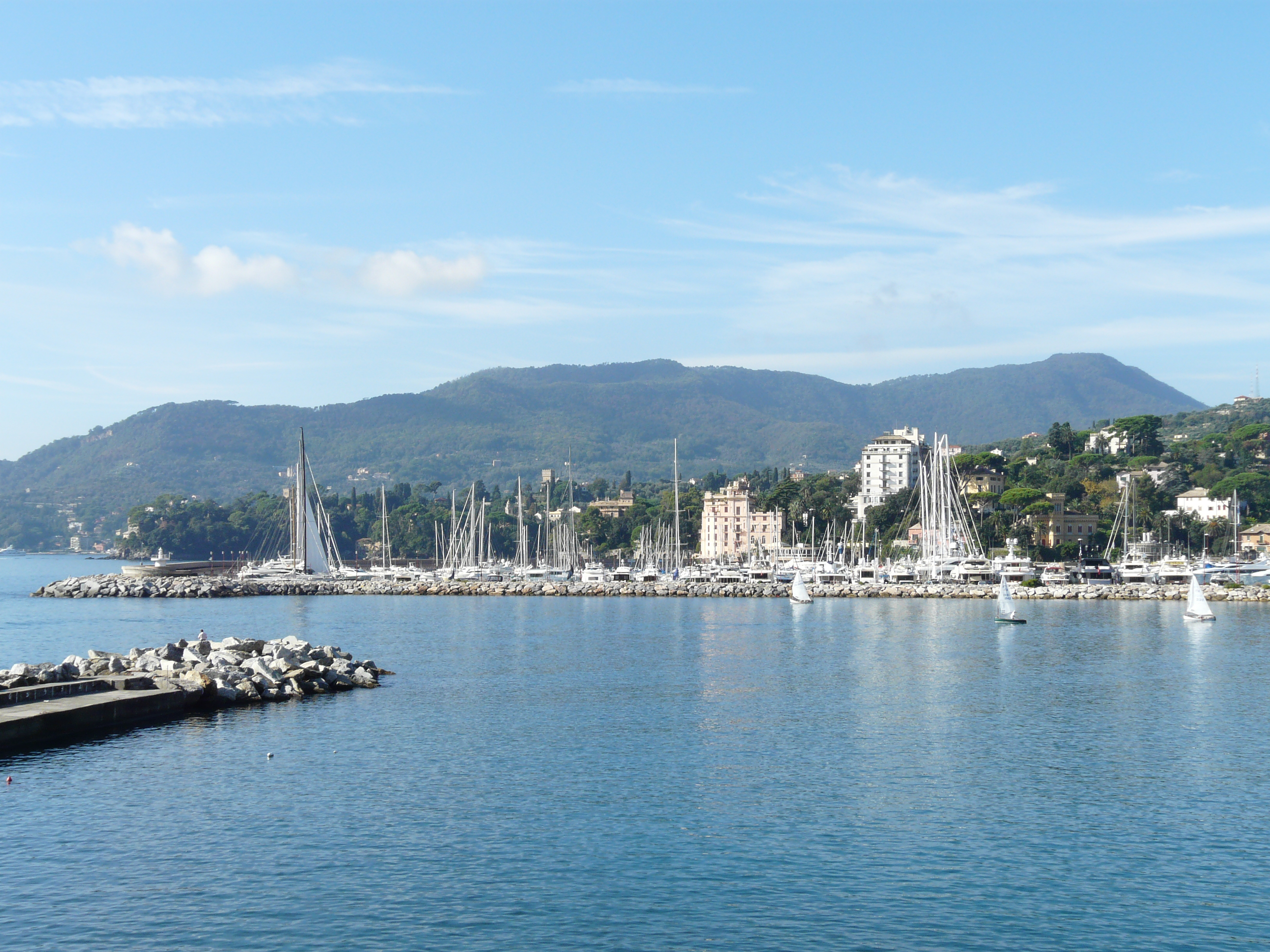
Il porto pubblico e il porto turistico internazionale "Carlo Riva" a ponente della città

Alternativa di trasporto sono i battelli turistici, gestiti da un unico consorzio comprensoriale (Consorzio Servizi Marittimi del Tigullio), i quali collegano Rapallo con Santa Margherita Ligure e Portofino, oppure proseguire con un altro ferry-boat verso la baia di San Fruttuoso di Camogli, la stessa Camogli e il porto antico di Genova. Nel periodo estivo è attivo inoltre un collegamento marittimo con le Cinque Terre, con soste nei relativi scali, e Portovenere.
Rapallo è altresì attrezzata anche per l'attracco dei natanti, grazie al porto pubblico, avente una capacità di circa 500 posti barca, e al porto turistico "Carlo Riva" realizzato negli anni settanta del XX secolo. Anch'esso realizzato nella zona occidentale della città, presso la foce del torrente Boate, la costruzione dell'approdo turistico costituì di fatto la nascita del primo impianto d'attracco turistico d'Italia con circa 400 posti barca per imbarcazioni da 6 a 40 metri.

### Impianti a fune
La funivia che collega Rapallo al santuario di Nostra Signora di Montallegro fu inaugurata il 29 agosto 1934 dopo quattro anni di lavoro, è uno dei pochi impianti di risalita funzionanti di tutta la Liguria. Il collegamento permette di raggiungere il santuario mariano in 7-8 minuti, lasciando scorgere dalla cabina il paesaggio del golfo del Tigullio e una completa panoramica sulla città. Tra il 2004 e il 2005 ha subito diversi interventi di risistemazione dell'intero impianto garantendo così l'apertura quasi tutto l'anno.

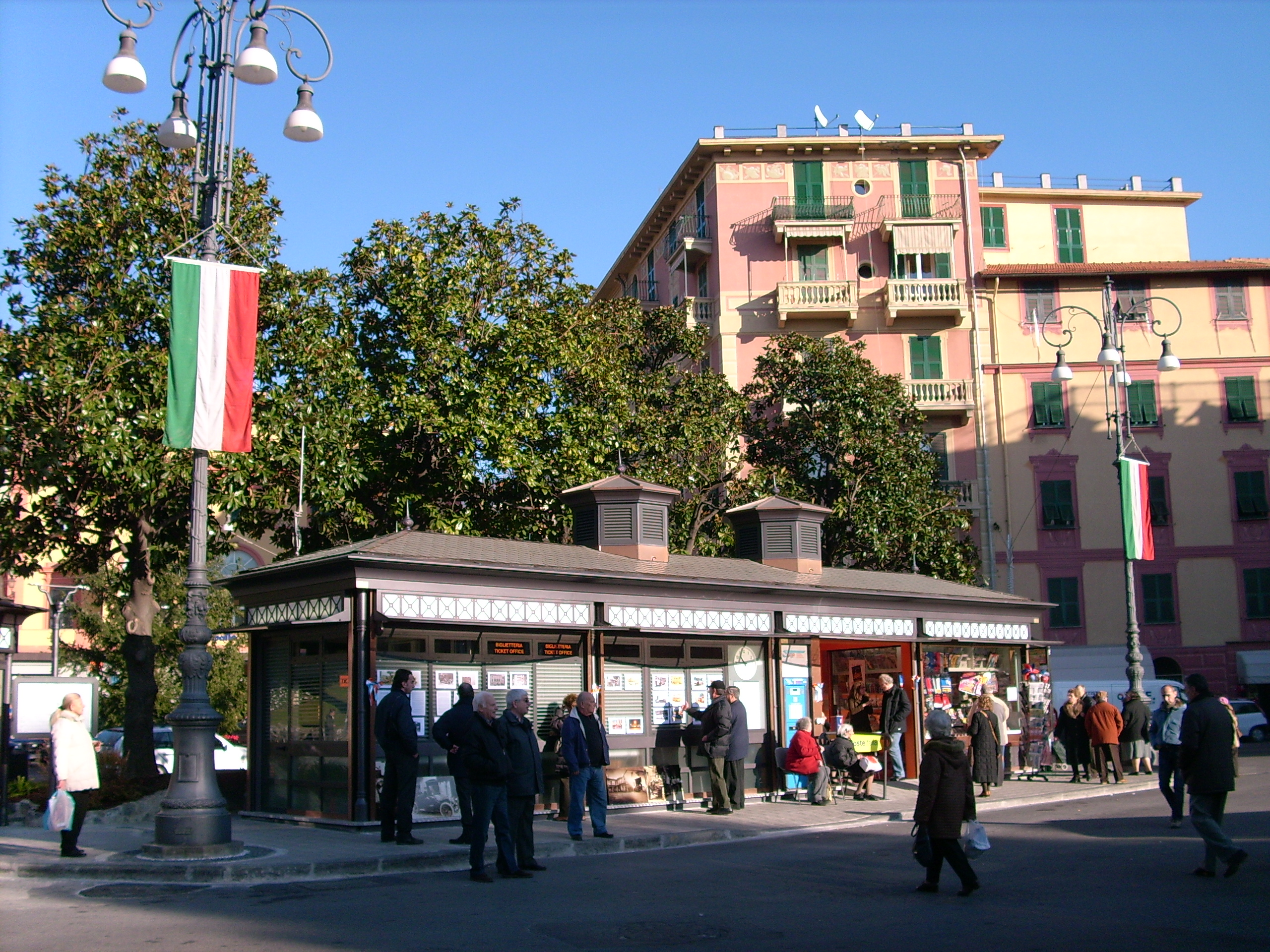
Il terminal degli autobus

### Mobilità urbana
Il trasporto pubblico locale è garantito dagli autobus di linea dell'AMT. Le linee permettono il raggiungimento di ogni frazione comunale o località del comprensorio Tigullio-Golfo Paradiso come Santa Margherita Ligure, Portofino, Camogli e Recco verso ovest, mentre verso est è possibile raggiungere Zoagli e Chiavari.

## Sport
Rapallo è stata insignita del titolo di "Città Europea dello Sport 2014".

### Calcio

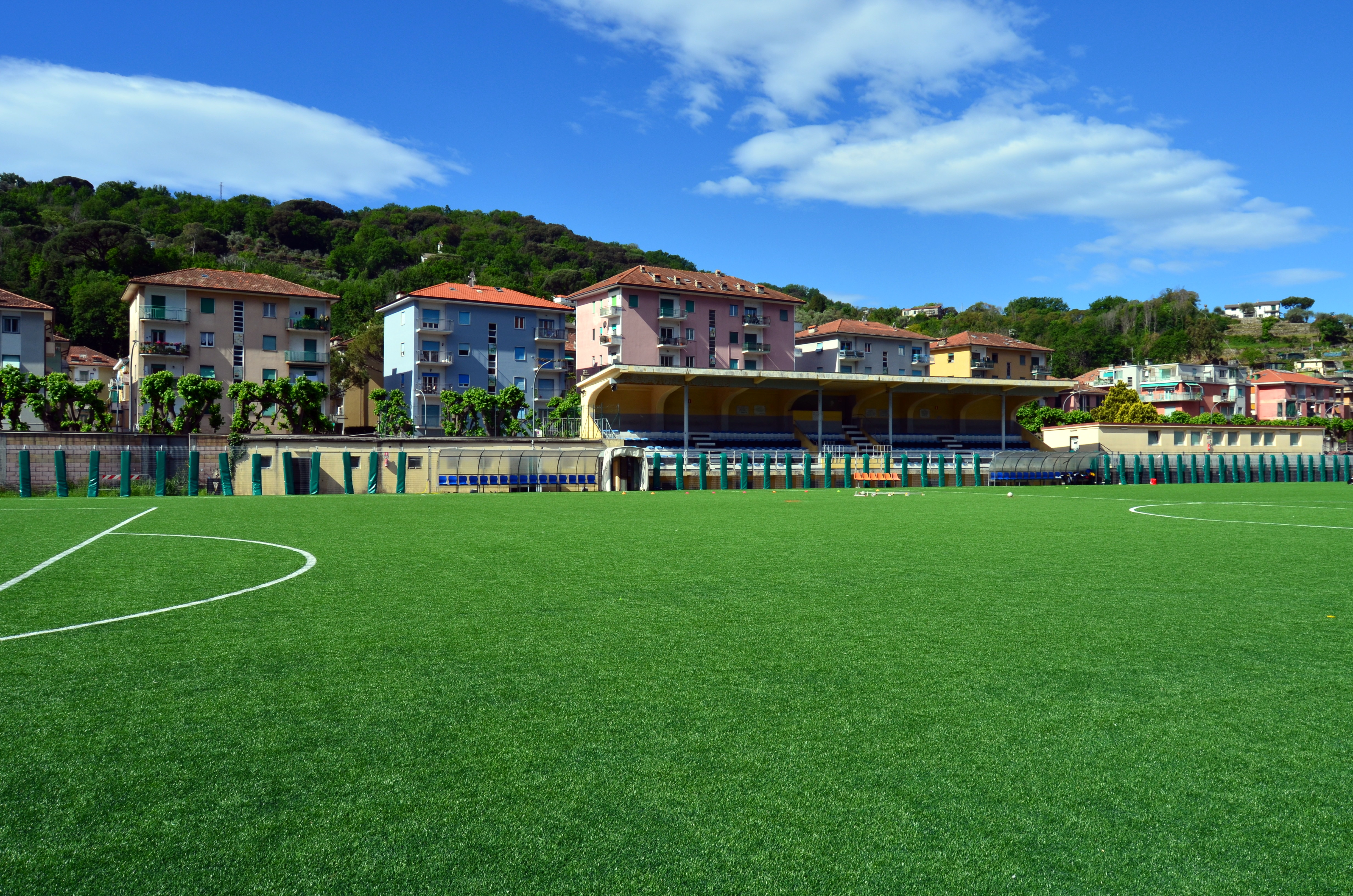
Il campo sportivo comunale "Umberto Macera"

A Rapallo venne fondata nel maggio del 1946 la Lega Calcio, oggi con sede a Milano.
In ordine di appartenenza di categoria:
- A.P.D. PSM Rapallo, militante nel campionato di Promozione. Nel 2021 la società del settore giovanile - già Polisportiva Santa Maria 2013 - ha incorporato l'A.C.D. Ruentes 2010, quest'ultima fondata nel 2010 e militante all'epoca in Prima Categoria; una sua formazione era presente, fino alla stagione 2022/2023, anche nel campionato di calcio a 5 (Serie C).
- A.C.D. Borgo Rapallo 98, militante nel campionato di Seconda Categoria, fondata nel 1998; la squadra di calcio a 5 militava fino alla stagione 2022/2023 nel campionato di Serie D.
- F.C. Real Betti, militante nel campionato di Terza Categoria, fondata nel 2022.
- U.S.D. Carlo Grasso 2023, militante nel campionato di Terza Categoria, fondata nel 2023.

Tra le società sportive del passato vi era il Rapallo Reuntes 1914, la cui prima fondazione risaliva al 1914 e che attorno agli anni sessanta militò in alcuni campionati di Serie C.

### Nuoto e pallanuoto

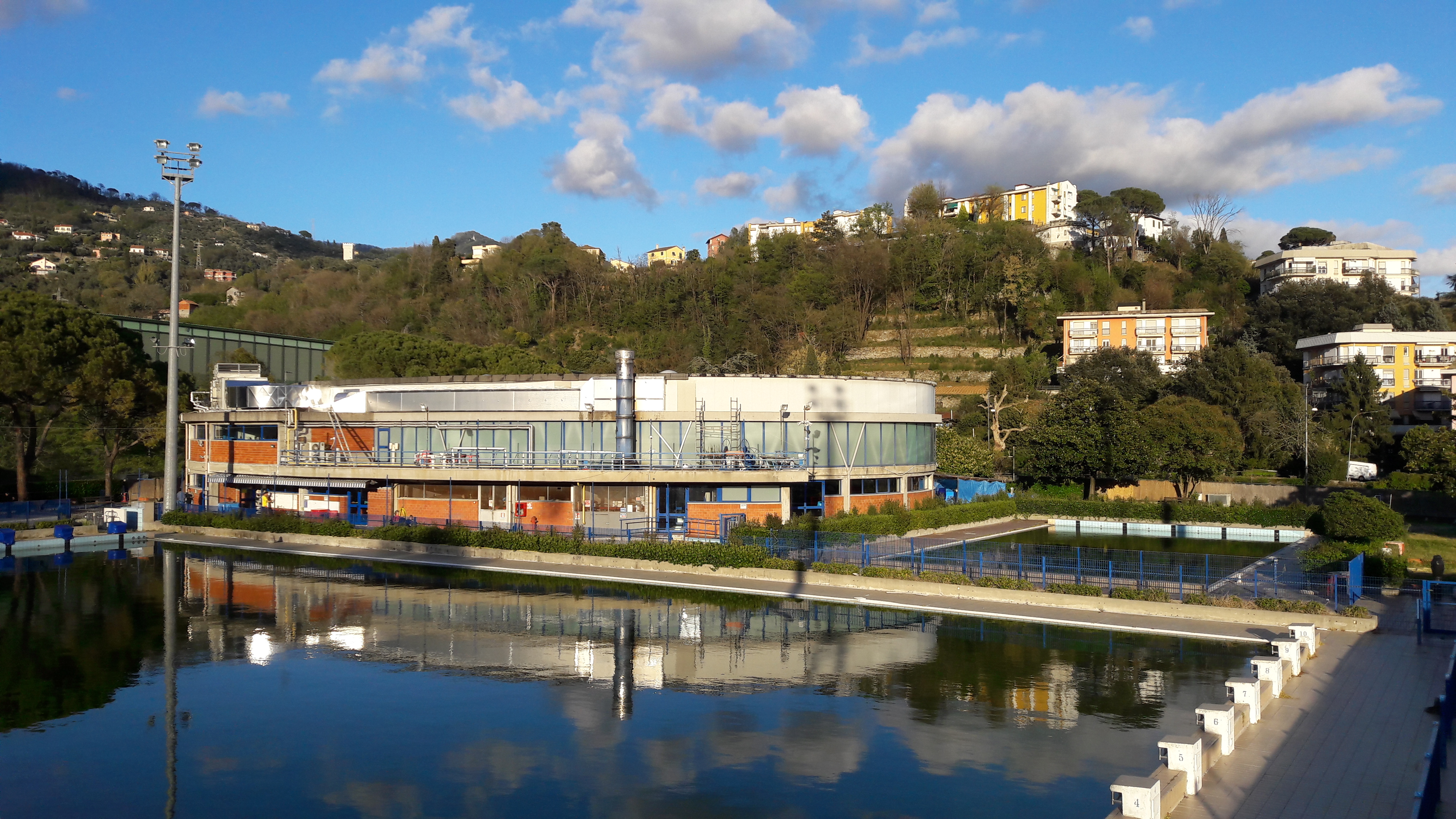
L'impianto natatorio comunale del Poggiolino

Principale e unica società di nuoto e pallanuoto della città è la Rapallo Pallanuoto, rifondata nel 2012 sulle orme della storica Rapallo Nuoto, quest'ultima attiva dal 1971 al 2011. Nel corso del 2006 la squadra femminile è stata promossa in Serie A1 dopo aver vinto i playoff contro la squadra Serapo di Gaeta. Nel suo organico hanno militato diverse campionesse mondiali olimpiche: tra queste Francesca Cristiana Conti e Cinzia Ragusa militanti nella Nazionale di pallanuoto. Dopo aver conquistato la Coppa LEN femminile nel campionato 2010-2011, nel successivo campionato la squadra femminile è stata assorbita dalla Pro Recco diventandone, di fatto, la nuova "rosa" della società recchese. Dal 2012 il titolo e la squadra è ritornata a Rapallo cambiandone il nome societario e presidenza. Nella stagione 2012-2013 vince il primo scudetto della sua storia. La squadra maschile della Rapallo Pallanuoto milita invece nel campionato di Serie B.
Il 22 settembre del 2001 Gianluca Genoni ha stabilito nello specchio acqueo antistante Rapallo il record mondiale di 126 metri di profondità nell'assetto variabile regolamentato. Lo stesso apneista si è spinto il 28 settembre del 2012 a 160 metri di profondità eguagliando un nuovo record mondiale, il diciottesimo nella sua carriera.

### Ciclismo
Per tre volte Rapallo è stata sede di arrivo di tappa del Giro d'Italia: la 17ª tappa del 1956 Bologna-Rapallo, vinta da Miguel Poblet; la 13ª tappa del 1999 Sassuolo-Rapallo, vinta da Richard Virenque e la 3ª tappa del 2011 Reggio Emilia-Rapallo, vinta da Ángel Vicioso.
Ogni anno il lungomare cittadino è interessato dalla volata finale della "Corsa Ciclistica Internazionale Milano-Rapallo", che nel 2008 ha superato la cinquantesima edizione, in un percorso che raggiunge più di 200 km di tappa con partenza dal comune di Opera attraversando il Pavese, la valle Scrivia, il passo della Scoffera, l'entroterra chiavarese e quindi la cittadina. Nata nel 1946 in omaggio dello sportivo e mecenate George Davidson, già presidente dell'odierna Federazione Ciclistica Italiana, è una competizione che vede la partecipazione di quasi duecento sportivi della categoria Under 23 ed Elite di diverse regioni italiane settentrionali (Piemonte, Lombardia, Veneto, Emilia-Romagna e Toscana) nonché internazionali con la presenza fissa delle nazionali di ciclismo della Polonia, Australia, Russia e Kazakistan.

### Ginnastica ritmica

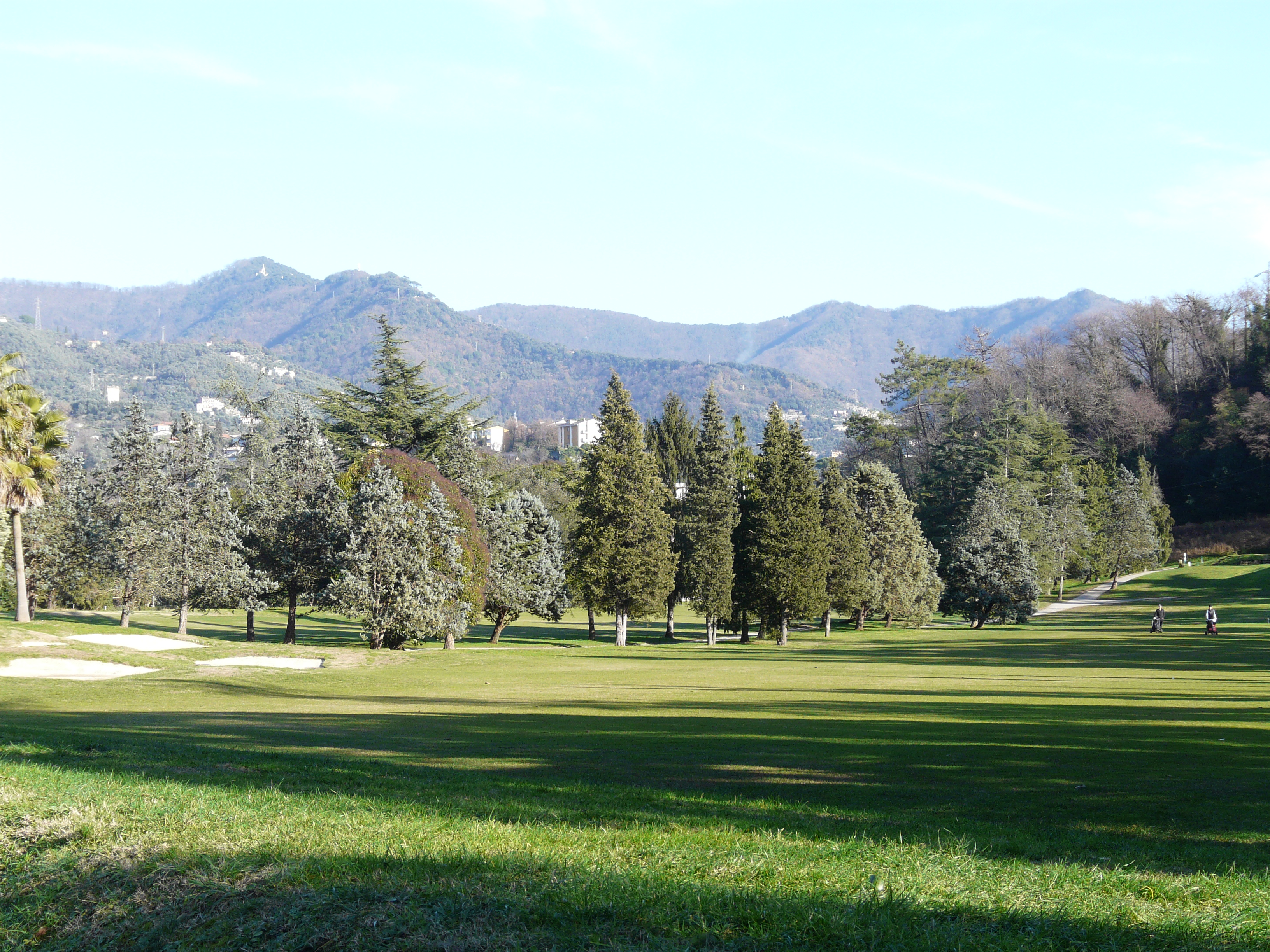
Veduta del campo da golf a 18 buche di Rapallo

La ginnastica ritmica, sport esclusivamente femminile che in Italia sta acquistando popolarità anche grazie ai risultati raggiunti a livello internazionale e olimpico, gode a Rapallo di un seguito particolare. La Società Ginnastica Rapallo A.S.D., attiva dal 1972 e ufficialmente iscritta alla Federazione Ginnastica d'Italia dal 1973, conta infatti numerose iscritte a livello sia agonistico che amatoriale.
Nel 2009 la S.G. Rapallo, guidata dal presidente Giovacchino Giovannetti, è stata promossa in Serie A2 e questo ha costituito un traguardo per la società e per lo sport ligure in generale, in quanto nessuna società ligure era presente da un decennio nel massimo campionato, mentre in questa circostanza ben due delle tre squadre promosse erano liguri.

### Rugby
Nel 2009 è stato fondato il Tigullio Rugby Rapallo, società satellite di rugby della Pro Recco Rugby. La squadra ha la sede sociale a Rapallo, ma si allena e disputa le partite casalinghe a Recco.
Il Tigullio Rugby Rapallo ha concluso il suo primo campionato (2009/2010) con un inaspettato secondo posto nella Serie C territoriale ligure. Nella stagione 2010/2011 ha ottenuto un quinto posto nel girone sovraregionale Ovest della Serie C, dove è stata ammessa grazie ad un ripescaggio. Nella stagione 2011/2012 rinuncia ad iscriversi al girone sovraregionale e si "autoretrocede" nella serie C territoriale ligure, dove si classifica all'ultimo posto.

### Impianti sportivi
La città è dotata di diversi impianti per l'attività sportiva quali due campi sportivi comunali ("Umberto Macera" e, nella frazione di San Pietro di Novella, il campo "Paolo Gallotti"), una piscina olimpionica comunale, campi da tennis, di equitazione, tiro a segno, palestre di scherma e i due campi di minigolf presso il parco Luigi Casale
Presso il palazzetto dello sport ("Casa della Gioventù") si svolgono le manifestazioni, allenamenti e gare di ginnastica ritmica, pallacanestro e pallavolo. La struttura fu edificata negli anni sessanta del XX secolo.
Nella piana del torrente Boate, tra il quartiere di Sant'Anna e la frazione di San Massimo, è presente dal 1931 il locale circolo golf e tennis con un impianto da gioco a diciotto buche. Inizialmente a 9 buche, il raddoppio ha permesso al golf di Rapallo di essere l'unico campo da gioco della città metropolitana di Genova e uno dei tre presenti in Liguria (Sanremo e Garlenda).
Nella zona portuale sono inoltre presenti scuole nautiche per giovani che vogliono intraprendere la vita in mare.